# Liste der Kulturdenkmale in Oschatz

Wappen von Oschatz

In der Liste der Kulturdenkmale in Oschatz sind die Kulturdenkmale der sächsischen Stadt Oschatz verzeichnet, die bis Juni 2020 vom Landesamt für Denkmalpflege Sachsen erfasst wurden (ohne archäologische Kulturdenkmale). Die Anmerkungen sind zu beachten.
Diese Aufzählung ist eine Teilmenge der Liste der Kulturdenkmale im Landkreis Nordsachsen.

## Oschatz
| Bild                                    | Bezeichnung | Lage | Datierung | Beschreibung | ID       |
| --------------------------------------- | --- | --- | --- | --- | -------- |
|                                         | Denkmalschutzgebiet Altstadt Oschatz (Vorschlag) | (Altstadt) (Karte) | Nach 1842 | Denkmalschutzgebiet Altstadt Oschatz (Vorschlag) | 09303723 |
| Weitere Bilder                          | Döllnitzviadukt (Eisenbahnbrücke) | (Flurstück 1514/19) (Karte) | 1838 | Eine der ältesten Eisenbahnbrücken Deutschlands, als Überrest eines bauzeitlichen Ingenieurbauwerks der Leipzig-Dresdner Eisenbahn von großer eisenbahngeschichtlicher und baugeschichtlicher Bedeutung. Viadukt der ersten deutschen Ferneisenbahnstrecke Leipzig–Dresden über die Döllnitz, Bruchsteinmauerwerk, bei Streckenerneuerung im oberen Bereich reduziert, Viadukt nur noch zum Teil sichtbar (drei Bögen, ursprünglich bestand das Viadukt aus 25 Bogenöffnungen, die aber im Jahr 1847 in einen Damm eingeschüttet wurden, insgesamt war das Brückenbauwerk 406 m lang), Streckenkilometer 53,238. | 08973839 |
| Weitere Bilder                          | Stadtbefestigung und Promenade (Sachgesamtheit) | (Flur 1, Flurstücke 24, 84, 85, 86/1, 87, 96, 156/1, 156/2, 157, 158, 279, 280, 281, 282, 283, 284, 285, 286, 287, 289, 290, 291, 387, 389/1, 389/2, 390, 750/1, 750/2, 751, 752/2) (Karte) | Vermutlich 14. Jahrhundert (Stadtmauer); 1337 (Wehrturm); ab 1797 (Ringanlage) | Sachgesamtheit Stadtbefestigung und Promenade mit folgenden Einzeldenkmalen: Reste der Stadtmauer mit zwei Wehrtürmen (Frongasse, bei Nr. 1 und Brüderstraße, bei Nr. 5), siehe Einzeldenkmale 08973787, sowie gestalteter Bereich der Ringanlage (Gartendenkmal), außerdem mit folgenden Sachgesamtheitsteilen: die Gärten an der Döllnitz im Bereich des ehemaligen Grabens vor der Stadtmauer; als ehemalige Fortifikation von Oschatz von ortsgeschichtlicher Bedeutung. Stadt- und Zwingermauer aus Bruchsteinmauerwerk, an Amtsfronfeste mit Wehrgang, Bastionen, Wehrturm an Amtsfronfeste und am Amtsgericht, vermutliche Reste der Stadtmauer an Straße „An der Mauer“ (heute zumeist Gartenmauern). Ab 1797 Pflanzung der die Stadt umführenden Allee auf Initiative und unter Regie des damaligen Stadtrichters C. W. Hoffmann. In einer Beschreibung der Promenade von 1815 werden folgende Gehölze genannt: Italienische, Kanadische und Silber-Pappeln, Robinien, Kastanien, Linden, Kanadische Fichten, Lärchen, Weymouths-Kiefer, Gleditschie, Mahaleb-Kirschen, Spiräen, Babylonische Weiden, Nordamerikanische Lebensbäume, Jasmin, Rosen und andere Sträucher. 1834 Verfüllung des Grabens links und rechts des Altoschatzer Tores mit Bauschutt und teilweise Rodung der Allee, neue Pflanzungen. Die Ringanlage ist heute noch, wie auf dem Stadtplan von Oschatz von 1899 dargestellt, erlebbar: zweireihige Allee aus Linden (Tilia spec.) entlang der stadtzugewandten Seite der Freiherr von Stein-Promenade zwischen der Breiten Straße und Am Brühl, Baumbestand vor allem Neupflanzungen mit einzelnen Altbäumen, historisch Verlauf des Fußweges, Wegebelag verändert (heute Betonverbundpflaster), Grünstreifen zwischen Weg und Straße, gestaltete Grünflächen und zweireihige Allee aus Stiel-Eichen (Quercus robur), Eschen (Fraxinus excelsior) und Rotblühenden Rosskastanien (Aesculus x carnea) entlang der Freiherr von Stein-Promenade und der Friedrich-Naumann-Promenade zwischen der Breiten Straße und Brüderstraße, Altgehölzbestand aus vorwiegend Stiel-Eichen (Quercus robur), Rosskastanien (Aesculus hippocastanum) und Linden (Tilia spec.). Im nördlichen Abschnitt der Friedrich-Naumann-Promenade Wegeverlauf verändert, der historische Verlauf der Allee ist aber am Altbaumbestand noch ablesbar. Wegebelag auch hier verändert (Betonverbundpflaster). | 09305772 |
|                                         | Wohnhaus in geschlossener Bebauung | Altmarkt 3 (Karte) | 16. Jahrhundert (Keller); um 1842, im Kern älter (Wohnhaus) | Mit Laden, Gebäude mit älterem Kern, weitgehend original erhaltene Ladenfront, baugeschichtlich von Bedeutung. Dreigeschossiger massiver Putzbau, weitgehend nach Brand 1842, originaler Ladeneinbau um 1880, Keller 16. Jahrhundert. | 08972919 |
|                                         | Wohnhaus in geschlossener Bebauung | Altmarkt 4 (Karte) | 16. Jahrhundert (Keller); um 1842, im Kern älter (Wohnhaus) | Mit Ladenzone, Gebäude mit älterem Kern, mit weitgehend original erhaltenem Ladeneinbau, baugeschichtlich von Bedeutung. Dreigeschossiger massiver Putzbau, weitgehend nach Brand 1842, originaler Ladeneinbau um 1880, Keller 16. Jahrhundert, originale Haustür, Wendeltreppe. | 08972920 |
|                                         | Wohnhaus in Ecklage und in halboffener Bebauung, mit Hofgebäuden, Einfriedung zum Klostergäßchen und Pavillon im Garten | Altmarkt 12 (Karte) | Um 1600 (Wohnhaus); um 1870 und später (Hofgebäude); um 1910 (Pavillon) | Organisch gewachsene Baugruppe mit sehr altem Kern aus der Renaissancezeit, schlichter Putzbau mit steilem Satteldach, baugeschichtlich von Bedeutung. - Wohnhaus: zweigeschossiger Putzbau, Fassade stark verändert, steiles Satteldach mit Biberschwanzdeckung. - 1. Hofgebäude: Satteldach mit Biberschwanzdeckung, teilweise Fachwerk - 2. Hofgebäude: Satteldach mit Hechtgaube, Massivbau - Pavillon: schlichte Holzkonstruktion - Einfriedung: Bruchsteinmauerwerk mit Biberschwanzabdeckung | 08972912 |
|                                         | Wohnhaus in Ecklage und halboffener Bebauung | Altmarkt 13 (Karte) | Um 1600 und später | Schlichter Bau mit Satteldach, Teil der Platzwand am Altmarkt, im Innern Kreuzgratgewölbe, baugeschichtlich von Bedeutung. Zweigeschossiger massiver Putzbau, Satteldach mit Kronendeckung, Sandsteingewände überputzt. Innen: Kreuzgratgewölbe und Säule. | 08972914 |
|                                         | Wohnhaus in geschlossener Bebauung | Altmarkt 14 (Karte) | Um 1600 | Insbesondere aufgrund der originalen Renaissance-Fenstergewände aus Sandstein im Obergeschoss denkmalwert, Teil der historischen Bebauung des Altmarktes, baugeschichtlich von Bedeutung. Zweigeschossiger massiver Putzbau, Satteldach mit Biberschwanzdeckung, Erdgeschoss stark verändert. | 08972915 |
|                                         | Wohnhaus in geschlossener Bebauung | Altmarkt 16 (Karte) | Um 1600 und später | Mit Laden, Teil der Renaissance-Bebauung des Altmarktes, schöne Renaissance-Fenstergewände im Obergeschoss, qualitätvoller Ladeneinbau, baugeschichtlich von Bedeutung. Zweigeschossiger massiver Putzbau, Satteldach, Ladeneinbau um 1885, Haustür um 1885, Keller mit Kreuzgratgewölbe. | 08972916 |
| Weitere Bilder                          | Wohn- und Geschäftshaus (mit älterem Fenstergewände) in geschlossener Bebauung | Altmarkt 19 (Karte) | Um 1910 (Wohn- und Geschäftshaus); um 1500 (Fenstergewände) | Zeittypischer Putzbau mit Balkons, im Reformstil der Zeit um 1910, repräsentative spätgotische Fenstergewände des ersten Obergeschosses eines alten Oschatzer Bürgerhauses in Zweitverwendung und Fragment der Fassadengestaltung vor den großen Stadtbränden, baugeschichtlich und ortsentwicklungsgeschichtlich von Bedeutung. Fenstergewände des ersten Obergeschosses sechs tief profilierte Gewände, ein Gewände mit Stabwerk, Material Sandstein. | 08972917 |
| Weitere Bilder                          | Gasthof „Zum Weißen Ross“ in geschlossener Bebauung | Altmarkt 20 (Karte) | 16. Jahrhundert und später | Renaissance-Bauwerk, eines der ältesten erhaltenen Gebäude am Altmarkt, als historischer Gasthof, später Hotel von baugeschichtlicher, sozialgeschichtlicher und stadtgeschichtlicher Bedeutung. Zweigeschossiger massiver Putzbau, originale Renaissancegewände, Satteldach mit Biberschwanzdeckung, breite Gauben, Fassade im 19. Jahrhundert und später verändert. | 08972918 |
| Weitere Bilder                          | Wohnhaus in geschlossener Bebauung | Altmarkt 21 (Karte) | 18. Jahrhundert und später | Mit Ladeneinbau, Putzbau mit platzbildprägender, außergewöhnlicher Dachgestaltung, baugeschichtlich von Bedeutung. Zweigeschossiger massiver Bau, steiles Satteldach mit großer Hechtgaube (Biberschwanzdeckung), klassizistische Haustür mit Oberlicht, Fensteröffnungen später vergrößert, im Obergeschoss gründerzeitliche Fenster mit Schabracken, klassizistisches Treppenhaus, gründerzeitliche Fußbodenfliesen, klassizistische Wohnungstüren, Keller mit nah am Boden ansetzendem Tonnengewölbe, wohl 13. Jahrhundert. | 08972859 |
|                                         | Wohnhaus in geschlossener Bebauung | Altmarkt 23 (Karte) | Mitte 19. Jahrhundert | Putzfassade in Formen des 19. Jahrhunderts, mit Laden, breite Dachgaupe jünger, Teil der historischen Innenstadtbebauung am Altmarkt, ortsentwicklungsgeschichtlich von Bedeutung | 08974792 |
|                                         | Mietshaus in geschlossener Bebauung | Altmarkt 28 (Karte) | Um 1898 | Mit Laden, gründerzeitliche Klinkerfassade in zeittypischer Formensprache, platzbildprägende Lage, baugeschichtlich von Bedeutung. Dreigeschossiger massiver Bau, Erdgeschoss mit originaler Putzgliederung, Obergeschosse in Klinkermischbauweise, Kunststeingewände, originale Fenster, originales Tor und originale Haustür, Kronendeckung, fünf aufwändig gestaltete Dachhäuschen, originales Treppenhaus mit Fußbodenfliesen, Wohnungstüren, Zwischentür mit Pressglas. | 08972871 |
| Weitere Bilder                          | Wohnhaus in offener Bebauung, mit Hofgebäude und Einfriedung des Hofes | Altoschatzer Straße 2 (Karte) | Um 1750 | Stattlicher Putzbau mit Mansarddach, Sandsteinportal mit schöner Haustür, altes Bürgerhaus, architektonisch qualitätvolles Gebäude in straßenbildprägender Lage, baugeschichtlich von Bedeutung. - Wohnhaus: zweigeschossiger massiver Putzbau, originale Sandsteingewände, Mansarddach mit erneuerter Biberschwanzdeckung, Dachhäuschen, Fenster denkmalgerecht erneuert, originales Portal mit aufwändig gestalteter Haustür, profiliertes Traufgesims, originales Treppenhaus, teilweise originale Innentüren - Hofgebäude: zweigeschossiger massiver Putzbau, Sandsteingewände, Mansarddach, profiliertes Traufgesims - Einfriedung: massives Mauerwerk | 08973489 |
|                                         | Wohnhaus in geschlossener Bebauung, mit Drogerie und Ladenausstattung | Altoschatzer Straße 5 (Karte) | Um 1870 (Wohnhaus); um 1905 (Laden) | Mit Ladeneinbau, Gebäude mit architektonisch qualitätvoller Fassade des 19. Jahrhunderts und weitgehend komplett erhaltener Drogerie-Ausstattung von Beginn des 20. Jahrhunderts (von Seltenheitswert), baugeschichtlich und kulturgeschichtlich von Bedeutung. - Wohn- und Geschäftshaus: zweigeschossiger massiver Putzbau Satteldach mit Biberschwanzdeckung, Putzsockel, aufwändige Gewände, Palmettenfries, Konsolgesims, originale Haustür mit Oberlicht - Laden: Uhr, Regale mit Schubladen, Regenschirmhalterung, originale Töpfe, Regale mit Messingstangen, originale Schaufenster mit Messinghandlauf, Tür mit originaler Drückergarnitur, geschliffene Scheiben, Oberlicht, originale Kasse | 08972906 |
|                                         | Mietshaus in geschlossener Bebauung und Pavillon im Hof | Altoschatzer Straße 6 (Karte) | 1897, nach Auskunft | Gründerzeitgebäude mit gut erhaltener Fassade und mit originalen Details im Inneren, weitestgehend original erhaltener Pavillon, baugeschichtlich von Bedeutung. - Mietshaus: dreigeschossiger Putzbau, Putz vereinfacht, Sandsteingewände, Schleppgauben, originale Haustür, Treppenhaus, Wohnungstüren und Fußbodenfliesen - Pavillon: Holzbau im Schweizer Stil | 08972704 |
|                                         | Wohnhaus in geschlossener Bebauung | Altoschatzer Straße 9 (Karte) | Um 1600 und später | Im Kern eines der ältesten Gebäude von Oschatz, außergewöhnlicher und sehr gut überkommener Renaissanceraum im Innern, baugeschichtlich von Bedeutung. Zweigeschossiger, rückwärtig dreigeschossiger massiver Putzbau, Satteldach mit Hechtgaube, Fassade stark verändert, straßenseitig ein profiliertes Gewände mit barockem Schlussstein, Obergeschosse nach Stadtbrand 1842. Innen: mit Sandsteinplatten ausgelegter Durchgang zum Hof mit Renaissancesäule, über Durchgang klassizistische Brüstung, zweijochiger Raum mit Kreuzgratgewölbe und Renaissancesäule, Eingang mit profiliertem Sandsteingewände und originaler, metallbeschlagener Tür mit originalem Schloss. | 08972717 |
|                                         | Wohnhaus in halboffener Bebauung | Altoschatzer Straße 10 (Karte) | Um 1840 und später, im Kern vermutlich älter | Mit später eingebauter Ladenzone, Gebäude mit imposantem straßenbildprägendem Dach mit außergewöhnlichen Dachhäuschen, im Inneren weitestgehend original erhaltenes klassizistisches Treppenhaus, baugeschichtlich von Bedeutung. Zweigeschossiger massiver Putzbau, Fassade stark verändert, im Obergeschoss Sandstein, imposantes Satteldach (Biberschwanzdeckung) mit drei klassizistischen Dachhäuschen (Sandstein), originaler Dachstuhl, rückwärtiger Gebäudeteil Bruchsteinmauerwerk, Walmdach, Sandsteingewände, klassizistisches Treppenhaus, originale Innentüren. | 08973493 |
|                                         | Zwei Keller eines Wohnhauses | Altoschatzer Straße 15 (Karte) | Um 1600; unleserlich bezeichnet mit 179... | Keller in zwei Ebenen, stadtgeschichtliche und architekturgeschichtliche Bedeutung. Bruchstein, Ziegel, Tonnengewölbe. | 08972727 |
| Weitere Bilder                          | Ehemalige Alte Ratsfronfeste in offener Bebauung, heute Stadtmuseum, mit seitlicher Pforte | Altoschatzer Straße 16 (Frongasse 1) (Karte) | 16. Jahrhundert und früher (Fronfeste); um 1900 (Pforte) | Renaissance-Gebäude, durch seine ursprüngliche Funktion von ortsgeschichtlicher Bedeutung. - Ratsfronfeste: zweigeschossiger massiver Putzbau, hakenförmiger Grundriss, geputzte Eckquaderung, profilierte Sandsteingewände, Walm- bzw. Krüppelwalmdach mit neuer Biberschwanzdeckung, Gebäude denkmalgerecht saniert, ursprünglich zwei einzelne Gebäude - Einfriedung: Bruchsteinmauerwerk, um 1900, Biberschwanzabdeckung | 08973784 |
|                                         | Wohnhaus in geschlossener Bebauung | Altoschatzer Straße 17 (Karte) | Um 1842, im Kern möglicherweise älter | Zeittypischer Putzbau mit Segmentbogenportal, baugeschichtlich von Bedeutung. Dreigeschossiger verputzter Massivbau, ursprünglich sicherlich nur zweigeschossig, einst auch mit Ladeneinbau (Fleischergeschäft), dieser aber heute beseitigt, von 1778 bis 1957 Fleischerei. | 09305758 |
| Weitere Bilder                          | Wohn- und Geschäftshaus in geschlossener Bebauung | Altoschatzer Straße 21 (Karte) | Um 1910, im Kern älter | Stattlicher Putzbau mit Mansarddach, Reformstil-Fassade der Zeit um 1910, im Kern wohl Mitte 19. Jahrhundert, bedeutendes Oschatzer Verlagshaus, ortshistorisch und baugeschichtlich von Bedeutung | 09305830 |
|                                         | Wohnhaus in halboffener Bebauung und in Ecklage, mit Hofgebäude | Altoschatzer Straße 25 (Karte) | Um 1800 (Wohnhaus); 1. Hälfte 19. Jahrhundert (Hofgebäude) | Stattliches Bürgerhaus, Putzbau mit Mansarddach, Hofgebäude mit für Oschatz seltenem Fachwerkobergeschoss und Fachwerkgiebel, baugeschichtlich von Bedeutung. - Wohn- und Geschäftshaus: zweigeschossiger massiver Putzbau, ausgebautes Mansarddach (neue Biberschwanzdeckung), Wandöffnungen im Erdgeschoss verändert (Putzgewände), im Obergeschoss scharrierte Sandsteingewände, seitliches Korbbogenportal mit scharriertem Sandsteingewände (oben gestört) - Hofgebäude: zweigeschossiger Bau, Erdgeschoss massiv, Obergeschoss Fachwerk, Krüppelwalmdach mit Biberschwanzdeckung (um 1800) - Anbau kein Denkmal | 08972905 |
|                                         | Wohnhaus in halboffener Bebauung und in Ecklage | Altoschatzer Straße 27 (Karte) | Um 1600 und später | Markantes Gebäude mit Mansarddach von straßenbildprägender Wirkung, als eines der ältesten Wohnhäuser des Ortes und aufgrund der originalen Renaissance-Fenstergewände im Obergeschoss von baugeschichtlicher und ortsgeschichtlicher Bedeutung. Zweigeschossiger massiver Putzbau Erdgeschoss stark verändert, teilweise geputzte Eckquaderung, profilierte Traufe, Mansarddach mit Schopf. | 08972703 |
| Direkt Bild zu diesem Denkmal hochladen | Stallteil eines ehemaligen Herrenhauses eines Stadtgutes (Berggut Rosenthal) | Am Berggut 3 (Karte) | Um 1800 | Alte Ortslage Rosenthal, imposantes spätbarockes Gebäude, westlicher Wohnteil im Zuge der Bodenreform nach 1945 abgebrochen, durch Berglage ortsbildprägend, heimatgeschichtliche, ortsgeschichtliche und landwirtschaftsgeschichtliche Bedeutung. Zweigeschossiger massiver Putzbau mit Krüppelwalmdach (Falzziegel), Sandsteingewände, Schlussstein im früheren Türportal, hölzerner Eingangsvorbau um 1900, jüngere Fenster. | 08973854 |
| Direkt Bild zu diesem Denkmal hochladen | Wohnhaus in geschlossener Bebauung | Am Brühl 6 (Karte) | Bezeichnet mit 1817 | Putzfassade mit Sandsteinportal, mit einer im Ort seltenen Hechtgaube im Satteldach, architekturgeschichtlich und ortsentwicklungsgeschichtlich bedeutend. Zweigeschossiger, massiver Bau mit Satteldach, originales Sandsteinportal mit Schlussstein (bezeichnet mit 1817), neue Fenster, neue Haustür, neu verputzt. Angeblich ehemaliges Gerberhaus (ist an Hechtgaube die ursprüngliche Funktion des Gebäudes ablesbar?). | 08974791 |
| Direkt Bild zu diesem Denkmal hochladen | Wohnhaus in geschlossener Bebauung | Am Brühl 8 (Karte) | Um 1820 | Putzfassade mit Sandsteinportal, in seiner Kubatur charakteristisches Gebäude eines kleinstädtischen Handwerkerviertels, sozialgeschichtlich und architekturgeschichtlich bedeutend. Zweigeschossiger, massiver Bau mit Satteldach (neue Deckung), altes Sandsteinportal mit Schlussstein (Datierung nicht mehr lesbar), neuer Putz, neue Fenster, Dachhäuschen neu verkleidet. | 08974790 |
| Direkt Bild zu diesem Denkmal hochladen | Wohnhaus in geschlossener Bebauung | Am Brühl 10 (Karte) | Bezeichnet mit 1826 | Putzfassade mit Sandsteinportal, gut erhaltenes Gebäude mit einem für seine Erbauungszeit typischen Erscheinungsbild, sozialgeschichtlich und architekturgeschichtlich bedeutend. Zweigeschossiger Putzbau, Satteldach mit Biberschwanzdeckung (original), zwei Dachhäuschen, Sandsteingewände, originale Fenster, Sandsteinportal mit Schlussstein, originale Haustür, Putz erneuert. | 08972714 |
| Weitere Bilder                          | Villa | Am Langen Rain 5 (Karte) | Um 1912 | Architektonisch qualitätvolles Gebäude, im Reformstil der Zeit um 1910, baugeschichtlich von Bedeutung. Eingeschossiger, massiver Putzbau mit Werksteinsockel (Granit), Mansardwalmdach (Biberschwanzdeckung erneuert) mit Zwerchgiebel, Altan mit Lisenengliederung, fast alle Fenster original, Außentreppe mit überdachtem Eingangsbereich, originale Haustür. | 08972746 |
| Weitere Bilder                          | Mühlengebäude in offener Bebauung, mit rückwärtigem Anbau (Mittelmühle) | Am Mühlgraben 2 (Karte) | 1373 erstmalige Erwähnung (Mühle); nach 1616 (Malzhaus) | Stattlicher, verputzter Bruchsteinbau mit Mansarddach, 1373 erstmals erwähnt, nach 1616 als Malzhaus wieder aufgebaut, ab 1816 als Spinnereimaschinengebäude genutzt, ab 1842 Gerberei, später Niederlage, ortsgeschichtliche Bedeutung. Zweigeschossiger Bruchsteinbau mit Mansarddach (Kronendeckung), teilweise geputzte Eckquaderung, profilierte bzw. scharrierte Torgewände, originales Tor-, Fenstergewände, altes Tor in Giebelwand. | 08972745 |
| Weitere Bilder                          | Wasserturm | Am Wasserturm 81 (neben) (Karte) | Bezeichnet mit 1911 | Als Zeugnis der frühen öffentlichen Wasserversorgung von ortsgeschichtlicher und landschaftsprägender Bedeutung sowie technikhistorischer Bedeutung. Verputzter, gelb gefasster Ziegelbau in gedrungener massiger Form mit leicht konischem Schaft, auskragendem Behältergeschoss und Zeltdach mit Schieferdeckung. Errichtet 1911 für die städtische Wasserversorgung auf der Anhöhe des alten Weinbergs durch den Oschatzer Baumeister Perthen. Der stählerne Wasserbehälter mit 600 m³ Fassungsvermögen wurde von der Braunschweiger Stahlbaufirma Wilke gebaut. Akzentuiert wird die Fassade durch die vierfach wulstig abgetreppte Auskragung am Übergang zwischen Turmschaft und Turmkopf sowie durch die regelmäßig in Dreiergruppen angeordneten Fenster unterhalb der Traufe. Die Fenster sind noch original. Das Eingangsportal springt vor (Biberschwanzdeckung) und ist mit Art-decó-Formen verziert. Ursprünglich wurde der Turm bereits 1910 gebaut und eingeweiht, er stürzte jedoch kurz nach seiner Inbetriebnahme zusammen und musste komplett neu errichtet werden. Als Zeugnis der frühen kommunalen Wasserversorgung in Sachsen ist der Wasserturm von bau- und technikgeschichtlicher Bedeutung. Der Turm ist vom Typ Intze. | 08972757 |
| Direkt Bild zu diesem Denkmal hochladen | Wohnhaus in offener Bebauung, mit Einfriedung und Wegepflaster zum Haus | Am Zschöllauer Berg 29 (Karte) | Um 1925 | Alte Ortslage Zschöllau, architektonisch qualitätvolles Gebäude im Heimatstil mit Art-déco-Einfluss, baugeschichtlich von Bedeutung. - Villa: eingeschossiger massiver Putzbau, originaler Putz mit schlichter Putzgliederung, Satteldach (Dachpappe) zweigeschossiger Baukörper mit Walmdach, Giebel und Obergeschoss des zweigeschossigen Baukörpers verbrettert, originale Fensterläden, Gebäude denkmalgerecht saniert, Art-déco-Fenster, in beiden Giebeln, im verbretterten Bereich hölzerne Fensterumrandungen, Satteldach mit breiter Gaube, originale Außenlampe, ein Fenstergitter - Einfriedung: Werksteinmauerwerk mit geputzten Mauerpfosten, dazwischen Holzlatten, Wegepflaster auf Hofauffahrt aus Kopfsteinpflaster | 08973810 |
| Direkt Bild zu diesem Denkmal hochladen | Wohnhaus in halboffener Bebauung | An der Döllnitz 2 (Karte) | Bezeichnet mit 1812 | Putzbau mit Segmentbogenportal, später um ein Geschoss aufgestockt, als ehemaliges, nach dem Brand von 1812 errichtetes Gerberhaus von ortsgeschichtlicher Bedeutung. Zweigeschossiger, straßenseitig dreigeschossiger massiver Bau (Bruchsteinmauerwerk), mit rückwärtig erhaltenem, für Gerberhäuser typischem Mansarddach, Wandöffnungen teilweise verändert, Sandsteingewände, Korbbogenportal mit Schlussstein (C G W 1812), originale Haustür, Biberschwanzdeckung. | 08973769 |
| Direkt Bild zu diesem Denkmal hochladen | Wohnhaus in geschlossener Bebauung | An der Döllnitz 4 (Karte) | Bezeichnet mit 1812 | Putzbau mit Segmentbogenportal, als ehemaliges, nach dem Brand von 1812 errichtetes Gerberhaus von ortsgeschichtlicher Bedeutung. Zweigeschossiger massiver Bau, ausgebautes Mansarddach, erneuerte Biberschwanzdeckung, Korbbogenportal (N 1812), Sandsteingewände, Haustür und Fenster erneuert, Gebäude saniert, rückwärtig Anbau. | 08973590 |
| Direkt Bild zu diesem Denkmal hochladen | Wohnhaus in ehemals geschlossener Bebauung | An der Döllnitz 5 (Karte) | Um 1812 | Putzbau mit Segmentbogenportal, als ehemaliges, nach dem Brand von 1812 errichtetes Gerberhaus von ortsgeschichtlicher Bedeutung. Zweigeschossiger massiver Bau, Sandsteingewände (wohl auch im Obergeschoss, überputzt), Korbbogenportal aus Sandstein (Schlussstein), Satteldach (Biberschwanzdeckung) mit dachbreiter Schleppgaube, Putz und Fenster später erneuert, originale Haustür mit Oberlicht. | 08973778 |
| Direkt Bild zu diesem Denkmal hochladen | Wohnhaus in geschlossener Bebauung | An der Döllnitz 6 (Karte) | Bezeichnet mit 1812 | Putzbau mit Segmentbogenportal, als ehemaliges, nach dem Brand von 1812 errichtetes Gerberhaus von ortsgeschichtlicher Bedeutung. Zweigeschossiger massiver Bau, Satteldach mit dachbreiter Schleppgaube, Sandsteingewände, Korbbogenportal (J 1812), Haustür und Fenster um 1930 erneuert, Dach mit Krempziegeln gedeckt. | 08973591 |
| Direkt Bild zu diesem Denkmal hochladen | Wohnhaus in geschlossener Bebauung | An der Döllnitz 7 (Karte) | Um 1812 | Putzbau mit Segmentbogenportal und Mansarddach mit Kronendeckung, als ehemaliges, nach dem Brand von 1812 errichtetes Gerberhaus von ortsgeschichtlicher Bedeutung. Zweigeschossiger massiver Bau, Sandsteingewände (überputzt), originaler Putz, alte Fenster, im Erdgeschoss wohl originale Fensterläden, Korbbogenportal aus Sandstein (Schlussstein), originale Haustür mit Oberlicht. | 08973779 |
| Direkt Bild zu diesem Denkmal hochladen | Wohnhaus in geschlossener Bebauung | An der Döllnitz 8 (Karte) | Um 1812 und später | Putzbau mit Dachhäuschen, als ehemaliges, nach dem Brand von 1812 errichtetes Gerberhaus von ortsgeschichtlicher Bedeutung. Zweigeschossiger massiver Bau, Putz mit erneuerter illusionistischer Bemalung, Satteldach (Biberschwanzdeckung erneuert) mit zwei Schleppgauben und Zwerchhaus, Fenster und Tor bei Sanierung erneuert. | 08973770 |
| Direkt Bild zu diesem Denkmal hochladen | Wohnhaus in geschlossener Bebauung | An der Döllnitz 9 (Karte) | Bezeichnet mit 1812 | Putzbau mit Resten eines Segmentbogenportals und mit steilem Mansarddach, als ehemaliges, nach dem Brand von 1812 errichtetes Gerberhaus von ortsgeschichtlicher Bedeutung. Zweigeschossiger massiver Bau, Mansarddach mit Kronendeckung bzw. Dachsteinen, originaler Putz, Reste Begleitstriche um Fenster erkennbar, Fenster mit scharrierten Sandsteingewänden (überputzt), Fenster erneuert, im Erdgeschoss wohl originale Fensterläden, Reste des ehemaligen Korbbogenportals mit Schlussstein (F 1812). | 08973780 |
| Direkt Bild zu diesem Denkmal hochladen | Wohnhaus in geschlossener Bebauung | An der Döllnitz 10 (Karte) | Bezeichnet mit 1812 | Putzbau mit prächtigem Segmentbogenportal, als ehemaliges, nach dem Brand von 1812 errichtetes Gerberhaus von ortsgeschichtlicher Bedeutung. Zweigeschossiger massiver Bau, ausgebautes Mansarddach, Biberschwanzdeckung, aufwändiges Korbbogenportal mit Schlussstein und Wappenstein, Sandsteingewände bei Portal und Fenster, Fenster bei Sanierung erneuert, qualitätvolle Haustür aus 1930er Jahren mit geschliffener Scheibe, Schlussstein (1812). | 08973771 |
| Direkt Bild zu diesem Denkmal hochladen | Wohnhaus in ehemals geschlossener Bebauung | An der Döllnitz 11 (Karte) | Bezeichnet mit 1812 | Putzbau mit Segmentbogenportal und Mansarddach, als ehemaliges, nach dem Brand von 1812 errichtetes Gerberhaus von ortsgeschichtlicher Bedeutung. Zweigeschossiger massiver Bau, verändertes Mansarddach mit Kronendeckung, Sandsteingewände, ein Fenster im Erdgeschoss zugesetzt, späterer Putz, Fenster und Haustür in jüngerer Zeit erneuert, Korbbogenportal aus Sandstein, Schlussstein (W 1812). | 08973781 |
| Direkt Bild zu diesem Denkmal hochladen | Schlussstein des Portals eines Wohnhauses | An der Döllnitz 12 (Karte) | Bezeichnet mit 1812 | Aufwändiger Schlussstein als Kennzeichen eines ehemaligen Gerberhauses, ortsgeschichtliche und handwerkgeschichtliche Bedeutung. Schlussstein des Portals als Wappenstein ausgebildet (HGK 1812), Bottich, Schabemesser u. a. | 08973772 |
| Direkt Bild zu diesem Denkmal hochladen | Wohnhaus in geschlossener Bebauung | An der Döllnitz 18 (Karte) | Bezeichnet mit 1812 | Putzbau mit Segmentbogenportal, Verweis auf den Wiederaufbau des gesamten Straßenzuges nach dem Brand von 1812, ehemaliges Gerberhaus, ortsgeschichtliche Bedeutung. Portal (mit Schlussstein) eines Wohnhauses ein zeit- und straßenzugtypisches, schlichtes Korbbogenportal, Schlussstein (K 1812), Denkmalwert 2015 auf gesamtes Gebäude ausgeweitet. | 08973773 |
| Direkt Bild zu diesem Denkmal hochladen | Wohnhaus in geschlossener Bebauung | An der Döllnitz 20 (Karte) | Bezeichnet mit 1812 und später | Putzbau mit Segmentbogenportal und Dachausbau, als ehemaliges, nach dem Brand von 1812 errichtetes Gerberhaus von ortsgeschichtlicher Bedeutung. Zweigeschossiger massiver Bau mit späterem Zwerchhaus (um 1920), Biberschwanzdeckung, Korbbogenportal mit Schlussstein (M 1812), originale Haustür mit originaler Drückergarnitur und Oberlicht, Fenster und Portal mit Sandsteingewände, Fenster jünger, originaler Putz, unter jüngerer Farbschicht klassizistische Farbgestaltung erkennbar. | 08973776 |
| Direkt Bild zu diesem Denkmal hochladen | Wohnhaus in geschlossener Bebauung | An der Döllnitz 22 (Karte) | Bezeichnet mit 1825 | Putzbau mit aufwändigem Segmentbogenportal, als straßenzugtypisches ehemaliges Gerberhaus von ortsgeschichtlicher Bedeutung. Zweigeschossiger massiver Bau, mit aufwändigem Sandsteinportal, Korbbogenportal mit Schlussstein (F 1825), Fenster mit Sandsteingewänden, Fenster nach Sanierung erneuert, späterer Ladeneinbau, Haustür erneuert, Kratzputz, ausgebautes Mansarddach, erneuerte Biberschwanzdeckung. | 08973777 |
| Weitere Bilder                          | Ehemalige Klosterkirche Unserer lieben Frauen (mit Ausstattung) und Einfriedungsmauern | An der Klosterkirche (Karte) | Um 1430 (Kirche); um 1300 (Kruzifix) | Zweischiffige spätgotische Hallenkirche mit Südturm, dient heute der Evangelisch-Lutherischen Gemeinde als Winterkirche, als ehemalige Kirche des Franziskanerordens von ortsgeschichtlicher und kunstgeschichtlicher Bedeutung. - Kirche: zweischiffige Hallenkirche mit Einwölbung und Annenkapelle, verputzter Bruchsteinbau mit 5/8-Schluss, im Süden eingezogen, Turm über oktogonalem Grundriss - Einfriedung: Bruchsteinmauerwerk | 08972908 |
| Weitere Bilder                          | Wohnhaus in geschlossener Bebauung | Badergasse 1 (Karte) | 16. Jahrhundert, später überformt | Mit Ladeneinbau, Renaissance-Gebäude mit jüngerem Segmentbogenportal und jüngerem Zwerchhaus mit Schweifgiebel, Teil der ältesten Bebauung von Oschatz, baugeschichtlich von Bedeutung. Wohn- und Geschäftshaus, dreigeschossiger massiver Putzbau, im Erdgeschoss Natursteingewände mit aufgeputzter Scharrur, Korbbogenportal mit Schlussstein, erstes Obergeschoss Renaissancegewände, zweites Obergeschoss Putzgewände, Schweifgiebel, zwei Schleppgauben, Haustür und Fenster neu, Fassade neu geputzt. | 08972743 |
| Weitere Bilder                          | Wohnhaus in Ecklage und in geschlossener Bebauung (ohne Anbau) | Badergasse 2 (Karte) | Um 1842, im Kern möglicherweise älter | Mit Ladeneinbau, Teil der nach dem Stadtbrand von 1842 neu errichteten Marktplatzfront zum Neumarkt, Gebäude mit älterem Kern, baugeschichtlich von Bedeutung. Dreigeschossiger massiver Putzbau, Fassade stark vereinfacht, Ladenbereich mit Jugendstileinflüssen, gewölbte Fensterlaibung. | 08972731 |
|                                         | Erdgeschoss eines Wohnhauses (originale Haustür und Portalgewände geborgen) | Badergasse 5 (Karte) | 1792 (Portal) | Im Innern Renaissance-Wandmalerei, als erhaltener Rest der alten Stadtbebauung von ortshistorischer Bedeutung. Obergeschoss fehlt, Erdgeschoss massiv, Korbbogenportal mit Schlussstein, neuer Garageneinbau, Fenster mit Sandsteingewänden und Schlagläden. | 08974784 |
| Weitere Bilder                          | Fabrikgebäude (mit drei Hausnummern) einer Textilfabrik (ehemalige Wollwarenfabrik Wilhelm Bieger) | Badergasse 11, 13, 15 (Karte) | 1908–1909 | Klinkerbau mit interessanter Fassadengestaltung, architektonisch qualitätvolles Zeugnis des für Oschatz wichtigen Industriezweiges der Wollwarenfabrikation, baugeschichtlich und ortsgeschichtlich von Bedeutung. Dreigeschossig mit qualitätvoller Fassadengestaltung, Seitenrisalit, Zyklopenmauerwerk, originale Fenster, Gliederung durch glasierte Fliesen, ehemalige Wollwarenfabrik Bieger (gegründet 1859). | 08972744 |
| Weitere Bilder                          | Döllnitzbahn (Sachgesamtheit) | Bahnhofsplatz 1 (Freiherr-vom-Stein-Promenade 1) (Karte) | 1884–1885 | Sachgesamtheit Döllnitzbahn, mit folgenden Einzeldenkmalen: Haltepunkt der Schmalspurbahn, einschließlich Bahnsteigüberdachung am Bahnhof Oschatz, Lokschuppen sowie zwei Eisenbahnbrücken über die Döllnitz im Bereich Brückenstraße und im Bereich Am Brühl (siehe auch Einzeldenkmale 08973794, Bahnhofsplatz 1), sowie Bahnhof Oschatz Süd (siehe auch Einzeldenkmal 08973791, Freiherr-vom-Stein-Promenade 1) und Haltepunkt Körnerstraße (siehe auch Einzeldenkmal 08973795, Theodor-Körner-Straße), weiterhin mit folgendem Sachgesamtheitsteil: Strecke der Schmalspurbahn von Bahnhof Oschatz Süd bis westlich Ende Bahnhof Oschatz (mit Stützmauer im Bereich der Döllnitz an der Dresdener Straße), und den gemeindeübergreifenden Teil der Schmalspurbahn in Mügeln (siehe auch Sachgesamtheitsbestandteil 09305783, Bahnhofstraße 2); Objekt mit verkehrshistorischer und technikgeschichtlicher Bedeutung. | 09305782 |
| Weitere Bilder                          | Haltepunkt Oschatz der Schmalspurbahn, einschließlich Bahnsteigüberdachung am Bahnhof Oschatz, Lokschuppen sowie zwei Eisenbahnbrücken über die Döllnitz im Bereich Brückenstraße und im Bereich Am Brühl (Einzeldenkmale zu ID-Nr. 09305782) | Bahnhofsplatz 1 (Karte) | Um 1885 | Einzeldenkmale der Sachgesamtheit Döllnitzbahn; Objekt mit verkehrshistorischer und technikgeschichtlicher Bedeutung. Stützmauer im Bereich der Döllnitz: Mauerwerk aus Werkstein, Sandsteinabdeckung, schlichte Bahnsteigüberdachung am Bahnhof Oschatz, einfache Nietenbrücke über Döllnitz. | 08973794 |
| Weitere Bilder                          | Bahnhof mit Empfangsgebäude, Abgang zum Fußgängertunnel, Nebengebäude (neben dem Empfangsgebäude), Umladeanlage mit Bockkran, Stellwerksgebäude sowie Bahnwärterhaus mit Nebengebäude                                                         | Bahnhofsplatz 2 (Karte) | 1880 (Empfangsgebäude); um 1900 (Stellwerk); Ende 19. Jahrhundert (Bahnwärterhaus); 1920 (Kran) | Als historische Bahnhofsanlage an der ersten Fernbahnstrecke Leipzig–Dresden und der noch betriebenen Döllnitzbahn von ortshistorischer und verkehrsgeschichtlicher Bedeutung. - Empfangsgebäude: eingeschossiger, achtachsiger Mittelteil mit Drempelzone, flach geneigtes Satteldach, Zwerchgiebel und Vorgespärre über Eingangsbereich, Wandöffnung verändert, zwei zweigeschossige Seitenflügel mit Drempelzone, Satteldach mit Knaggen, rückwärtig ehemals Bahnsteigüberdachung als Holzkonstruktion, originale Fenster, Sandsteingewände, linker Flügel mit kleineren eingeschossigem Anbau, Fassade profiliert, Putz erneuert - zwei Häuschen über Zugängen zu Gleisen: Fachwerkkonstruktion, verbrettert, originale Fenster mit Pressglas an Randstreifen, Anklänge an Schweizer Stil - Lokschuppen der Schmalspurbahn: eingeschossiger Fachwerkbau, Ziegelausfachung, Ziegelanbau, eine Stirnseite später erneuert - Bahnwärterhaus: zweigeschossiger Ziegelbau mit schlichter Klinkergliederung, zwei kleineseitliche Anbauten (verputzt), originale Fenster, flach geneigtes Dach (Dachpappe, flaches Satteldach mit Lüftungsaufsatz) - Seitengebäude des Bahnwärterhauses: eingeschossiger Bau, unterer Wandbereich teilweise Ziegel, Gebäude sonst verbrettert, Anklänge an Schweizer Stil - Stall bei Bahnwärterhaus: kleiner, schlichter eingeschossiger Klinkerbau - Stellwärtergebäude am östlichen Bahnhofsausgang: zweigeschossiger massiver Bau mit Klinkerfassade, Klinkergliederung, flach geneigtes Dach (Dachpappe), originale Fenster - Umladeanlage Regelspur-/Schmalspurgüterwagen aus 1920er Jahren - Seitengebäude des Bahnhofes am Bahnhofsvorplatz: eingeschossiger massiver Putzbau, Drempelzone, Sandsteingewände, Wandöffnungen teilweise verändert, flach geneigtes Satteldach (Dachpappe), Schweizer Stil, originale Fenster, Drillingsfenster im Giebel zum Bahnhofsvorplatz - Wasserkran vor Lokschuppen der Schmalspurbahn (2. Hälfte 20. Jahrhundert) vor 2015 abgebrochen | 08973796 |
| Weitere Bilder                          | Postamt, Nebengebäude, Treppenanlage und Einfriedung | Bahnhofstraße 2a (Karte) | Bezeichnet mit 1952 | Gebäude in qualitätvoller, zeittypischer Formensprache der frühen 1950er Jahre, straßenbildprägend, baugeschichtlich und ortsgeschichtlich von Bedeutung. - Post: zweigeschossiger massiver Putzbau mit Granitsockel, farbloser Edelputz, Satteldach bzw. Walmdächer mit Biberschwanzdeckung, Dachhäuschen, Schleppgaube, Ziegeltraufe, originale Fenster und Eingangstür mit Oberlicht (Schriftzug „Post“), Wandrelief aus Rochlitzer Porphyrtuff mit Darstellung eines Fernmeldetechnikers (Inschrift „Fernmeldeamt. 1952“), vor Eingang Treppenanlage aus Granit, originales Treppenhaus, Fußbodenfliesen - Nebengebäude: eingeschossiger massiver Bau mit Granitfassade, ehemals zwei Einfahrten (heute zugesetzt) - Einfriedung: Werksteinmauer mit geradem Abschluss | 08972875 |
| Weitere Bilder                          | Villa mit Einfriedung | Bahnhofstraße 4 (Karte) | Um 1890 | Schlichter und zugleich markanter historisierender Putzbau mit übergiebeltem Mittelrisalit und Balkon, bemerkenswert die Hallendiele von 1910, baugeschichtlich und künstlerisch bedeutend. Die Villa geht im Kern auf einen Bau aus dem späten 19. Jahrhundert zurück. Im Jahre 1910 erfolgte ein gravierender Umbau durch den bekannten Leipziger Architekten Karl Poser. Dabei entstand die bemerkenswerte Hallendiele. Sie zeigt eine gewölbte Felderdecke, eine Balkendecke, zahlreichen Holzzierrat, Geländer und Türen aus der Entstehungszeit. In zwei Räumen des Erdgeschosses finden sich noch eine schlichte, aber noble Stuckdecke und eine weitere Balkendecke. | 09303111 |
| Weitere Bilder                          | Schule mit Schulfreiraum, Einfriedung und Plastik vor der Schule (ehemalige Bürgerschule) | Bahnhofstraße 5 (Karte) | Bezeichnet mit 1881–1883 (Schule); 3. Viertel 20. Jahrhundert (Plastik) | Stattliches Schulgebäude der Gründerzeit, baugeschichtlich interessant, als ehemalige Bürgerschule von ortsgeschichtlicher und bildungsgeschichtlicher Bedeutung. Garten des ehemaligen Sommerschen Gutes (Bahnhofstraße 3) 1878 zum Bau der Schule von der Stadt erworben, Neue Bürgerschule, später Pestalozzi-Gymnasium (2004 mit Thomas-Mann-Gymnasium vereinigt), 2011 Robert-Härtwig-Schule (Mittelschule). - Schule: dreigeschossiger massiver Putzbau, Sandsteinsockel, zwei Sandsteinportale mit originalen Türen, Sandsteingewände, Windfangtüren, originale Innentreppe, originales Treppenhaus, Innentüren, Aula mit Stuckdecke, Orgel, schmiedeeisernes Geländer, teilweise originale Fenster - Schulfreiraum: parkartig gestaltet mit Altgehölzbestand aus u. a. Platane (Platanus x hispanica), Rot-Buche (Fagus sylvatica), Berg-Ahorn (Acer pseudoplatanus), Rosskastanie (Aesculus hippocastanum), Linde (Tilia spec.), Stiel-Eiche (Quercus robur), Weymouths-Kiefer (Pinus strobus), Eibe (Taxus baccata) und Rhododendren, südlicher Bereich regelmäßig gestaltet mit Bezug auf die symmetrische Fassade, Wege mit Kleinpflaster, vor der Schule in der Mittelachse des Gebäudes Rot-Buche (Fagus sylvatica) als prägender Solitär, der nördliche Teil am Hang gelegen, parkartig mit landschaftlich geführten Wegen mit wassergebunder Decke - Einfriedung: Zyklopenmauerwerk mit späteren Metallgittern - Plastik: Bronzeplastik einer schreibenden FDJlerin | 08972904 |
| Weitere Bilder                          | Villa und Einfriedung | Bahnhofstraße 7 (Karte) | Um 1905 | Putzbau mit Fachwerkgiebel, weitestgehend original erhaltenes, villenartiges Wohnhaus aus der Zeit nach der Jahrhundertwende 1900 in markanter Lage, baugeschichtlich von Bedeutung. - Wohnhaus: eingeschossiger Putzbau, Wintergarten (Pressglasfenster, Zierfachwerk), Zwerchgiebel mit Zierfachwerk im Stil der Reformarchitektur, Krüppelwalmdach entstellend neu gedeckt, Sandstein- bzw. Klinkersockel, teilweise originale Fenster, originale Haustür, Treppen gefliest - Einfriedung: Pfeiler aus Kunststein, Metallgitter | 08972725 |
| Weitere Bilder                          | Wohnhaus (mit Marien-Apotheke) in Ecklage und offener Bebauung | Bahnhofstraße 9 (Karte) | Um 1890 und später | Architektonisch qualitätvolles Gebäude mit historistischer Fassadengestaltung, durch Ecklage Bergstraße straßenbildprägend, baugeschichtlich und ortsgeschichtlich von Bedeutung. Zweigeschossiger Putzbau auf Klinkersockel, originale Putzgliederung, Walmdach mit Biberschwanzdeckung, Schleppgauben, im Obergeschoss originale Fenster (teilweise mit Schabracken), Kunststeingewände, verbrochene Ecke mit bekrönendem Schweifgiebel, Anbau der 1960er Jahre. | 08972723 |
| Weitere Bilder                          | Wohnhaus in offener Bebauung und Einfriedung | Bahnhofstraße 14 (Karte) | 1894 | Rotes Klinkergebäude, ungewöhnliche Dachgestaltung, qualitätvolles Beispiel gründerzeitlicher Bauweise mit originellen authentischen Details, baugeschichtlich von Bedeutung. - Wohnhaus: zweigeschossiger roter Klinkerbau, Walmdach, flaches halbrundes Zwerchhaus, südlich Dachgauben, verputzter Drempel mit Holzornamentik, Fenster- und Türgewände in Formstein, originale Haustür, Seitenrisalit mit hölzernem Giebel und Drillingsfenstern, seitlicher Anbau und Vorhäuschen 1930er Jahre - Einfriedung: Klinker- und Putzpfeiler mit schmiedeeisernem Zaun | 08974777 |
| Weitere Bilder                          | Wohnhaus in offener Bebauung | Bahnhofstraße 24a (Karte) | 1899 | Roter Klinkerbau, zeittypisches Gebäude der Gründerzeit in straßenbildprägender Lage, baugeschichtlich von Bedeutung. Zweigeschossig, Satteldach, Dachgauben, Bruchsteinsockel, Gurtbänder, Fenstergewände in Formstein. | 08974770 |
| Weitere Bilder                          | Wohnhaus in offener Bebauung | Bahnhofstraße 29 (Karte) | 1908, im Kern älter | Putzbau mit Eckturm, qualitätvolles Zeugnis gründerzeitlicher Bauweise mit vielen originalen Details, baugeschichtliche Bedeutung. Zweigeschossig, Kronendeckung, Seitenrisalit über Eck mit Welscher Haube (Kupfer), teilweise alte Putzornamentik und originale Bleiglasfenster erhalten, Segmentbogenfenster, Kratzputz. | 08974766 |
|                                         | Villa | Bahnhofstraße 38 (Karte) | 1893 | Roter Klinkerbau mit Putzgliederung, typisches Zeugnis gründerzeitlicher Stadterweiterung, baugeschichtliche und ortshistorische Bedeutung. Eingeschossig mit Drempel, Bruchsteinsockel, Satteldach, roter Klinkerbau mit Putzgliederung (Gewände, Eckbetonung), Seitenrisalite, farbig betonter Drempelbereich (Klinkerfries), Eingangsbereich original mit Holzvorbau, neue Fenster. Gebäude wurde für den königlichen Bezirkstierarzt Julius Baumgärtel errichtet. | 08974765 |
|                                         | Wohnhaus in offener Bebauung und Einfriedung | Bahnhofstraße 52 (Karte) | 1894 | Klinkerfassade mit Eingangsvorbau, gründerzeitliches Gebäude in zeittypischer, qualitätvoller Formensprache, baugeschichtlich von Bedeutung. - Mietshaus: zweigeschossiger massiver Bau mit Klinkermischfassade, Sockel Werksteinquader, originale Fenster, originale Haustüren mit Drückergarnituren, Eingangsvorbau im Schweizer Stil mit Ätz- und blauem/roten/orangen Pressglas und originalen Fußbodenfliesen, Kunststeingewände, Satteldach (Dachpappe), hofseitig Schleppgaube, straßenseitig Zwerchgiebel, originale Außentreppe aus Kunststein mit originalem schlichten Geländer, originale Innentüren mit Drückergarnitur, Innere Haustür mit Fenstergittern - Einfriedung: Ziegelmauer (verputzt) mit Kunststeinabdeckung, Mauerpfosten mit Kunststeinbekrönung, originales Eingangstor (schmiedeeisern), zur Bahnhofstraße schmiedeeisernes Gitter auf Kunststeinsockel | 08973799 |
| Weitere Bilder                          | Wohnhaus in offener Bebauung | Bahnhofstraße 58 (Karte) | Um 1870 | Schönes Gebäude mit markant gegliederter Putzfassade, baugeschichtlich und ortsentwicklungsgeschichtlich von Bedeutung. Zweigeschossiger massiver Putzbau, Satteldach (Biberschwanzdeckung erneuert), alte Fenster, schlichte zeittypische Putzgliederung, Sandsteingewände. | 08973798 |
| Weitere Bilder                          | Gedenkstein zum 100. Jahrestag der Völkerschlacht | Bauvereinsstraße (Karte) | Bezeichnet mit 1913 | Alte Ortslage Zschöllau, Zeugnis der Gedenkkultur der späten Kaiserzeit, ortsgeschichtlich von Bedeutung. Granitblock (vorn gestockt, sonst bossiert) auf Granitpostament, Inschrift „Zur Hundertjahrfeier. 1813.1913 errichtet von Einwohnern zu Zschöllau. Der Freiheit eine Gasse. T. Körner“. | 08973811 |
| Weitere Bilder                          | Villa | Berufsschulstraße 2 (Karte) | 1902 | Als herausragendes und qualitätvolles Zeugnis lokaler Architektur gehört die Villa zu den repräsentativsten Wohngebäuden der Gründerzeit in Oschatz, baugeschichtlich von Bedeutung. Zweigeschossig, Mischbauweise, Klinkersockel, Biberschwanzdeckung, kleine Erker, giebelbekrönder Risalit, Haustür denkmalgerecht erneuert, kräftige Klinkerpilaster zur Betonung des gekuppelten Fensters im ersten Obergeschoss und im Giebel. | 08974774 |
| Weitere Bilder                          | Schule mit Turnhalle (mit Hausmeisterwohnung), Schulfreiraum und Einfriedung (ehemalige Realschule) | Berufsschulstraße 3 (Karte) | 1896 | Gründerzeitlicher Klinkerbau, Schulanlage mit qualitätvoller Fassade, bildungshistorische und ortsgeschichtliche Bedeutung. - Schule: dreigeschossiger massiver Bau, Granitsockel, Klinkerfassade, Kunststeingewände, Seitenrisalite, Portal mit Säulen auf hohen Postamenten, darüber Austritt, originale Fenster, originale Eingangstür mit Fenstergitter und Oberlicht, Biberschwanzdeckung, repräsentativer Eingangsbereich mit originalen Granitplatten, originales Treppenhaus (Granitstufen, schmiedeeisernes Geländer), originale Innentüren, rückwärtige Klinkerfassade teilweise überputzt - Wohnhaus mit Turnhallenanbau: ehemaliges Hausmeisterhaus, zweigeschossiger massiver Putzbau, Granitsockel, Klinkerfassade, originale Haustür, Fenster erneuert, Risalit mit Zwerchhaus, Walmdach miterneuerter Biberschwanzdeckung, eingeschossiger Vorbau mit Satteldach, Klinker- bzw. Putzfassade, originale Eingangstür - Schulfreiraum: drei Winter-Linden (Tilia cordata) und ein Eiben-Paar (Taxus baccata) entlang der Einfriedung sowie drei Rosskastanien (Aesculus hippocastanum) am Zufahrtstor, Baumreihe aus Stiel-Eichen (Quercus robur) entlang der Böschung zum höher gelegenen Sportplatz, Baumreihe aus Rosskastanien (Aesculus hippocastanum) entlang der westlichen Grundstücksgrenze, zwei mächtige Stiel-Eichen (Quercus robur) an der nördlichen Grundstücksgrenze, Fliederhecke am Sportplatz zur Berufsschulstraße hin - Einfriedung: Granitmauer mit abschließender Rollschicht aus Klinker, Zaunspfeiler und Mauerstücken aus Klinkermauerwerk (neu aufgesetzt), Ziergitterzaun (neu) | 08972882 |
|                                         | Pfarrhaus mit Einfriedung | Berufsschulstraße 5 (Karte) | 1935 | Putzbau mit Bruchsteinsockel und Kunststeinelementen, weitestgehend original erhaltenes kirchliches Gebäude der 1930er Jahre, Zeugnis der Architekturentwicklung in der NS-Zeit, baugeschichtliche und kirchengeschichtliche Bedeutung. Das Pfarrhaus entstand 1935 nach Plänen des Oschatzer Baumeisters und Architekten Erhardt Mädler, Bauherrin war die Kirchgemeinde Oschatz, vertreten durch Pfarrer Otto, stellvertretender Vorsitzender des Kirchenvorstand. Für die Ausführung war das Baugeschäft Moritz Jesch (Oschatz) verantwortlich. Es handelt sich um einen zweigeschossigen, kubischen Bau mit hohem Walmdach, der auf abfallendem Gelände errichtet ist, so dass auf der Rückseite das Kellergeschoss als Vollgeschoss erscheint und ebenerdig zugänglich ist. Auf der Südseite eingeschossiger Anbau mit Austritt für das Obergeschoss. Fassaden über Bruchsteinsockel verputzt, aufgelockerte Fassadengliederung durch verschiedene Fensterformate, an der symmetrisch unterteilten Vorderfront mittig angeordneter Hauseingang mit kräftiger Rahmung in Kunststein. Auch die Fenster haben Kunststeingewände. Die straßenseitige Einfriedung besteht aus Sockel und Pfosten in Bruchstein, die eisernen Zaunsfelder in DDR-Zeiten erneuert. Das weitgehend im historischen Zustand erhaltene Gebäude ist ein für Sachsen seltenes Beispiel eines Pfarrhausneubaus in der NS-Zeit. Damit erlangt es kirchengeschichtliche Bedeutung. Als typisches Zeugnis der Architekturentwicklung in den 1930er Jahren, die von einer bewussten Hinwendung zu traditionalistischen, so genannten heimatverbundenen Bauformen geprägt war, verkörperte es auch einen baugeschichtlichen Aussagewert. Interessant ist hierbei insbesondere die Umsetzung der Bauaufgabe Pfarrhaus, deren Lösung sich kaum vom allgemeinen Privatwohnungsbau jener Zeit unterscheidet. | 09304682 |
| Weitere Bilder                          | Ehemaliges Fabrikgebäude (ehemalige Trikotagenfabrik Arno Höppner) | Borngäßchen 2, 3 (Karte) | 1899 | Langgestreckter Bau mit authentischer Fassadengliederung, ortshistorische Bedeutung. Viergeschossiger, massiver Ziegelbau, Putzgliederung, Satteldach, risalitartiger übergiebelter Mittelbau, kräftig profiliertes Gurtgesims, Segmentbogenfenster, neue Fenster. | 08974780 |
| Weitere Bilder                          | Straßenbrücke über die Döllnitz | Breite Straße (Karte) | Um 1600 (Schlussstein); 1. Hälfte 20. Jahrhundert (Straßenbrücke) | Rundbogenbrücke aus Sandstein mit altem Schlussstein, Schlussstein in Zweitverwendung als Markierung eines alten Brückenstandortes, verkehrsgeschichtliches Zeugnis. Brüstung später erneuert, Schlussstein mit Stadtwappen (stehender Löwe). | 08972716 |
| Direkt Bild zu diesem Denkmal hochladen | Wohnhaus in geschlossener Bebauung | Breite Straße 1 (Karte) | Um 1820, im Kern vermutlich älter | Weitestgehend original überkommenes Gebäude, gut erhaltenes Zeugnis kleinbürgerlichen Lebens in Oschatz aus der Zeit vor der Industrialisierung, sozialgeschichtlich von Bedeutung. Vorn zweigeschossiger, hinten eingeschossiger Bau, Erdgeschoss Bruchsteinmauerwerk, Obergeschoss Fachwerk, Klebdach zwischen den Geschossen, originaler Putz, Klappläden, alte, teilweise originale Fenster, klassizistische Haustür, Satteldach mit Biberschwanzdeckung, Gebäude wohl nachträglich aufgestockt. | 08972708 |
| Weitere Bilder                          | Hälfte einer Doppelmietvilla (mit Freiherr-vom-Stein-Promenade 12) | Breite Straße 2a (Karte) | Um 1903 | Gebäude mit qualitätvoller historistischer Fassadengestaltung, straßenbildprägend durch exponierte Ecklage an der Freiherr-vom-Stein-Promenade, baugeschichtlich von Bedeutung. Zweigeschossiger Putzbau, teilweise originale Fenster (Jugendstil), filigranes neogotisches Balkongitter, Putz vereinfacht, originale Haustür, Biberschwanzdeckung. | 08972712 |
| Direkt Bild zu diesem Denkmal hochladen | Wohnhaus in geschlossener Bebauung | Breite Straße 18 (Karte) | Um 1820, im Kern älter | Ortstypischer Putzbau mit Mansarddach und Segmentbogenportal, baugeschichtlich von Bedeutung | 09305832 |
| Direkt Bild zu diesem Denkmal hochladen | Wohnhaus in geschlossener Bebauung, ehemaliges Gasthaus „Zur Garküche“ | Breite Straße 22 (Karte) | Um 1616 | Renaissancegebäude mit Sitznischenportal, baugeschichtlicher Wert und als alte Garküche (seit 1842) von besonderer stadtgeschichtlicher Bedeutung. Zweigeschossiger massiver Putzbau, Sitznischenportal, profilierte Fenstergewände aus Sandstein (überwiegend original, teilweise 19. Jahrhundert), Satteldach mit erneuerter Krämperdeckung, Hechtgaube, Haustür und Tor erneuert, rückwärtig stark entstellt. Seit 1842 von Fleischermeister F. A. Nebel als Fleischerei, Restaurant und Garküche betrieben. Haus existiert in dieser Form seit 1616 im Weberviertel der Stadt und gehörte bis 1842 verschiedenen Oschatzer Tuchmachern. | 08972711 |
| Direkt Bild zu diesem Denkmal hochladen | Wohnhaus in geschlossener Bebauung | Breite Straße 25 (Karte) | Bezeichnet mit 1825, später überformt | Einfacher Putzbau mit originalem Rundbogenportal, Zeugnis zeittypischen Bauens, mit bauhistorischer Bedeutung. Zweigeschossiger Bau, Satteldach (Dachdeckung neu), Dachgauben mit Dreiecksverdachung und mit Edelputz, Gurtgesims und Sohlbankgesims. Bei der Sanierung alte Putzgliederung versucht zu rekonstruieren, neue Garageneinfahrt, rückseitig bezeichneter Schlussstein. | 08974782 |
|                                         | Wohnhaus (unter zwei Hausnummern) in halboffener Bebauung | Breite Straße 33, 35 (Karte) | Um 1895, im Kern wohl älter | Mit Ladeneinbau, gut gegliederte Putzfassade mit interessant gestaltetem Erker, weitestgehend original erhaltener Gründerzeitbau, baugeschichtlich von Bedeutung. Dreigeschossiger Putzbau, Putz vereinfacht, originale Haustür und Tor, Fenster erneuert, im Erdgeschoss originale Klappläden. | 08972709 |
|                                         | Wohnhaus in geschlossener Bebauung | Breite Straße 46 (Karte) | Bezeichnet mit 1813 | Putzbau mit Korbbogenportal, weitgehend original erhaltenes, zeittypisches Gebäude, baugeschichtlich von Bedeutung. Zweigeschossiger massiver Bau, Satteldach (Kronendeckung), späterer Ladeneinbau, Haustür und Fenster erneuert, Korbbogenportal mit Schlussstein (K 1813), überputzte Gewände, profilierte Traufe. | 08973790 |
|                                         | Wohnhaus in halboffener Bebauung | Breite Straße 48 (Karte) | Um 1815 | Putzbau mit Korbbogenportal, weitgehend original erhaltenes, zeittypisches Gebäude, baugeschichtlich von Bedeutung. Zweigeschossiger massiver Bau, Satteldach (Kronendeckung), originaler Putz, Sandsteingewände, im Erdgeschoss zwei originale Fensterläden, Korbbogenportal mit Schlussstein (W377), Haustür und Fenster in jüngerer Zeit erneuert. | 08973789 |
|                                         | Mietshaus in Ecklage und in halboffener Bebauung | Breite Straße 49 (Karte) | Um 1905 | Weitgehend original erhaltenes Gründerzeitgebäude mit zeittypischer Fassadengestaltung und Eckbetonung, baugeschichtlich von Bedeutung. Dreigeschossiger massiver Putzbau in Ecklage An der Mauer, Putzgliederung, über verbrochener Ecke Giebel mit Löwenkopfrelief, Haustür und Fenster erneuert, Kunststeingewände. | 08972899 |
|                                         | Gedenkstätte für Ernst Thälmann | Brüderstraße (Karte) | 3. Viertel 20. Jahrhundert | Historisches Zeugnis der DDR-Gedenkkultur. Gedenkstein für Ernst Thälmann, der auf dem Weg zum Gefängnis Bautzen durch Oschatz geführt wurde. Kalkstein mit Thälmannrelief und Inschriftenplatte. | 08972903 |
| Weitere Bilder                          | Kursächsische Distanzsäule Oschatz | Brüderstraße (Karte) | 2014 (Kopie), Original bezeichnet mit 1724 | Kursächsische Postmeilensäule (Sachgesamtheit); Kopie einer Distanzsäule, ehemalige Torsäule am Brüdertor, zweiseitig beschriftet, verkehrsgeschichtlich von Bedeutung | 09307204 |
| Weitere Bilder                          | Ehemaliges Gefängnis, heute Wohnhaus, mit Rest der Einfriedungsmauer | Brüderstraße 3a (Karte) | 1. Hälfte 19. Jahrhundert | Als ehemaliges Amtsgefängnis und als vermutlicher Rest der ehemaligen Klosteranlage (Lage: unmittelbar neben der Klosterkirche) von ortshistorischer Bedeutung. - Gefängnis: viergeschossiger Putzbau, Walmdächer, Hauptbau mit zwei zweiachsigen Anbauten, Gurtgesimse, abgefaste Fenstergewände, vermutlich Sandstein, straßenseitig Putzgliederung im Erdgeschoss und ersten Obergeschoss, Haustür neu, auf dem Hof Gewölbekeller des ehemaligen Franziskanerklosters. - Einfriedung: Bruchsteinmauerwerk | 08972910 |
| Weitere Bilder                          | Gerichtsgebäude, mit Einfriedung | Brüderstraße 5 (Karte) | Um 1850 | Repräsentatives klassizistisches Gebäude mit bauzeitlicher Einfriedung, baugeschichtliche und ortsgeschichtliche Bedeutung. - Gericht: dreigeschossiger massiver Putzbau, Putzgliederung, Sandsteingewände, Fenster denkmalgerecht erneuert, Eingangstüren erneuert, Walmdach mit Schieferdeckung, Windfangtür, Treppenhaus (ehemaliges Amtsgericht Oschatz) - Einfriedung: hoher Sandsteinsockel mit Mauerpfeilern, schmiedeeiserne Gitter | 08972911 |
| Weitere Bilder                          | Reste der Stadtmauer mit zwei Wehrtürmen (Einzeldenkmale zu ID-Nr. 09305772) | Brüderstraße 5 (bei), Frongasse 1 (bei) (Karte) | Vermutlich 14. Jahrhundert (Stadtmauer); 1337 (Wehrturm) | Einzeldenkmale der Sachgesamtheit Stadtbefestigung und Promenade; als ehemalige Fortifikation von Oschatz von ortsgeschichtlicher Bedeutung. Stadt- und Zwingermauer aus Bruchsteinmauerwerk, an Amtsfronfeste mit Wehrgang, Bastionen, Wehrturm an Amtsfronfeste und am Amtsgericht, vermutliche Reste der Stadtmauer an Straße „An der Mauer“ (heute zumeist Gartenmauern). | 08973787 |
|                                         | Archidiakonat (mit Kapelle im Innern) in halboffener Bebauung und Einfriedungsmauer | Brüderstraße 8 (Karte) | Um 1900, im Kern wesentlich älter (Diakonat); 1394 (Kapelle) | Als ehemaliges Armenspital mit erhaltener mittelalterlicher Kapelle (Elisabethkapelle) von ortsgeschichtlicher Bedeutung, schönes Zeugnis einer neogotischen Umgestaltung um 1900 von baugeschichtlicher Bedeutung. - Archidiakonat: zweigeschossiger massiver Putzbau, Satteldach mit Biberschwanzdeckung, Zwerchgiebel, im Eingangsbereich Holzbalkendecke, originale Fußbodenfliesen, Innentüren, originales Treppenhaus, original neogotische Haustür, Anbau mit Rundbogenfenstern und Walmdach - Kapelle: kleiner Saal mit Kreuzrippengewölbe, künstlerisch bedeutende Wandmalerei (Ende 14. Jahrhundert) - Einfriedung: verputztes Mauerwerk | 08972909 |
|                                         | Villa | Dresdener Straße 1 (Karte) | Um 1903 | Reich gegliederter Putzbau im Stil des Späthistorismus, Gebäude mit hoher architektonischer Qualität, straßenbildprägend und baugeschichtlich von Bedeutung. Zweigeschossiger massiver Bau, Werksteinsockel, originale Fenster, Putz erneuert, vielgliedrige Dachlandschaft (Biberschwanzdeckung), Ecktürmchen mit erneuerter Kupferhaube, originale Haustür mit Oberlicht, originale Außentreppe mit schmiedeeisernem Treppengeländer, Seiteneingang zugesetzt, Fledermausgaube mit Holzüberdachung und originalem Geländer. | 08972890 |
| Weitere Bilder                          | Ehemaliges Stiftsgebäude in offener Bebauung (Friedrich-August-Stift) | Dresdener Straße 6 (Karte) | 1850–1851 | Erbaut als Armen- und Altenstift, stattliches klassizistisches Bauwerk, ortsgeschichtlich und baugeschichtlich von Bedeutung | 09305834 |
| Weitere Bilder                          | Friedhof Oschatz mit Friedhofskirche St. Georg (Sachgesamtheit) | Dresdener Straße 13 (Karte) | 1583–1587 und später (Friedhofskirche) | Sachgesamtheit Friedhof Oschatz mit Friedhofskirche St. Georg, mit folgenden Einzeldenkmalen: Friedhofskirche (und deren Ausstattung), Grabplatten und Grabmäler, Einfriedung sowie Soldatenfriedhof der Gefallenen des Ersten Weltkrieges und Soldatenfriedhof der Gefallenen des Zweiten Weltkrieges (siehe Einzeldenkmale 08972891) sowie Lindenallee (Gartendenkmal), weiterhin mit folgendem Sachgesamtheitsteil: Friedhofsanlage; als ältester Friedhof von Oschatz mit bedeutender spätgotischer Kirche und qualitätvollen Grabplatten und Grabmälern von ortsgeschichtlicher und kulturhistorischer Bedeutung. Friedhofsanlage durch Zwischenmauern in drei Bereich unterteilt (Erweiterungen), regelmäßiges Wegesystem mit Hauptweg vom Zufahrtstor im Westen zu weiterem Tor im Osten, rechtwinklig davon abzweigende Nebenwege nach Norden und Süden (Wegebelege verändert, Betonpflaster), entlang des Hauptweges im westlichen Abschnitt Baumreihe, dann Allee aus Winter-Linden (Tilia cordata, Gartendenkmal), ursprünglich waren die Wege entlang der Mauern ebenfalls mit Baumreihen aus u. a. Stiel-Eiche (Quercus robur), Rosskastanie (Aesculus hippocastanum) und Berg-Ahorn (Acer platanoides) bestanden, davon nur noch Einzelexemplare erhalten. | 09304055 |
| Weitere Bilder                          | Friedhofskirche (und deren Ausstattung), Grabplatten und Grabmäler, Einfriedung sowie Soldatenfriedhof der Gefallenen des Ersten Weltkrieges und Soldatenfriedhof der Gefallenen des Zweiten Weltkrieges (Einzeldenkmale zu ID-Nr. 09304055)  | Dresdener Straße 13 (Karte) | 1583–1587 und später (Friedhofskirche); 16./17. Jahrhundert (Grabplatten); 19. Jahrhundert (Einfriedung); um 1890 und 1. Hälfte 20. Jahrhundert (Grabmäler); um 1920 (Kriegerdenkmal); nach 1945 (Soldatenfriedhof) | Einzeldenkmale der Sachgesamtheit Friedhof Oschatz mit Friedhofskirche St. Georg; Soldatenfriedhof der Gefallenen des Ersten Weltkrieges von vier Winterlinden flankiert, Gedenkstein auf dem Soldatenfriedhof der Gefallenen des Zweiten Weltkrieges von vier Eichen umstanden, als ältester Friedhof von Oschatz mit bedeutender spätgotischer Kirche und qualitätvollen Grabplatten und Grabmälern von ortsgeschichtlicher und kulturhistorischer Bedeutung. | 08972891 |
| Weitere Bilder                          | Mietshaus in offener Bebauung | Dresdener Straße 57 (Karte) | Um 1903 | Mit Gaststätte, historistisches Gebäude in zeittypischer Formensprache, prägnante Lage, baugeschichtlich von Bedeutung. Dreigeschossiger massiver Putzbau, Krüppelwalmdach, schlichte Putzgliederung (wohl vereinfacht), neue Biberschwanzdeckung, Werksteinsockel, Eckquaderung (Diamantquader), Fenster und Türen denkmalgerecht erneuert, eingeschossiger Anbau mit Ecktürmchen (Biberschwanzdeckung). | 08973814 |
| Weitere Bilder                          | Stadtscheunen | Eichstädt-Promenade (Karte) | Bezeichnet mit 1843 | In ihrer Gesamtanlage von besonderer straßenbildprägender und ortshistorischer Bedeutung. Massive Putzbauten, Satteldacher, veränderte Toreinfahrten, südliches Gebäude mit Dachhecht und Kronendeckung, verzierter Schlussstein mit Rocaille, nördliches Gebäude mit schlichtem Schlussstein, bezeichnet mit 1843. | 08974761 |
| Weitere Bilder                          | Mietshaus in halboffener Bebauung | Eichstädt-Promenade 6 (Karte) | Um 1895 | Gebäude mit architektonisch anspruchsvoller, zeittypischer Gründerzeitfassade, baugeschichtlich von Bedeutung. Dreigeschossiger massiver Bau, Klinkermischfassade, Fenster denkmalgerecht erneuert, Biberschwanzdeckung erneuert, originale Haustür mit Gittern, originales Treppenhaus, originale Windfangtür, Zwerchgiebel, Dachhäuschen. | 08972892 |
| Weitere Bilder                          | Mietshaus in geschlossener Bebauung | Eichstädt-Promenade 8 (Karte) | Um 1895 | Gebäude mit architektonisch anspruchsvoller, zeittypischer Gründerzeitfassade, baugeschichtlich von Bedeutung. Dreigeschossiger massiver Bau, Klinkermischbauweise, neue Biberschwanzdeckung, Fenster erneuert, originale Haustür. | 08972893 |
| Weitere Bilder                          | Mietshaus in halboffener Bebauung | Eichstädt-Promenade 10 (Karte) | Um 1895 | Gebäude mit architektonisch anspruchsvoller, zeittypischer Gründerzeitfassade, baugeschichtlich von Bedeutung. Dreigeschossiger massiver Bau, Klinkermischfassade, Dachhäuschen, Biberschwanzdeckung erneuert, Fenster denkmalgerecht erneuert, originale Haustür mit Oberlicht, dreigeschossige Holzloggien. | 08972894 |
| Weitere Bilder                          | Südbahnhof Oschatz, Bahnhof der Schmalspurbahn (Einzeldenkmal zu ID-Nr. 09305782) | Freiherr-vom-Stein-Promenade 1 (Karte) | Um 1885, später überformt | Einzeldenkmal der Sachgesamtheit Döllnitzbahn; als Schmalspurbahnhof von eisenbahngeschichtlicher und ortsgeschichtlicher Bedeutung. Zweigeschossiger Bau, Erdgeschoss massiv, Kratzputz, Obergeschoss verbrettert, originale Eingangstür, Gebäude im Schweizer Stil, Fenster denkmalgerecht erneuert. | 08973791 |
| Weitere Bilder                          | Hälfte einer Doppelmietvilla (mit Breite Straße 2a) | Freiherr-vom-Stein-Promenade 12 (Karte) | Um 1903 | Gebäude mit qualitätvoller historistischer Fassadengestaltung, straßenbildprägend durch exponierte Ecklage, baugeschichtlich von Bedeutung. Zweigeschossiger Putzbau, Putz vereinfacht, Fenster erneuert, originale Haustür und Treppenhaus, Zierfachwerk, Biberschwanzdeckung. | 08972713 |
|                                         | Villa mit Einfriedung | Freiherr-vom-Stein-Promenade 15 (Karte) | Bezeichnet mit 1904 | Gebäude mit repräsentativen, zeittypischen Gestaltungsformen in exponierter Lage an Promenade, straßenbildprägend und baugeschichtlich von Bedeutung. - Villa: zweigeschossiger massiver Putzbau, Seitenrisalit, Ecke turmartig ausgebildet mit bekrönender Welscher Haube (verschiefert), Mansarddach mit Biberschwanzdeckung, Granitsockel, Kunststeingewände, hölzerner Balkon (weitgehend erneuert), Haustür erneuert, originale Fenster, Bleiglasfenster, Eingangsvorbau mit originaler Verglasung und originalen Haustüren - Einfriedung: Sockel und Pfosten massiv, schmiedeeisernes Gitter | 08972883 |
|                                         | Villa | Freiherr-vom-Stein-Promenade 21 (Karte) | 1920 | Repräsentatives Gebäude in exponierter Lage, Reformstil-Architektur, straßenbildprägende und baugeschichtlich von Bedeutung. Zweigeschossiger Putzbau, Mansarddach mit Dachgauben und -hecht, geputzte Pilaster, neue Fenster und Schlagläden, breiter Mittelrisalit, mit abschließenden Balkon und geschwungenem Giebel. | 08974771 |
| Weitere Bilder                          | Wohnhaus in offener Bebauung | Freiherr-vom-Stein-Promenade 23 (Karte) | 1. Hälfte 19. Jahrhundert | In seiner Schlichtheit zeittypischer Putzbau mit markanter Kubatur und Segmentbogenportal, baugeschichtlich von Bedeutung. Zweigeschossiger Bau, Krüppelwalmdach, Putzfaschen, Korbbogenportal mit Schlussstein in Sandstein. | 08974772 |
| Weitere Bilder                          | Wohnhaus in Ecklage und in geschlossener Bebauung | Freiherr-vom-Stein-Promenade 29 (Karte) | Um 1880 und später | Gut gegliederter Putzbau, weitgehend original erhaltenes Gebäude, durch Ecklage platz- und straßenbildprägend, baugeschichtlich von Bedeutung. Zweigeschossiger massiver Bau in Ecklage Freiherr-vom-Stein-Promenade/Miltitzplatz, originale Putzgliederung, originale Haustür mit Fenstergittern, Biberschwanzdeckung, Dachhäuschen, Fenster teilweise erneuert, Sandsteinsockel, Sandsteingewände, Bruchsteinmauerwerk. | 08972895 |
| Weitere Bilder                          | Wohnhaus in offener Bebauung und Treppe im Hang | Friedensstraße 2b (Karte) | Um 1955 | Gebäude in der typischen Formensprache der 1950er Jahre, durch terrassenförmige Anlage der Siedlung straßenbildprägende Wirkung, ortsentwicklungsgeschichtlich von Bedeutung. - Wohnhaus: zweigeschossiger Putzbau, Bruchsteinsockel, Walmdach, originaler Putz, originale Fenster, Putz- bzw. Kunststeingewände, Haustür erneuert, im Treppenhausbereich Mittelrisalit, Teil einer Siedlung in Hanglage - Treppe: Sandsteinstufen, Wangen aus Granitquadern, Metallgeländer | 08972719 |
|                                         | Wohnhaus in offener Bebauung | Friedrich-Naumann-Promenade 1 (Karte) | Um 1910 | Gebäude mit ausgewogener Fassadengestaltung, Reformstil-Architektur, exponierte Lage an Promenade, straßenbildprägend und baugeschichtlich von Bedeutung. Zweigeschossiger massiver Putzbau, hoher Werksteinsockel, Mansardwalmdach (Biberschwanzdeckung, teilweise Dachpappe), Schleppgauben, Mittelrisalit mit Zwerchgiebel und Balkon, Erker, originale Fenster (im Dachbereich erneuert), Bleiglasfenster, teilweise farbiges Pressglas, Haustür erneuert, Sandstein- und teilweise Holzgewände, originale Kellertür, originale Außentreppe. | 08972879 |
|                                         | Ehemalige Amtshauptmannschaft, heute Landratsamt, mit Garagengebäude im Hof, Einfriedung, zwei Toreinfahrten, Vorgarten und Garten | Friedrich-Naumann-Promenade 9 (Karte) | Bezeichnet mit 1926–1927 | Gebäude in zeittypischer Formensprache in repräsentativer Lage an Promenade, ortsgeschichtlich und baugeschichtlich von Bedeutung. - Landratsamt: zweigeschossiger, teilweise eingeschossiger massiver Putzbau, Sockel, Gewände und Traufe aus Rochlitzer Porphyrtuff, Türgewände mit Reliefs verschiedener Berufsgruppen, teilweise originale Türen, Fenster denkmalgerecht erneuert, Walmdach mit erneuerter Deckung, dreieckige Dachfenster - Garage: eingeschossiger massiver Putzbau mit drei Einfahrten, Fenstergewände aus Porphyrtuff, Walmdach mit Biberschwanzdeckung, dreieckige Dachfenster, Tore erneuert - Einfriedung: Porphyrtuffblöcke mit Kugelbesatz, darüber verlaufende Metallstange | 08972876 |
|                                         | Ehemaliges Wasserhaus in offener Bebauung, heute Waagenmuseum, mit Stützmauer zur Straße | Frongasse 1 (Karte) | Um 1860 | Gebäude von stadthistorische Bedeutung. Rechter Teil des Gebäudes ehemaliges Wasserhaus (um 1860), nach 1900 Anbau, dann Quartier für Wandergesellen, nach 1950 Waagenmuseum. Eingeschossiger massiver Putzbau, ungeputzter Bruchsteinsockel, Walmdach mit neuer Biberschwanzdeckung. | 08973785 |
| Weitere Bilder                          | Reste der Stadtmauer mit zwei Wehrtürmen (Einzeldenkmale zu ID-Nr. 09305772) | Frongasse 1 (bei), Brüderstraße 5 (bei) (Karte) | Vermutlich 14. Jahrhundert (Stadtmauer); 1337 (Wehrturm) | Einzeldenkmale der Sachgesamtheit Stadtbefestigung und Promenade; als ehemalige Fortifikation von Oschatz von ortsgeschichtlicher Bedeutung. Stadt- und Zwingermauer aus Bruchsteinmauerwerk, an Amtsfronfeste mit Wehrgang, Bastionen, Wehrturm an Amtsfronfeste und am Amtsgericht, vermutliche Reste der Stadtmauer an Straße „An der Mauer“ (heute zumeist Gartenmauern). | 08973787 |
| Weitere Bilder                          | Ehemalige Alte Ratsfronfeste in offener Bebauung, heute Stadt- und Waagenmuseum Oschatz, mit seitlicher Pforte | Frongasse 1 (Altoschatzer Straße 16) (Karte) | 16. Jahrhundert und früher (Fronfeste); um 1900 (Pforte) | Renaissance-Gebäude, durch seine ursprüngliche Funktion von ortsgeschichtlicher Bedeutung. - Ratsfronfeste: zweigeschossiger massiver Putzbau, hakenförmiger Grundriss, geputzte Eckquaderung, profilierte Sandsteingewände, Walm- bzw. Krüppelwalmdach mit neuer Biberschwanzdeckung, Gebäude denkmalgerecht saniert, ursprünglich zwei einzelne Gebäude - Einfriedung: Bruchsteinmauerwerk, Biberschwanzabdeckung | 08973784 |
|                                         | Ehemalige Amtsfronfeste in offener Bebauung, mit Einfriedung | Frongasse 3 (Karte) | Vermutlich 16. Jahrhundert und später | Einfaches Renaissance-Gebäude, durch seine ursprüngliche Funktion von ortsgeschichtlicher Bedeutung. - Amtsfronfeste: zweigeschossiger Putzbau, Halbwalm- bzw. Satteldach mit Biberschwanzdeckung, Rundbogenportal (Sandstein), Aborterker, überputzte Sandsteingewände, Renaissancetür - Einfriedung: geputztes Bruchsteinmauerwerk | 08973786 |
|                                         | Mietshaus in offener Bebauung | Gabelsbergerstraße 5 (Karte) | Um 1912 | Weitgehend original erhaltenes Gebäude mit zeittypischer Fassadengestaltung und Kubatur, Reformstil-Architektur, baugeschichtlich von Bedeutung. Zweigeschossiger massiver Putzbau, Werksteinsockel (Granit), Gesimsgliederung, originaler Putz, originale Fenster, viele Fensterläden erhalten, breiter Zwerchgiebel, Mansarddach mit Kronendeckung, breiter Zwerchgiebel, originale Haustür. Innen: Wohnungstüren, Treppenhaus, Fußbodenfliesen. | 08972753 |
|                                         | Wohnhaus in offener Bebauung, mit Einfriedungsmauern | Härtwigstraße 8 (Karte) | Um 1929 | Putzbau mit Klinkergliederung, architektonisch sehr qualitätvolles Gebäude im Art-déco-Stil mit straßenbildprägender Wirkung, baugeschichtlich von Bedeutung. Zweigeschossiger Bau, aufwändiges Art-déco-Portal mit originaler Haustür, Fenster erneuert, Mansarddach mit Schleppgauben, neue Biberschwanzdeckung. Innen: originale Innentüren, Holzpaneele im Wartezimmer. Klinkermauer mit geradem Abschluss, Wohnhaus mit Zahnarztpraxis. | 08972724 |
| Weitere Bilder                          | Wohnhaus in offener Bebauung und Einfriedung | Härtwigstraße 12 (Karte) | Um 1928 | Putzbau mit Klinkergliederung, architektonisch qualitätvolles Gebäude in der typischen Formensprache der 1920er Jahre, hölzerne Einfriedung, baugeschichtlich von Bedeutung. Zweigeschossiger Bau, Bruchsteinsockel (Granit), originale Fenster und Haustür, rückwärtige Balkone, originaler Putz, zweiläufige Treppe aus Kunststein, teilweise Hebefenster, Walmdach mit Biberschwanzdeckung, Schleppgauben. | 08972721 |
| Weitere Bilder                          | Dorfkirche und Kirchhof Altoschatz (Sachgesamtheit) | Heinrich-Mann-Straße (Karte) | 16. Jahrhundert und jünger (Kirchhof); 1510-1522, später überformt (Kirche) | Sachgesamtheit Dorfkirche und Kirchhof Altoschatz, mit folgenden Einzeldenkmalen: Kirche (mit Ausstattung), Einfriedung, Grabmalen, Kriegerdenkmal für die Gefallenen des Ersten Weltkrieges und Leichenhalle (siehe Einzeldenkmale 08973850) sowie Kirchhof (Gartendenkmal) und mit folgendem Sachgesamtheitsteil: Treppenanlage mit Pflasterung vor dem Kirchhofstor; alte Ortslage Altoschatz, barocke Saalkirche mit Dachreiter, im Kern mittelalterlicher Bau, ortshistorisch sowie architektonisch bedeutend. Kirchhof mit Erweiterungsfläche nach Norden, dort zwei von Norden nach Süden verlaufende Winter-Linden-Alleen (Tilia cordata), Baumreihen aus Winter-Linden entlang der Wege an der nördlichen und westlichen Kirchhofgrenze. | 09305854 |
| Weitere Bilder                          | Kirche (mit Ausstattung), Einfriedung, Grabmalen, Kriegerdenkmal für die Gefallenen des Ersten Weltkrieges und Leichenhalle (Einzeldenkmale zu ID-Nr. 09305854)                                                                               | Heinrich-Mann-Straße (Karte) | 1510–1522, später überformt (Kirche); 18.–20. Jahrhundert (Grabmale); um 1912 (Leichenhalle); nach 1918 (Kriegerdenkmal)                                                                                            | Einzeldenkmale der Sachgesamtheit Dorfkirche und Kirchhof Altoschatz; alte Ortslage Altoschatz, barocke Saalkirche mit Dachreiter, im Kern mittelalterlicher Bau, ortshistorisch sowie architektonisch bedeutend. - Kirche: spätgotische Saalkirche, verputzter Bruchsteinbau mit 3/8-Schluss, östlich Rundbau, Krüppelwalmdach mit Dachreiter, spitzbogenförmige Fenster - Einfriedung: Bruchsteinmauer, nach oben spitz zulaufend (ältere Teile), mit horizontalem Abschluss (jüngere Teile), verputzt mit Sandsteinplatten als Abschluss an Zugang zu Heinrich-Mann-Straße, Bruchstein mit flachem Abschluss nach Nordosten je ein Tor mit zweiflügligem Holzlattentor und schlichten Torpfosten im Süden und Nordosten - Kriegerdenkmal: Ensemble von hochrechteckigen Granitblöcken, Tafeln aus Kupferblech, gestanzt mit Namen der Gefallenen, ursprüngliche Einfriedung durch Ketten verbundene Granitblöcke - Leichenhalle: Putzbau mit steinsichtigem Werksteinsockel, zweigeschossige Mittelflügel (Schopfwalmdach), zwei flankierende eingeschossige Seitenflügel (Walmdächer), Fenster weitgehend original erhalten, Dachdeckung Dachpappe, Treppenanlage Pflastersteine mit Granitstufen - Grabmale: - auf dem Friedhof Sandsteingrabmale des 18. und 19. Jahrhunderts (barock, klassizistisch und neogotisch) nennenswert, insbesondere das spätbarocke Grabmal der Familie Kleeberg - Erbbegräbnisse des frühen 20. Jahrhunderts, besonders zu erwähnen großflächige Grabanlage der Familie Schubert: tumbaähnliches Grabmonument mit Akroterien aus Kupfer, Reliefplatte mit Pflüger und Altoschatzer Ortssilhouette (Entwurf B. Förster, Düsseldorf, 1913) | 08973850 |
|                                         | Wohnhaus in halboffener Bebauung | Heinrich-Mann-Straße 4 (Karte) | 1891 | Markanter historisierender Bau mit zeittypischer Putzgliederung, Akzente durch Fensterbedachung und Fries im Traufbereich, baugeschichtlich bedeutend, mit den benachbarten Bauten prägnante Häuserzeile von stadtentwicklungsgeschichtlicher Relevanz | 08967380 |
| Weitere Bilder                          | Mietshaus in geschlossener Bebauung | Heinrich-Mann-Straße 6 (Karte) | 1892 | Markanter historisierender Bau mit zeittypischer Putzgliederung, barockisierende Schmuckelemente, bildet mit den benachbarten Häusern prägnante Wohnzeile, baugeschichtlich und stadtentwicklungsgeschichtlich bedeutend | 08967381 |
|                                         | Mietshaus in geschlossener Bebauung | Heinrich-Mann-Straße 8 (Karte) | 1893 | Markanter historisierender Bau mit zeittypischer Putzgliederung, barockisierende Schmuckelemente, bildet mit den benachbarten Häusern prägnante Wohnzeile, bauhistorisch und stadtentwicklungsgeschichtlich bedeutend | 08967382 |
| Weitere Bilder                          | Mietshaus in geschlossener Bebauung | Heinrich-Mann-Straße 10 (Karte) | 1894 | Markanter historisierender Bau mit zeittypischer Putzgliederung, barockisierende Schmuckelemente, bildet mit den benachbarten Häusern prägnante Wohnzeile, innerhalb dieser wohl das auffälligste Gebäude, baugeschichtlich und stadtentwicklungsgeschichtlich bedeutend | 08967383 |
| Weitere Bilder                          | Doppelmietshaus in halboffener Bebauung, mit Einfriedung und Pforte | Heinrich-Mann-Straße 11a, 11b (Karte) | Um 1908 | Mit qualitätvoller Fassadengestaltung und schöner, zeittypischer Einfriedung, baugeschichtlich von Bedeutung. - Mietvilla: dreigeschossiger massiver Bau Mansarddach (Kronendeckung / Schiefer), Eckturm mit hohem Werksteinsockel, Fenster erneuert, Kunststeingewände, originale Haustür - Einfriedung: massiver, geputzter Torbogen (Bruchsteinabdeckung), hoher geputzter Sockel mit Lattenzaun (neu) | 08973828 |
| Weitere Bilder                          | Wohnhaus in halboffener Bebauung | Heinrich-Mann-Straße 17a (Karte) | Um 1905 | Putzbau mit Ziegel- und Keramikgliederung, Holzbalkon, Anklänge an den Jugendstil, baugeschichtlich von Bedeutung | 09305835 |
| Weitere Bilder                          | Wohnhaus in offener Bebauung | Hellmichweg 2 (Karte) | Um 1955 | Gebäude in der typischen Formensprache der 1950er Jahre, durch terrassenförmige Anlage der Siedlung straßenbildprägende Wirkung, ortsentwicklungsgeschichtliche Bedeutung. Zweigeschossiger Putzbau, Bruchsteinsockel, Walmdach, originaler Putz, originale Fenster, Putz- bzw. Kunststeingewände, originale Haustür, im Treppenbereich Mittelrisalit, Teil einer Siedlung in Hanglage. | 08972720 |
|                                         | Wohnhaus in Ecklage und in geschlossener Bebauung | Hospitalstraße 1 (Karte) | Um 1842, im Kern möglicherweise älter | Ehemals mit Gaststätte, Teil der durch den Wiederaufbau nach dem Brand von 1843 geprägten Platzwand des Neumarktes, qualitätvolle klassizistische Fassadengestaltung, baugeschichtlich und ortsgeschichtlich von Bedeutung. Dreigeschossiger massiver Putzbau mit Natursteingewänden, Konsolgesims, Putzgliederung weitgehend erhalten, alte Haustür, späterer Ladeneinbau, im Obergeschoss Baluster im Brüstungsfeld. | 08972735 |
| Direkt Bild zu diesem Denkmal hochladen | Wohn- und Geschäftshaus in geschlossener Bebauung | Hospitalstraße 4 (Karte) | Um 1905 | Weitestgehend original erhaltenes Gebäude, zeittypischer Putzbau mit originalen Ladeneinbauten, Reformstil-Architektur, baugeschichtlich von Bedeutung. Dreigeschossiger massiver Bau, originale Haustür, alte Fenster, Satteldach mit Zwerchgiebel. | 08972742 |
| Direkt Bild zu diesem Denkmal hochladen | Wohnhaus in geschlossener Bebauung | Hospitalstraße 10 (Karte) | Um 1842 | Mit Laden, zeittypische Putzfassade, schönes Zeugnis der Architektur der Wiederaufbauzeit nach dem Stadtbrand von 1842, baugeschichtlich von Bedeutung. Zweigeschossiger massiver Putzbau mit Satteldach (Biberschwanzdeckung), Putzquaderung im Erdgeschoss, hier auch Rundbogenfenster, Verdachungen im Obergeschoss vereinfacht, Konsolgesims, zwei zweiachsige Dachhäuschen, Fenster alt, Haustür erneuert. | 08972741 |
|                                         | Obermühle mit Mühlentechnik in halboffener Bebauung und in Ecklage | Hospitalstraße 16 (Karte) | Um 1842, später überformt | Als alte Stadtmühle an einem seit dem Mittelalter (1488) nachweisbaren Mühlenstandort von technikgeschichtlicher und ortsgeschichtlicher Bedeutung. Dreigeschossiger, massiver Putzbau mit Sandsteingewänden, zweites Obergeschoss 1930er Jahre, Ausstattung aus verschiedenen Jahrzehnten des 20. Jahrhunderts (früheste Maschinen ab 1930), im Erdgeschoss Rundbogenfenster, originale Haustür mit Oberlicht und Drückergarnitur. | 08972740 |
| Direkt Bild zu diesem Denkmal hochladen | Schlussstein an der Fassade eines Wohnhauses | Hospitalstraße 17 (Karte) | Bezeichnet mit 1739 | Als repräsentativer, aufwändig gestalteter und sehr alter Schlussstein von ortsgeschichtlicher Bedeutung. Bekrönte, ineinander verschlungene Buchstaben, darunter Bezeichnung „1739“. | 08973793 |
| Direkt Bild zu diesem Denkmal hochladen | Mietshaus in geschlossener Bebauung | Hospitalstraße 34 (Karte) | Um 1905 | Mit Laden oder Gaststätte im Erdgeschoss, Gebäude mit qualitätvoller Fassadengestaltung in zeittypischer Formensprache, baugeschichtlich von Bedeutung. Dreigeschossiger massiver Putzbau, originale Putzgliederung (wohl teilweise vereinfacht), Fenster und Haustür denkmalgerecht erneuert, zwei Bleiglasfenster. | 08972896 |
| Direkt Bild zu diesem Denkmal hochladen | Mietshaus in geschlossener Bebauung | Hospitalstraße 36 (Karte) | Um 1905, im Kern älter | Mit Laden, Gebäude mit qualitätvoller Fassadengestaltung im Reformstil der Zeit um 1910, baugeschichtlich von Bedeutung. Dreigeschossiger massiver Putzbau mit originaler Putzgliederung, Fenster, Schaufenster und Eingangstüren erneuert, Satteldach mit Biberschwanzdeckung, zwei Zwerchgiebel mit Krüppelwalmdach und originalen Fenstern. | 08972897 |
| Direkt Bild zu diesem Denkmal hochladen | Mietshaus in halboffener Bebauung und in Ecklage, mit Laden (und Ladenausstattung einer Fleischerei) sowie mit Schlachterei im Hintergebäude                                                                                                  | Hospitalstraße 38 (Karte) | 1893 nach Auskunft (Schlachterei); bezeichnet mit 1904 (Mietshaus) | Zeittypische Klinkerfassade, Gebäude mit schöner Jugendstilfassade und originaler, sehr qualitätvoller Ladenausstattung, baugeschichtlich und ortsentwicklungsgeschichtlich von Bedeutung. - Wohn- und Geschäftshaus: dreigeschossiger massiver Bau, Klinkermischfassade, Satteldach, teilweise originale Fenster (im zweiten Obergeschoss denkmalgerecht erneuert), originale Haustür, originale Ladeneinrichtung, Ladeneingang mit Oberlicht (originale Verglasung), Kacheln Villeroy & Boch, Ätzglasfenster, originale Innentüren - Schlachterei: zweigeschossiger massiver Klinkerbau, Klinkergliederung, teilweise originale Fenster und Jalousien | 08972898 |
|                                         | Fabrikantenvilla und Springbrunnen (Villa Gessner) | Hubertusburger Straße 2 (Karte) | Um 1910 | Alte Ortslage Zschöllau, qualitätvolles Gebäude mit Brunnen als Rest der alten Gartenanlage, Reformstil-Architektur, erbaut für die Kunststein-Fabrikantenfamilie Gessner, baugeschichtlich und ortsgeschichtlich von Bedeutung. - Villa: eingeschossiger Putzbau, Mansarddach mit großen Dachhäuschen, originale Fenster, originale Haustür, Kunststeingewände, Kunststeinsockel, Eckbetonung durch Kunststeinplatten, Konsolgesims, Biberschwanzdeckung, originales Treppengeländer, schlichte Putzgliederung im Brüstungsfeld, rückwärtiger Terrassenanbau mit originaler Kunststeinbrüstung - Springbrunnen: rundes Becken aus Kunststein | 08973838 |
| Weitere Bilder                          | Zwei Speichergebäude | Hubertusburger Straße 8 (Karte) | 1938–1939 | Architektonisch anspruchsvolle Gebäude, durch Lage an Bahnstrecke ortsbildprägend, technikgeschichtlich von Bedeutung. Fünfgeschossige massive Putzbauten, schlichte, originale Putzgliederung, originale Fenster, Erdgeschosse Ziegel, Satteldächer mit Schleppgauben, Tarracottaplatten als Sohlbänke. | 08973840 |
|                                         | Treppenaufgang vom Neumarkt zum Kirchberg | Kirchplatz (Karte) | Um 1890 | Qualitätvolle gotisierende Treppenanlage, baugeschichtlich von Bedeutung. Stützmauern und neogotische Brüstung aus Sandstein, Granitstufen, schmiedeeisernes Geländer und Handläufe, Material weitgehend erneuert (weitgehende Kopie nach 1992). | 08973488 |
| Weitere Bilder                          | Ehemaliges Rathaus, später Innungshaus der Tuchmacher, heute Bürogebäude | Kirchplatz 1 (Karte) | Im Kern um 1200; um 1380 westliche Hälfte, Anbau; 1801 Umbau und neuer Dachstuhl | Im Kern ältestes Gebäude der Stadt mit hochmittelalterlichen Ausstattungsteilen, in Teilen wertvollster romanischer Profanbau Sachsens, besonderer ortsgeschichtlicher, kunsthistorischer und baugeschichtlicher Wert, von überörtlicher Bedeutung. Zweigeschossiger massiver Putzbau, Sandsteingewände, Mansarddach mit Notdeckung, einfache Putzgliederung, teilweise Fenster des frühen 19. Jahrhunderts, Bruchsteinmauerwerk. Ehemaliger Sitz des markgräflichen Vogtes (Schultheißenhaus oder Rathaus bis 1478), Sitz verschiedener Adelsfamilien, von 1544 bis 1843 Haus der Tuchmacherinnung (sogenanntes Siegelhaus der Tuchmacher), später Wohnnutzung. Aus zwei Teilen bestehend, älterer romanische Bau (Vogtshaus) um 1200 entstanden, gotischer Erweiterungsbau (adliges Freihaus) um 1350 hinzugekommen, Umbau im Jahre 1616 (hölzerne Säule und Decke im Inneren), heutiges Dach 1801, romanischer Bau etwa vergleichbar mit Steinhaus in Rosheim/Elsass. | 08973480 |
| Weitere Bilder                          | Superintendentur, zwei aneinandergebaute Nebengebäude im Hof an der Frongasse und Einfriedungsmauer mit Torbogen an der Frongasse | Kirchplatz 2 (Karte) | 1572, später erweitert (Superintendentur); um 1880 (Nebengebäude) | Bemerkenswerter Putzbau der Renaissancezeit mit schönem Sitznischenportal, Anlage von ortsgeschichtlicher, kunsthistorischer und religionsgeschichtlicher Bedeutung. - Superintendentur: zweigeschossiger massiver Putzbau, Satteldach mit Biberschwanzdeckung, Eckquaderung, Sitznischenportal mit originaler Tür, oberhalb des Portals Relief, Sandsteingewände, Anbau mit Krüppelwalmdach (Biberschwanzdeckung), Wintergarten, darüber Loggia - Seitengebäude: zweigeschossiger massiver Putzbau, Sandsteingewände, Krüppelwalmdach mit Biberschwanzdeckung - Einfriedung: Porphyrtuff, geputzte Tordurchfahrt | 08973492 |
|                                         | Wohnhaus in halboffener Bebauung und in Ecklage | Kirchplatz 3 (Karte) | Um 1840 | Ortsbildprägend am Kirchplatz gelegener zeittypischer Putzbau, mit baugeschichtlicher Bedeutung. Zweigeschossiger Bau, halbseitiges Walmdach (Biberschwanzdeckung), massive Dachgauben, Gurtgesims, im Erdgeschoss Putzquaderung, denkmalgerechte Fenster, Haustür neu. | 08974767 |
| Weitere Bilder                          | Pfarrhaus in ehemals geschlossener Bebauung und in Ecklage, ehemalige Stadtschreiberei | Kirchplatz 5 (Karte) | Bezeichnet mit 1611, später überformt, im Kern möglicherweise älter | Renaissancebau mit Sitznischenportal, eines der ältesten Gebäude von Oschatz, als ehemalige Stadtschreiberei von besonderer baugeschichtlicher und ortsgeschichtlicher Bedeutung. Zweigeschossiger massiver Putzbau, Satteldach mit Biberschwanzdeckung, Renaissancegewände, Eckquaderung, Sitznischenportal, alte Fenstergitter, Putz erneuert. Seit Reformation Haus des Stadtschreibers und des Stadtphysikus, seit dem 19. Jahrhundert Diakonatwohnung, seit 1934 Pfarramt. | 08973481 |
|                                         | Wohnhaus in geschlossener Bebauung | Kirchplatz 6 (Karte) | Bezeichnet mit 1816 | Weitgehend original erhaltener, zeittypischer Putzbau mit Segmentbogenportal, Teil der historischen Bebauung des Kirchplatzes, baugeschichtlich von Bedeutung. Zweigeschossiger massiver Bau, einseitig abgewalmtes Dach mit Biberschwanzdeckung (erneuert), Putz erneuert, Obergeschoss Putzgewände (Obergeschoss ehemals Fachwerk verputzt), Erdgeschoss original Sandsteingewände original, Korbbogenportal mit Schlussstein aus Sandstein, Haustür und Fenster erneuert, Fensterläden erneuert. | 08973491 |
| Weitere Bilder                          | Ehemalige Schule (mit zwei Hausnummern), mit zwei Gedenktafeln | Kirchplatz 7, 8 (Karte) | 1827–1828, im Kern älter (Schule); 1928 (Gedenktafel) | Stattlicher Putzbau mit zwei Annexbauten, als älteste Schule der Stadt von besonderer ortsgeschichtlicher Bedeutung. - Schule: dreigeschossiger massiver Putzbau mit zweigeschossigen Seitenflügeln, Satteldach mit Biberschwanzdeckung und Dachhäuschen, Sandsteingewände, Fassade vereinfacht, Fenster erneuert, neue Eingangstüren mit Oberlichten - Gedenktafeln für Constantin Hering (1928) sowie Carl Eduard Hering und Carl Gottlieb Hering (um 1928) | 08973482 |
| Weitere Bilder                          | Ehemaliges Rektorat in halboffener Bebauung, ehemals auch Schule (ehemalige Jungfrauenschule) | Kirchplatz 9 (Karte) | Bezeichnet mit 1621 | Renaissancebau mit Sitznischenportal, durch seine ursprüngliche Funktion von besonderer stadtgeschichtlicher und von baugeschichtlicher Bedeutung. Zweigeschossiger massiver Putzbau, Satteldach mit Biberschwanzdeckung, Fledermausgaube, neue Schleppgauben, Sitznischenportal (teilweise erneuert), originale Sandsteingewände, Fenster und Haustür erneuert, Inschrifttafel, Kreuzgratgewölbe. | 08973483 |
| Weitere Bilder                          | Ehemaliges Waage-Gebäude in offener Bebauung, heute Wohnhaus | Kirchplatz 10 (Karte) | Um 1850 und später | Weitgehend original erhaltenes Gebäude mit platzbildprägender Wirkung, stadtgeschichtliche Bedeutung. Dreigeschossiger, am Platz zweigeschossiger massiver Putzbau, Satteldach, Sandsteingewände, teilweise originale Fenster, zwei originale Tore, Sandsteingesimse, Lisenengliederung, Fassade vereinfacht, Kreuzgratgewölbe, klassizistisches Treppenhaus, originale Innentüren. | 08973490 |
| Weitere Bilder                          | St. Ägidienkirche (mit Ausstattung) | Kirchplatz 11 (Karte) | 1443–1464 (Kirche); 1846–1849 (Kirchtürme) | Imposanter, landschaftsprägender Bau, im Kern spätgotische Hallenkirche, im 19. Jahrhundert weitgehend baulich überformt (Westturmfront), einer der wichtigsten neogotischen Bauten Sachsens, Architekt Carl Alexander Heideloff, Nürnberg, baugeschichtlich, ortsgeschichtlich, städtebaulich, künstlerisch und kunstgeschichtlich von Bedeutung. Bruchsteinbau mit Sandsteingliederung, dreischiffige, fünfjochige Hallenkirche, Chor mit Netzgewölbe (15. Jahrhundert), sonst weitgehend neogotischer Bau von Heideloff, mittelalterliche und neogotische Ausstattung (Altar und Kanzel von Heideloff). | 08973476 |
|                                         | Mietshaus in offener Bebauung | Lazerstraße 2 (Karte) | Um 1925 | Schönes Beispiel qualitätvollen Wohnungsbaus der 1920er Jahre, baugeschichtlich von Bedeutung. Dreigeschossiger massiver Putzbau, Walmdach (Biberschwanzdeckung), Treppenhaus als Risalit mit Zwerchgiebel, Klinkersockel, Fenster und Haustür erneuert, Fassade durch Farbbänder und Gesimse gegliedert, Risalit mit schlichter Klinkergliederung, dreieckige kleine Gauben. | 08973826 |
| Weitere Bilder                          | Mietshaus in offener Bebauung und in Ecklage | Leipziger Straße 1 (Karte) | Um 1895 | Mit Eckladen, repräsentatives Gebäude mit weitgehend erhaltener Gründerzeitfassade, durch exponierte Lage an Promenade straßenbildprägend, baugeschichtlich von Bedeutung. Dreigeschossiger massiver Putzbau, Eckrisalit mit Putznutung, Erdgeschoss mit Putznutung, in Obergeschossen geohrte Kunststeingewände mit Gesims- bzw. Segmentbogenverdachungen, Balkon an verbrochener Ecke, Fenster denkmalgerecht erneuert, originale Haustür mit Oberlicht und Fenstergittern, Granitstufen, originale Innentreppe (Naturstein), originale Wohnungstüren, Windfangtüren, Fußbodenfliesen, Walmdach mit Dachhäuschen. | 08972874 |
|                                         | Straßenwärterstein | Leipziger Straße 29 (vor) (Karte) | 1. Hälfte 19. Jahrhundert | Sandstein, Schrift und Wappen, verkehrsgeschichtlich von Bedeutung zur Markierung des Aufgabenbereichs eines Straßenwärters, in Form eines Rutensteins (?), mit Höhenbolzen mit Höhenpunkt des amtlichen Lagenetzes | 09304941 |
| Weitere Bilder                          | Städtisches Elektrizitätswerk mit zwei Nebengebäuden | Lichtstraße 1 (Karte) | 1909 (Kraftwerk); um 1935 (erstes Nebengebäude); um 1955 (zweites Nebengebäude) | Als erstes Elektrizitätswerk von Oschatz von ortshistorischer und technikgeschichtlicher Bedeutung. - Elektrizitätswerk: historistischer Bau mit vielgliedriger Klinkermischfassade, vielgliedrige Dachlandschaft (Dachpappe), originaler Putz, eingeschossiger Verwaltungstrakt mit Dachreiter, Freitreppe (originales Geländer), originale Haustür und Fenster, Eingangsbereich überdacht, originale Innentüren, Generatorenhalle mit Rundbogenfenstern (original), Lichtschiff, originale Kacheln im Inneren, rückwärtiger Anbau aus den 1950er Jahren kein Denkmal - erstes Seitengebäude: eingeschossiger Bau mit Putzfassade, Klinkersockel, Fensterbändern, Toreinfahrten, zwei Bullaugen mit Fenstergittern, zwei Wandöffnungen zugesetzt, originaler Putz, originale Fenster, Klinkertraufe, Walmdach (Dachpappe), Keller als Luftschutzkeller - zweites Seitengebäude: schlichter Putzbau in zeittypischer Formensprache, Kratzputz, Klinkersockel | 08973804 |
| Weitere Bilder                          | Ehemalige Textilfabrik mit Wollverarbeitungshalle, Heizhaus mit Schornstein und Blockhaus mit Bunker und Schwimmbecken (ehemalige Filzfabrik Ambrosius Marthaus)                                                                              | Lichtstraße 3 (Karte) | 1912, nach Auskunft (Fabrikgebäude); um 1935 (Blockhaus) | Architektonisch qualitätvolle Gebäude, Bunker der 1930er Jahre Zeugnis der nationalsozialistischen Betriebspolitik und Kriegsvorsorgeals, alte Filzfabrik von industriegeschichtlicher und ortsgeschichtlicher Bedeutung. - Heizhaus: Klinkerbau mit Klinkergliederung, Schlot auf oktogonalem Postament, Bandbrücke vom rückwärtigen Teil des Grundstücks - Fabrikhalle: eingeschossiger Ziegelbau (vielschiffige Halle) mit schlichter Ziegelgliederung, flach geneigtes Dach mit hohen Lichtschiffen, filigranes, weit gespanntes Dachtragwerk aus Metall, zweigeschossiger Gebäudeteil mit Mansarddach (Biberschwanzdeckung), auch hier vertikale Klinkergliederung, portikusartige Gestaltung des Eingangsbereiches, originale Fenster, im eingeschossigen Bereich weitgehend später erneuert - Wollverarbeitungshalle: Klinkerbau mit Klinkergliederung, flach geneigtes Dach mit Lichtschiff, originale Fenster - Blockhaus: Sozialeinrichtung der 1930er Jahre, darunter Luftschutzkeller, eingeschossiger Blockbau, auch im Inneren Holzwände, flach geneigtes Satteldach, originale Fenster eingefasst durch rot gefasste Bretter, äußere Eingänge zu Luftschutzkeller flankiert durch Werksteinmauern, originale Metalltüren, vor Gebäude Pool, zwei zum Pool hinauf führende Treppen aus Werksteinplatten, Terrasse des Gebäudes mit Natursteinplatten ausgelegt | 08973801 |
|                                         | Wohnhaus in geschlossener Bebauung und in Ecklage | Lutherstraße 2 (Karte) | Im Kern 16. Jahrhundert / 17. Jahrhundert und später | Einfacher Putzbau, im Kern wertvolle alte Bausubstanz erhalten, wohl ältestes Gebäude am Altmarkt, baugeschichtlich von Bedeutung. Dreigeschossig, äußerlich entstellt, Walmdach (Kronendeckung). | 08974762 |
|                                         | Mietshaus in geschlossener Bebauung | Lutherstraße 5 (Karte) | Um 1885 | Mit Laden, stattlicher Putzbau mit qualitätvoller Gründerzeitfassade, baugeschichtlich von Bedeutung. Dreigeschossig, Fassade mit Putzgliederung, originaler Ladeneinbau, Haustür und Fenster erneuert, Satteldach mit erneuerter Schieferdeckung und neuen Dachhäuschen, zwei Seitenrisalite. | 08972870 |
| Weitere Bilder                          | Mietshaus in offener Bebauung | Lutherstraße 12 (Karte) | Um 1880 | Mit Laden, Gebäude mit sehr repräsentativer Fassadengestaltung, straßenbildprägend und baugeschichtlich von Bedeutung. Dreigeschossiger massiver Putzbau, Fenstergewände im ersten Obergeschoss als Ädikulä gestaltet mit Terrakottakonsolen und Kapitellen, auch im zweiten Obergeschoss und im Traufgesims Terrakottakonsolen, Kunststeingewände, Putz vereinfacht, Fenster erneuert, flaches Walmdach mit neuen Dachhäuschen. | 08972873 |
| Weitere Bilder                          | Wohnhaus in offener Bebauung, ehemals Verwaltungsgebäude (Alte Amtshauptmannschaft) | Lutherstraße 17 (Karte) | Um 1875 | Repräsentatives Gebäude in exponierter Lage an Promenade, als ehemalige Amtshauptmannschaft (von 1876 bis 1927) von ortsgeschichtlicher Bedeutung. Dreigeschossiger Putzbau im Stil der italienischen Renaissance, Putzfassade vereinfacht, in Giebelfeldern Stuckreliefs, Haustür erneuert, originale Wohnungstüren und Kellertür mit Oberlichten, Dienstgebäude der Amtshauptmannschaft mit Direktorenwohnung. | 08972872 |
| Weitere Bilder                          | Wohnhaus in halboffener Bebauung | Lutherstraße 18 (Karte) | Bezeichnet mit 1890 | Für die gründerzeitliche Stadterweiterung charakteristisches Gebäude, mit baugeschichtlicher Bedeutung. Zweigeschossiger Putzbau, Walmdächer (Schieferdeckung), Erker mit engobierten Dachziegeln, Gurtgesims, Haustür original mit Tympanon (Handwerkszeichen), Treppe neu, Fenstervergitterungen und Fenster neu, verkröpfte Fensterverdachungen (Dreieck- und Rundbogenfensterverdachung), falscher neuer Putz, rückseitiger Flügel später (kein Denkmal). | 08974776 |
| Weitere Bilder                          | Ehemaliges Postamt in offener Bebauung, mit zwei seitlichen Toranlagen | Lutherstraße 19 (Karte) | Bezeichnet mit 1885–1886 | Gebäude mit äußerst repräsentativer, qualitätvoller Gründerzeitfassade, ortsgeschichtliche und baugeschichtliche Bedeutung. - Postamt: zweigeschossiger massiver Bau, Granit- und Sandsteinsockel, Klinkermischfassade, Walmdach mit Zwerchgiebeln, Schieferdeckung, originale Haustür, Fenster denkmalgerecht erneuert, zwei Sandsteinreliefs mit Aufschrift „Telegraphie“ bzw. „Post“', originale Nebeneingangstür, Terrakottareliefs - Einfriedung: zwei Tordurchfahrten, Sandsteinpostamente, schmiedeeiserne Tore | 08972886 |
| Weitere Bilder                          | Ehemalige Textilfabrik (Wollwarenfabrik Wilhelm Bieger) | Lutherstraße 20 (Karte) | Bezeichnet mit 1890 | Als alte Wollwarenfabrik von ortsgeschichtlicher und industriegeschichtlicher Bedeutung. Dreigeschossiger Putzbau, Mittel- und Seitenrisalite (hier Eckquaderungen, Sockelgeschoss aus Porphyrgranit, sonst Ziegelmauerwerk), Putz- bzw. Sandsteingewände, alte Fenster, originale Eingangstür mit Drückergarnitur, Freitreppe aus Granit. | 08972726 |
| Weitere Bilder                          | Wohnhaus in offener Bebauung | Lutherstraße 21 (Karte) | Um 1875 | Repräsentativer Putzbau mit Balkon, als gründerzeitliches Gebäude schönes Beispiel bürgerlichen Lebens in Oschatz zur Zeit seiner Erbauung, baugeschichtlich von Bedeutung. Zweigeschossiger massiver Bau, Putzgliederung, Konsolgesims, Mittelrisalit mit Pilastervorlagen, Dreiecksgiebel, vorgelagerter Balkon auf Holzsäulen mit Kapitellen, Fenster und Haustür erneuert, teilweise Gesimsverdachungen, zwei Büstenmedaillons. | 08972887 |
| Weitere Bilder                          | Wohnhaus in offener Bebauung | Lutherstraße 22 (Karte) | Ende 19. Jahrhundert | Als gründerzeitliches Gebäude mit erhaltener Innenausstattung Beispiel der Stadterweiterung der villenartigen Bebauung in der Lutherstraße, baugeschichtliche Bedeutung. Zweigeschossiger Putzbau, Gurtgesimse, Eckbetonung durch Altan mit Balkon, originale Haustür, Fenster denkmalgerecht saniert, Kratzputz, Innenausstattung erhalten. | 08974769 |
|                                         | Wohnhaus in offener Bebauung und daran angebautes Nebengebäude | Lutherstraße 23 (Karte) | Um 1870, später überformt | Qualitätvolles Zeugnis gründerzeitlicher Bebauung des Ortes, mit baugeschichtlicher und straßenbildprägender Bedeutung. - Wohnhaus: zweigeschossiger Putzbau (Edelputz), flaches Walmdach, Sandsteinfenstergewände, Mittelrisalit mit Altan und Rundbogenfenstern, neue denkmalgerechte Fenster, originale Haustür - Nebengebäude: winkelförmig, zweigeschossig, Satteldach, Segmentbogenremiseneinfahrt, teilweise überformt, originaler Putz | 08974775 |
| Weitere Bilder                          | Wohnhaus in offener Bebauung | Lutherstraße 24 (Karte) | Ende 19. Jahrhundert | Historisierende Putzfassade, für die gründerzeitliche Stadterweiterung typisches Gebäude, mit baugeschichtlicher Bedeutung. Zweigeschossig, flaches Walmdach (Schieferdeckung) mit Dachgaube, reich verzierte Fenstergewände, in der rechten Achse Seitenrisalit mit Drillingsfenstern, neuer Putz. | 08974778 |
| Direkt Bild zu diesem Denkmal hochladen | Doppelmietshaus in offener Bebauung | Mannschatzer Straße 2 (Mühlberger Straße 20, 22) (Karte) | Um 1915 | Alte Ortslage Zschöllau, zeittypischer Putzbau mit Laden, Gebäude in markanter platzbildprägender Lage, Reformstil-Architektur, baugeschichtlich von Bedeutung. Massiv, verputzt, bossierter Natursteinsockel, hohes Walmdach (Biberschwanzdeckung) mit breiten Dachhäusern, Kaffgesims, Nordhälfte unsaniert mit Putzgliederung und zwei Figuren über dem Ladeneingangsbereich, alte Fenster teilweise erhalten, Südhälfte teilweise Putzornamentik erhalten, Seitenrisalit mit Walmdach, neue Fenster, saniert. | 08974764 |
| Direkt Bild zu diesem Denkmal hochladen | Villa, mit Einfriedung und Wegepflaster | Mannschatzer Straße 28 (Karte) | Um 1905 | Alte Ortslage Zschöllau, Putzbau mit Fachwerkelementen, weitestgehend original erhaltene, qualitätvolle, historistisches Gebäude mit sehr schönen Jugendstilfenstern, baugeschichtlich von Bedeutung. - Villa: ein- bzw. zweigeschossiges Gebäude, Zwerchhaus mit Krüppelwalmdach, Zierfachwerk, Erker, eingeschossiger Gebäudeteil mit Walmdach, Zierfachwerk im Drempelbereich (teilweise entfernt), originaler Putz mit geputzter Eckquaderung, originale Fenster mit Bleiglas (Jugendstil), Werksteinsockel, originale Haustür mit Fenstergittern, Freitreppe mit schmiedeeisernem Geländer, Biberschwanzdeckung - Pavillon: hölzerner Fachwerkpavillon, Gefache von Innen verbrettert - Wegepflaster von Tor zum Haus: farbiges Öderaner Pflaster - Einfriedung: Mauersockel und -pfosten aus Kunststein, schmiedeeisernes Gitter (Jugendstil), Tor später ersetzt - Pavillon im Garten vor 2015 abgebrochen | 08973807 |
| Direkt Bild zu diesem Denkmal hochladen | Villa mit Einfriedung | Mannschatzer Straße 32 (Karte) | Um 1885 | Alte Ortslage Zschöllau, Putzbau, sehr gut erhaltene Anlage in zeittypischer Formensprache, als ehemalige Gerberei von ortshistorischer und handwerksgeschichtlicher Bedeutung. - Villa: eingeschossiger massiver Putzbau, Drempelzone, Zwerchgiebel, originale Fenster und fast alle Winterfenster, Sandsteingewände, originale Haustür, schlichte Putzgliederung, im Drempelbereich Putz ornamentiert, originale Haustür, originale Freitreppe mit schmiedeeisernem Geländer, hölzerner Windfang, Werksteinsockel (steinsichtig) - Einfriedung: Mauerpfosten (Ziegel, verputzt), teilweise Sandsteinbekrönungen, schmiedeeiserne Gitter - Gerberei im Hof: zweigeschossiger massiver Bau, verputzt, Sandsteingewände, Satteldach mit Biberschwanzdeckung, zwei übereinander liegende Hechtgauben, originaler Putz, geputzte Eckquaderung, eingeschossiger Vorbau mit Sandsteingewänden, einige Wandöffnungen verändert | 08973806 |
|                                         | Wohnhaus in offener Bebauung | Mühlberger Straße 2 (Karte) | Bezeichnet mit 1885 | Reich gegliederte Putzfassade, gut erhaltenes Gebäude in zeittypischer Formensprache, baugeschichtlich von Bedeutung. Zweigeschossiger massiver Bau, Werksteinsockel, originale Haustür, Fenster später erneuert, Satteldach (Biberschwanzdeckung) mit Schleppgauben, Sandsteingewände, originale Haustür und Innentüren und Fußbodenfliesen, ein Fenster vergrößert. | 08973805 |
|                                         | Doppelmietshaus in offener Bebauung | Mühlberger Straße 20, 22 (Mannschatzer Straße 2) (Karte) | Um 1915 | Alte Ortslage Zschöllau, zeittypischer Putzbau mit Laden, Gebäude in markanter platzbildprägender Lage, Reformstil-Architektur, baugeschichtlich von Bedeutung. Massiv, bossierter Natursteinsockel, hohes Walmdach (Biberschwanzdeckung) mit breiten Dachhäusern, Kaffgesims, Nordhälfte unsaniert mit Putzgliederung und zwei Figuren über dem Ladeneingangsbereich, alte Fenster teilweise erhalten, Südhälfte teilweise Putzornamentik erhalten, Seitenrisalit mit Walmdach, neue Fenster, saniert. | 08974764 |
| Weitere Bilder                          | Marktbrunnen | Neumarkt (Karte) | 1588–1589, heute Kopie | Historischer Marktbrunnen mit vier toskanischen Säulen, bedeutendes Werk der Renaissancezeit in reicher Gestaltung, von platzbildprägender Wirkung, ortsgeschichtlich und künstlerisch von Bedeutung. Runder Wasserkasten, Postamente mit vier speienden Löwenköpfen, darauf toskanische Säulen, die Gebälk tragen, als Bekrönung schreitender Löwe mit Oschatzer Stadtwappen. 1588/1589 von Gregor Richter nach Vorbild des nicht mehr vorhandenen goldenen Brunnens in Leipzig geschaffen , renoviert 1732 und 1937. | 08972758 |
| Weitere Bilder                          | Rathaus | Neumarkt 1 (Karte) | 1537; 1595 (Ratsstube); 1842, Wiederaufbau nach Stadtbrand | Imposantes, architektonisch qualitätvolles Gebäude in der Formensprache der Renaissance und Neorenaissance, Putzbau mit Freitreppe, Volutengiebel und Turm, nach Stadtbrand 1842 Wiederaufbau durch den bedeutenden Dresdner Architekten Gottfried Semper, am Gebäude Strafinstrumente (Korbpranger und Eisenkette sogenannte „Steinerne Flaschen“) und die „Brüderköpfe“ (zwei Reliefköpfe vom alten Torschreiberhaus am Brüdertor), baugeschichtlich, künstlerisch und ortshistorisch bedeutsam. Viergeschossiger massiver Putzbau mit Volutengiebel und Turm, langgestreckter Renaissance- bzw. Neorenaissancebau, Ratsstube von 1595, Freitreppe aus Sandstein mit Wappen- und Bildnisreliefs (1538), Rathausturm mit Korbpranger (1532), steinerne Flaschen (1526), Schlussstein des Ratsgefängnisses (1538), zwei steinerne Brüderköpfe vom Brüdertor, Ausstattung u. a. mit Strafinstrumenten von 1532 (Korbpranger), Zeugnisse städtischer Gerichtsbarkeit. | 08973477 |
|                                         | Wohnhaus in halboffener Bebauung, ehemalige Ratsapotheke | Neumarkt 2 (Karte) | 16. Jahrhundert und später | Renaissancehaus in platzbildprägender Lage, baugeschichtlich von Bedeutung. Dreigeschossiger massiver Putzbau, in den Obergeschossen originales Sandsteingewände, im Erdgeschoss erneuert, Fenster und Haustür erneuert, Satteldach mit Fledermausgaube, rückwärtig zweigeschossig, eine Achse mit turmartigem zweiten Obergeschoss mit Dreiecksgiebel, Putzgewände und Fensterläden erneuert. | 08973486 |
|                                         | Wohnhaus in geschlossener Bebauung | Neumarkt 3 (Karte) | Im Kern um 1600, später überformt | Im Kern ein Renaissancegebäude, bauhistorische und städtebauliche Bedeutung. Zweigeschossiger massiver Putzbau mit profilierten Sandsteingewänden, Satteldach (Biberschwanzdeckung) vier neue Schleppgauben. | 08972729 |
|                                         | Ehemaliges Amtshaus, heute Wohnhaus in geschlossener Bebauung | Neumarkt 4 (Karte) | 1616–1617 und später | Von Kurfürst Johann Georg I. errichtetes Gebäude, marktbildprägender Renaissancebau, Putzfassade mit Tordurchfahrt und Volutengiebel, von landesgeschichtlicher, bauhistorischer und ortsgeschichtlicher Bedeutung. Dreigeschossiger massiver Bau, Satteldach, Zwerchhaus mit Volutengiebel, originale profilierte Sandsteingewände, Putz erneuert, Rundbogenportal mit Sandsteinquadern, alte Haustür, Torgewölbe, Gebäude 1951 renoviert. | 08972730 |
|                                         | Ehemaliger Gasthof „Zum Goldenen Stern“ in geschlossener Bebauung | Neumarkt 5 (Karte) | Um 1842 und später, Kern möglicherweise älter | Zeittypische Putzfassade, Teil der durch den Wiederaufbau nach dem Brand von 1842 geprägten Platzwand des Neumarktes, qualitätvolle Fassadengestaltung, als ehemaliger Gasthof von ortsgeschichtlicher Bedeutung. Dreigeschossiger massiver Bau, klassizistische Fassade (um 1842), Sandsteingewände, schlichte Putzgliederung, Treppenabsatz mit böhmischen Kappen, Konsolgesims. | 08972732 |
|                                         | Wohnhaus in geschlossener Bebauung, mit alten Kellern | Neumarkt 6 (Karte) | Um 1842 und später, im Kern älter (Wohnhaus); 13. Jahrhundert (Keller) | Mit Laden, Teil der durch den Wiederaufbau nach dem Brand von 1842 geprägten Platzwand des Neumarktes, qualitätvolle Fassadengestaltung im Rundbogenstil, baugeschichtlich von Bedeutung. Dreigeschossig, massiver Putzbau mit Rundbogenfenstern, Konsolfries, Sandsteingewände, Überschlaggesimse mit Palmettenbekrönung, Haustür und Ladentür erneuert. | 08972733 |
|                                         | Wohnhaus in geschlossener Bebauung und Hofgebäude | Neumarkt 7 (Karte) | Um 1842 und später | Mit Laden, zeittypische Putzfassade, jüngerer Schweifgiebel, Teil der durch den Wiederaufbau nach dem Brand von 1842 geprägten Platzwand des Neumarktes, qualitätvolle Fassadengestaltung, baugeschichtlich von Bedeutung. Natursteingewände, Ladeneinbau, klassizistische Haustür, bekrönender Giebel, alte Fenster. | 08972734 |
| Direkt Bild zu diesem Denkmal hochladen | Wohnhaus in geschlossener Bebauung | Neumarkt 8 (Karte) | Um 1843 | Mit Laden, Teil der durch den Wiederaufbau nach dem Brand von 1842 geprägten Platzwand des Neumarktes, qualitätvolle Fassadengestaltung und qualitätvolle Gestaltung des Ladenbereiches, baugeschichtlich von Bedeutung. Dreigeschossiger massiver Putzbau mit originalem Putz, schlichte Putzgliederung, Fassade teilweise vereinfacht, rechter Ladeneinbau Anfang 20. Jahrhundert mit Schauvitrinen. | 08972759 |
|                                         | Wohnhaus (mit Löwen-Apotheke) in geschlossener Bebauung | Neumarkt 9 (Karte) | Um 1842, im Kern älter; nachträglich bezeichnet mit 1647 | Teil der klassizistischen Platzwand des Neumarktes, als seit 1510 belegter Apothekenstandort, von ortsgeschichtlicher Bedeutung. Dreigeschossiger Putzbau, Satteldach mit neuen Dachhäuschen, neue Biberschwanzdeckung, Konsolgesims, Sandsteingewände, Fenster denkmalgerecht erneuert, Fenster im ersten Obergeschoss mit Dreiecksverdachung, Erdgeschoss mit rundbogigen Wandöffnungen. | 08973478 |
|                                         | Wohnhaus in geschlossener Bebauung | Neumarkt 10 (Karte) | Um 1842, im Kern möglicherweise älter | Mit Laden, zeittypische Putzfassade in qualitätvoller Gestaltung, Teil der durch den Wiederaufbau nach dem Brand von 1842 geprägten Platzwand des Neumarktes, baugeschichtlich von Bedeutung. Dreigeschossiger massiver Bau mit Konsolgesims, originale Fenstergewände aus Naturstein (im ersten Obergeschoss mit Bekrönung), im Erdgeschoss Putzquaderung, neue Haustür nach historischem Vorbild mit originalen Gittern. | 08972736 |
| Direkt Bild zu diesem Denkmal hochladen | Wohnhaus in geschlossener Bebauung | Neumarkt 11 (Karte) | Um 1842, im Kern möglicherweise älter | Mit Laden, Teil der durch den Wiederaufbau nach dem Brand von 1842 geprägten Platzwand des Neumarktes, qualitätvolle Fassadengestaltung mit Kolossalpilastern, baugeschichtlich von Bedeutung. Dreigeschossiger massiver Putzbau mit kolossaler Pilastergliederung in den Obergeschossen, Gesimsgliederung, Natursteingewände, Erdgeschoss stark verändert. | 08972737 |
|                                         | Wohnhaus in geschlossener Bebauung, mit westlichem Hofgebäude | Neumarkt 12 (Karte) | 1843 und später, im Kern möglicherweise älter | Mit Laden, zeittypische Putzfassade in qualitätvoller Gestaltung, Teil der durch den Wiederaufbau nach dem Brand von 1842 geprägten Platzwand des Neumarktes, baugeschichtlich von Bedeutung. Dreigeschossiger massiver Bau, Putznutung im Erdgeschoss, originale Gewände und Verdachungen in den Obergeschossen, Flachreliefs in Brüstungsfeldern des ersten Obergeschosses, Konsolgesims, originale Haustür mit Oberlicht, alte Fenster, qualitätvolle Ladeneinbauten um 1910. | 08972738 |
|                                         | Stadtpark und Weinberghaus (Sachgesamtheit) | Parkstraße 12a (Karte) | Um 1885, nördlicher Teil (Stadtpark); 1888–1910, südlicher Teil (Waldpark) | Sachgesamtheit Stadtpark und Weinberghaus mit folgenden Einzeldenkmalen: Gasthaus, sowjetischer Ehrenfriedhof mit Ehrenmal sowie Gedenkstein für die Opfer des Faschismus (siehe Einzeldenkmale 08973818); bestehend aus einem offenen, landschaftlich gestalteten nördlichen Parkteil und einem landschaftlich-waldparkartig gestalteten, mit Bodenmodellierung und Flächengliederung, geschwungenem Wegesystem, Blickbeziehungen, sowie struktur- und raumbildender Bepflanzung, von stadtgeschichtlicher, städtebaulicher und landschaftsgestalterischer Bedeutung. Landschaftliche Anlage des 19. Jahrhunderts, im nördlichen Bereich offener gestaltet mit Wiesenräumen, Sölitärgehölzen und lockeren Baumgruppen, südlich der Naundorfer Straße waldparkartig gestaltet. - Erschließung: drei Wegeanbindungen von der Parkstraße, weitere Zugänge über den Fußweg an der Döllnitz, landschaftlich geschwungenen Wege mit wassergebunden Decken bzw. Schotterdecken - Altgehölzbestand aus u. a. Stiel-Eiche (Quercus robur), Rot-Eiche (Quercus rubra), Rot-Buche (Fagus sylvatica), Berg-Ahorn (Acer pseudoplatanus) und Spitz-Ahorn (Acer platanoides), aber auch Linde (Tilia spec.) und Hainbuche (Carpinus betulus), im nördlichen Bereich Rhododendren, als dendrologische Besonderheiten finden sich eine alte Sumpf-Eiche (Quercus palustris) und mehrere Esskastanien (Castanea sativa), nördlich des Weinberghauses befinden sich im ehemaligen Gastwirtschaftsgarten noch einige alte Winter-Linden (Tilia cordata) - Wasserelemente: Quelleinfassung nördlich der Weinbergschänke, mehrere kleine Bachläufe im südlichen Bereich, kleiner runder Teich im nördlichen Bereich - Bodenrelief: Gelände von Osten nach Westen hin abfallend, Blickbeziehungen: oberhalb der Döllnitz platzartige Aufweitungen der Wege mit Aussicht in die Landschaft und über die Stadt, zum Rathaus und zur Kirche St. Aegidien. | 09305859 |
|                                         | Gasthaus, sowjetischer Ehrenfriedhof mit Ehrenmal sowie Gedenkstein für die Opfer des Faschismus (Einzeldenkmale zu ID-Nr. 09305859) | Parkstraße 12a (Karte) | Mitte 19. Jahrhundert (Gasthaus); 1946 (Mahn- und Gedenkstätte); um 1950 (OdF-Gedenkstein) | Einzeldenkmale der Sachgesamtheit Stadtpark und Weinberghaus; Friedhof Begräbnisort von mehr als 100 sowjetischen Kriegstoten, die Ausflugsgaststätte Weinberghaus von stadtgeschichtlicher Bedeutung. - Sowjetischer Ehrenfriedhof mit Ehrenmal: errichtet 1946, Sammelgrab, Treppenanlage aus Kunststein - im Zentrum der Anlage das Denkmal: um 1960 in Stadtpark umgesetzt, Monument aus Granitblöcken, auf einem flachen Sockel rechteckiger Quader, an den Schmalseiten abgestuft, an den Schmalseiten zwei lebensgroße Plastiken von Sowjetsoldaten (Kunststein), gekrönt von Sowjetstern mit Hammer und Sichel, an der Vorderseite des Oberteils eingelassene Tafel mit ehrender Inschrift, an der Rückseite Tafel mit Namen - Gedenkstein für Opfer des Faschismus: Granitquader, Relief einer zum Friedensgruß erhobenen Hand, bekrönende Schale, umgebende Fläche mit Kunststeinplatten ausgelegt, rundbogiges Relief mit leidenderFamilie und Totenschädel, rotem Winkel und Namen von Konzentrationslagern | 08973818 |
| Weitere Bilder                          | Bankgebäude in halboffener Bebauung (ehemalige Oschatzer Bank) | Promenade 12 (Karte) | 1908 | Architektonisch qualitätvolles Gebäude, im Reformstil der Zeit um 1910, Architekt Karl Poser, Leipzig, straßenbildprägender und baugeschichtlicher Wert, als ehemalige Oschatzer Bank zudem von ortsgeschichtlicher Bedeutung. Zweigeschossiger massiver Putzbau, vielgliedrige Dachlandschaft, Bruchsteinsockel, Fenster, Putz und Dachdeckung erneuert, originale Fenstergitter, Werksteinsockel, originales Portal, darüber sächsisches Wappen, Eingangstür erneuert. | 08973494 |
| Weitere Bilder                          | Mietshaus in halboffener Bebauung mit Einfriedung | Promenade 14d (Karte) | Um 1905 | Putzbau mit Holzbalkons und Fachwerk-Elementen, Jugendstildekor, architektonisch qualitätvolles Gebäude, durch Lage an Promenade mit stadtbildprägender Wirkung, baugeschichtlich von Bedeutung. - Mietshaus: dreigeschossiger, massiver Putzbau, teilweise noch sehr aufwändige Jugendstilfenster, Fenster sonst erneuert, Loggien mit Holzbrüstungen, Satteldach mit Schleppgaube und Zwerchhaus, Biberschwanzdeckung, dreigeschossiger Erker mit Zwerchgiebel, originale Haustür - Einfriedung: Pfosten aus Kunststein, schmiedeeiserne Gitter | 08972852 |
| Weitere Bilder                          | Mietshaus in halboffener Bebauung | Promenade 14e (Karte) | Um 1905 | Putzbau mit Fachwerk-Elementen und Jugendstildekor, architektonisch qualitätvolles Gebäude, durch Lage an Promenade mit stadtbildprägender Wirkung, baugeschichtlich von Bedeutung. Dreigeschossig, Ecke mit turmartigem viertem Fachwerkgeschoss, Fassade mit Jugendstilelementen gestaltet, Biberschwanzdeckung erneuert, Fenster erneuert, Sockel mit Putzkanneluren. | 08972853 |
| Weitere Bilder                          | Wohnhaus in offener Bebauung | Promenade 16 (Karte) | Um 1800 | Barocker Putzbau mit Mansarddach, eine Zeit lang als sogenannter Volkskindergarten genutzt, stadtgeschichtlich von Bedeutung | 09305840 |
| Weitere Bilder                          | Ehemaliges Postgebäude in offener Bebauung | Promenade 33 (Karte) | 1835 | Stattlicher klassizistischer Putzbau, nahe der Ausfallstraße nach Leipzig gelegen, baugeschichtlich und ortsgeschichtlich von Bedeutung | 09305841 |
| Weitere Bilder                          | Wohnhaus in offener Bebauung | Promenade 35 (Karte) | Um 1875 | Gebäude mit straßenseitig weitgehend original erhaltener, gründerzeitlicher Fassade, schönes Zeugnis bürgerlichen Lebens in Oschatz zur Zeit seiner Erbauung, baugeschichtlich von Bedeutung. Zweigeschossiger massiver Putzbau, straßenseitig originale Putzgliederung, sonst vereinfacht, Mansarddach (Dachpappe), Fenster erneuert, einige Fensteröffnungen zugesetzt. | 08972888 |
| Weitere Bilder                          | Wohnhaus in halboffener Bebauung und in Ecklage, mit Garage im Hof und Hofpflaster | Reithausstraße 1 (Karte) | 1864–1865 | Im Kern Bau des Historismus, qualitätvolle eigenwillige Überformung in gemäßigt modernen Formen der 1920er Jahre, exponierte Position durch Ecklage zur Promenade, einst Wohnhaus der Waagen-Fabrikantenfamilie Ernst Friedrich Pfitzer, später Arztwohnhaus mit Praxis, ortshistorisch und baugeschichtlich von Bedeutung. - Wohnhaus: zweigeschossiger massiver Putzbau, Mittelrisalit mit neobarockem Sandsteinportal, originale Haustür, originale Fenster (teilweise Hebefenster), Fensterläden weitgehend erhalten, zwei originale Eingangstüren - Garage: eingeschossiger massiver Putzbau, Walmdach mit Biberschwanzdeckung, originale Tür, Hofpflaster | 08972878 |
|                                         | Mietshaus (mit zwei Hausnummern) in geschlossener Bebauung, mit Waschhaus im Hof | Reithausstraße 1a, 1b (Karte) | 1929 | Putzfassade mit Klinkerportal, Gebäude mit qualitätvoller Fassadengestaltung, im Hof selten gewordenes zeittypisches Waschhaus, baugeschichtlich von Bedeutung. - Mietshaus: Putzbau, Ziegelsockel und expressionistisches Portal aus Ziegeln, originale Fenster, originale Haustür, Biberschwanzdeckung, Schleppgauben, zwei originale Tordurchfahrten - Waschhaus: eingeschossiger massiver Putzbau mit Walmdach, originale Tür, originale Fenster, an dieser Stelle ehemals Fabrikgebäude der Firma Ernst Friedrich Pfitzer, Waagenfabrik, diese 1930 liquidiert | 08972877 |
|                                         | Ehemalige Reithalle, später Feuerwehrhaus | Reithausstraße 2 (Karte) | Ende 19. Jahrhundert | Als ehemalige Reithalle der Ulanen von ortshistorischer Bedeutung. Langgestreckter zweigeschossiger Putzbau, Satteldach, Gestaltung der Fassade durch Sandsteinpilaster, im Giebel Segmentbogenblindfeld mit Zwillingsfenster, Segmentbogenfenster im zweiten Obergeschoss, neue Toreinfahrten der Freiwilligen Feuerwehr. | 08974779 |
|                                         | Herrenhaus und Torpfosten eines Stadtgutes (Thalgut) | Riesaer Straße 23 (Karte) | Um 1875 | Schönes Beispiel großbäuerlicher Bauweise im späteren 19. Jahrhundert, baugeschichtlich und ortsgeschichtlich von Bedeutung. - Bauernhaus: zweigeschossiger Putzbau, Putzsockel, zeittypische Putzgliederung, Fenster erneuert, Sandsteingewände, Satteldach (neue Deckung), Dachhäuschen (verschiefert), originale Innentüren, Mittelrisalit mit Zwerchhaus, originales Treppenhaus - Torpfosten: massiv, Putznutung, Kugelbekrönung (Sandstein) | 08973829 |
| Direkt Bild zu diesem Denkmal hochladen | Wohnhaus eines Stadtgutes | Riesaer Straße 28 (Karte) | 18. Jahrhundert und später | Putzfassade mit hohem Mansardkrüppelwalmdach, als Gebäude eines ehemaligen Stadtgutes mit markanter Kubatur von ortshistorischer und sozialgeschichtlicher Bedeutung. Zweigeschossiger massiver Bau, Fensteröffnungen teilweise erhalten, Fenster neu, Haustür neu, teilweise überformt, alte Kubatur, zur Wagenfabrik gehörig. | 08974763 |
| Direkt Bild zu diesem Denkmal hochladen | Ehemalige Kaserne | Riesaer Straße 30 (Karte) | 18. Jh. (Scheune) | Langgestreckter Putzbau mit historistischem Fassadendekor, bezugnehmend auf die ehemalige Funktion als Privatkaserne, Quartier der 4. Eskadron des Ulanenregiments Nr. 17, später Wohn- und Gewerbenutzung, von ortshistorischer und zeitgeschichtlicher Bedeutung | 09306785 |
|                                         | Wohnhaus, daran angebautes Seitengebäude, Scheune, straßenseitiges Seitengebäude und Einfriedung mit Toreinfahrt eines Stadtgutes | Riesaer Straße 32 (Karte) | Um 1800 (Stadtgut); bezeichnet mit 1877, im Kern älter (Wohnhaus) | Imposante spätbarocke Hofanlage, zum Teil in Fachwerkbauweise, als ehemaliges Stadtgut von bauhistorischer und ortsgeschichtlicher Bedeutung. - Wohnhaus: zweigeschossiger massiver Putzbau, Mansarddach (Deckung erneuert), Sandsteingewände, Fenster erneuert, alte Haustüren - Scheune: massiver Putzbau, Halbwalmdach (Deckung erneuert), Wandöffnungen vermutlich verändert, im Giebel Halbkreisfenster - Auszugshaus: zweigeschossiger Bau, Erdgeschoss massiv, Obergeschoss Fachwerk, Erdgeschoss verändert, spätere Fenster, Halbwalmdach (neue Deckung), rückwärtig massiv, Wandöffnungen verändert - Seitengebäude: zweigeschossiger Bau, Erdgeschoss massiv, teilweise Sandsteingewände, Obergeschoss Fachwerk (straßenseitig massiv), Halbwalmdach (erneuerte Deckung), kleiner Anbau mit Krüppelwalmdach, nördliches Seitengebäude bildete mit westlichem Seitengebäude (vor 2015 abgebrochen) einen Winkelbau - Einfriedung: verputztes Mauerwerk und Torpfosten, Kugelbekrönung, Radabweiser (Granit) | 08973830 |
| Weitere Bilder                          | Drei Sühnekreuze | Riesaer Straße 32 (vor) (Karte) | Vermutlich 15./16. Jahrhundert | Zwei Steinkreuze und ein Kreuzstein, Objekte mit rechtsgeschichtlicher Bedeutung. - erstes Kreuz: Granitkreuz mit zum Kreuzstamm konisch zulaufenden kurzen Kreuzarmen - zweites Kreuz: Granitplatte, beidseitig mit Kreuzrelief - drittes Kreuz: Granitkreuz mit kurzen Kreuzarmen | 08973813 |
| Direkt Bild zu diesem Denkmal hochladen | Torbau neben einem Wohnhaus | Ritterstraße 13 (Karte) | 19. Jahrhundert | Straßenbildprägend, typisch für die vom Markt bergabführenden Straßen, ortsentwicklungsgeschichtlich von Bedeutung. Biberschwanzdeckung, innen Holzbalkendecke, Holztor später erneuert. | 08974787 |
| Direkt Bild zu diesem Denkmal hochladen | Druckereigebäude in geschlossener Bebauung (ehemalige Buch- und Steindruckerei Fedor Göthel) | Rosmarinstraße 9 (Karte) | Um 1870 | Zeittypischer Putzbau, frühes Zeugnis der Industrialisierung in Oschatz, als Gebäude einer ehemaligen Druckerei von ortsgeschichtlicher Bedeutung. Zweigeschossiger, massiver Bau mit originaler Putzgliederung, Putzspiegel mit Firmenaufschrift, Fenster erneuert, Wandöffnungen im Erdgeschoss verändert. | 08972705 |
| Direkt Bild zu diesem Denkmal hochladen | Wohnhaus in geschlossener Bebauung | Rosmarinstraße 21 (Karte) | Um 1850, im Kern älter | Rückwärtiges Gebäude im Zusammenhang mit dem Haus Altoschatzer Straße 9, schönes Zeugnis der blockdurchziehenden Grundstücke mit repräsentativem Vorderhaus und schlichtem Hinterhaus, ortsentwicklungsgeschichtlich von Bedeutung. Zweigeschossiger massiver Putzbau, Hintergebäude von Altoschatzer Straße 9, Sandsteingewände (im Obergeschoss profiliert, Renaissance ?), Fenster erneuert, originale Haustür, späterer Garageneinbau, profiliertes Traufgesims. | 08972907 |
| Direkt Bild zu diesem Denkmal hochladen | Ehemalige Ratsbrauerei in offener Bebauung | Rosmarinstraße 44 (Karte) | Um 1616 und später | Als alte kommunale Brauerei mit teilweise bis in die Renaissance zurückgehender Bausubstanz von besonderer ortsgeschichtlicher Bedeutung. Bruchsteinbau mit Walmdach, alter Putz, Kreuzgratgewölbe, teilweise Sandsteingewände. Bereits 1508 erwähnt, im Kern wohl um 1616, danach mehrfach verändert, besonders nach dem zweiten Stadtbrand 1842. | 08972710 |
| Weitere Bilder                          | Gedenkkreuz und Lutherbuche | Rudolf-Breitscheid-Straße (Karte) | 1917 (Lutherbuche); bezeichnet mit 1917 (Denkmal) | Zum 400. Jahrestag der Reformation errichtetes Kreuz, Zeugnis protestantischer Gedenkkultur. Die Anlage in Oschatz, aus Rot-Buche und Gedenkstein bestehend, erinnert an Luther selbst, an ein 1917 weit verbreitetes und kirchlich/religiös bedeutsames Gedenken sowie an ein für den Ort Oschatz wichtiges Ereignis. Sie ist somit personengeschichtlich, kulturgeschichtlich und ortsgeschichtlich bedeutend. - Gedenkkreuz: aus Terrazzo, Sockel aus anderem Kunststein, Aufschrift „1517/ Martin Luther/ 1917/ errichtet 1917/ zum 400. Jahrestag der Reformation“ - Lutherbuche: Blutbuche (Fagus sylvatica f. purpurea) Lutherbäume wurden zum Gedenken an die Person Martin Luthers bzw. das Wirken des Reformators gepflanzt. Bekanntestes Beispiel ist die Luthereiche in der Lutherstadt Wittenberg, an deren Standort Luther 1520 sein Exemplar der päpstlichen Bannandrohungsbulle Exsurge Domine verbrannte. Im Jahr 1883 wurden anlässlich des 400. Geburtstags von Martin Luther in vielen, in der Regel mehrheitlich evangelisch-lutherischen Orten Lutherbäume gepflanzt. Diese Bäume stehen zumeist auf Plätzen vor Kirchen oder sonstigen zentral gelegenen Standorten. Dabei ist die Verwendung einer Buche eher ungewöhnlich. Mehrheitlich wurden Eichen und Linden gepflanzt. Zur Pflanzung weiterer Lutherbäume kam es im Jahre 1917 anlässlich des 400-jährigen Jubiläums der Reformation und 1933 zum 450. Geburtstag Martin Luthers. | 08973820 |
|                                         | Schulgebäude mit Einfriedung (ehemaliges Lehrerseminar) | Rudolf-Breitscheid-Straße 1 (Karte) | 1872–1874 | Als ehemaliges Königliches Lehrerseminar erbaut, stattlicher Historismusbau, von bildungsgeschichtlicher und ortsgeschichtlicher Bedeutung. - Schule: dreigeschossiger massiver Putzbau, Mittel- und Eckrisalite, Konsolgesims, Büstenreliefs in Drempelzone des Mittelrisalits, geohrte Fenstergewände (Sandstein), Fenster, Putz, Eingangstür und Treppe erneuert, Sandsteinsockel, Turnhalle von 1874, Hintergebäude von 1906/07 - Einfriedung: straßenseitig, Bruchsteinmauerwerk, Sandsteinplattenbekrönung | 08973819 |
| Weitere Bilder                          | Villa mit Einfriedung | Rudolf-Breitscheid-Straße 2 (Karte) | Um 1885 | Weitgehend original erhaltenes Gebäude, qualitätvolle Gestaltung mit Elementen des Schweizer Stils, schönes Zeugnis bürgerlichen Lebens in der 2. Hälfte des 19. Jahrhunderts, baugeschichtlich von Bedeutung. - Villa: eingeschossiger massiver Putzbau, Granitsockel, Putzgliederung, Risalit mit Zwerchhaus, zwei Vorgespärre, Dach neu gedeckt, liegende Fenster, Fenster weitgehend original, veränderter Eingangsbereich - Einfriedung: schmiedeeiserne Gitter | 08972884 |
|                                         | Villa mit Einfriedung | Rudolf-Breitscheid-Straße 2a (Karte) | 1909 | Putzbau mit Sandstein-Dekor und hohem Mansarddach, Reformstil-Architektur, Gebäude mit wertvoller Originalsubstanz in exponierter Lage, straßenbildprägend und baugeschichtlich von Bedeutung. - Villa: eingeschossiger Putzbau, hohes Mansarddach (Schieferdeckung) mit Dacherkern, Mittelachse betont durch Runderker im Erdgeschoss und hohes Zwerchhaus mit Ochsenauge, teilweise Reliefs zwischen den Zwillingsfenstern erhalten (vermutlich Sandstein), Fensteröffnungen teilweise verändert, Innenausstattung größtenteils erhalten - Einfriedung: Klinkermauerwerk, teilweise verputzt, abwechselnd mit schmiedeeisernem Zaun | 08974773 |
| Weitere Bilder                          | Villa mit Remisengebäude und Einfriedung | Rudolf-Breitscheid-Straße 3 (Karte) | Bezeichnet mit 1889 | Reich gestalteter Klinkerbau, schönes Zeugnis großbürgerlichen Lebens im späten 19. Jahrhundert, baugeschichtlich von Bedeutung. - Villa: eingeschossiger massiver Bau, Klinkermischbauweise, Elemente der deutschen Renaissance, teilweise originale Fenster, vielgliedrige Dachlandschaft (Dachpappe), späterer Treppenhausanbau - Remise: zweigeschossiger massiver Bau, flaches Satteldach, Klinker- bzw. Putzfassade - Einfriedung: schmiedeeisernes Gitter auf Sandsteinsockel, Torpfosten aus Granit. | 08973821 |
| Weitere Bilder                          | Mietvilla mit Einfriedung | Rudolf-Breitscheid-Straße 4 (Karte) | Um 1890 | Historisierender Putzbau mit zweigeschossiger Holzveranda, weitgehend original erhaltenes Gebäude, schönes Zeugnis bürgerlichen Lebens in Oschatz zur Zeit seiner Erbauung, baugeschichtlich von Bedeutung. Zweigeschossiger massiver Bau, Putzsockel, Putzgliederung, Kunststeingewände, Mansarddach, hölzerne zweigeschossige Loggien mit aufwändigen originalen Fenstern, sonst alle Fenster erneuert, Dachpappe, Einfriedung. | 08972885 |
| Weitere Bilder                          | Villa und Remisengebäude | Rudolf-Breitscheid-Straße 5 (Karte) | Um 1890 | Kräftig gegliederter Putzbau mit Fachwerk-Dachgeschoss, weitgehend original erhaltenes Zeugnis großbürgerlichen Lebens im späten 19. Jahrhundert, baugeschichtlich von Bedeutung. - Villa: zweigeschossiger massiver Bau, hoher Werksteinsockel, im Erdgeschoss reich gegliederte Putzfassade mit Stuckornamenten, Obergeschoss mit Zierfachwerk und Zwerchgiebeln, Fenster und Dachdeckung erneuert - Remise: eingeschossiger Putzbau, Satteldach (Biberschwanzdeckung erneuert), heute Garage, Putz vereinfachend erneuert, Fassade umgestaltet | 08973822 |
|                                         | Mietvilla mit Einfriedung | Rudolf-Breitscheid-Straße 5a (Karte) | Bezeichnet mit 1900 | Historisierender Putzbau mit Fachwerkgiebel und Holzveranda, schönes Zeugnis bürgerlichen Lebens im späten 19. Jahrhundert, baugeschichtlich von Bedeutung. Zweigeschossiger massiver Bau, schlichte Putzgliederung, Kunststeingewände, originale Fenster und Winterfenster, Dachhäuschen im Schweizer Stil, Mittelrisalit mit Zwerchgiebel (Fachwerk), gotisierende Reliefs, zweigeschossiger hölzerner Loggiaanbau, Walmdach (Schieferdeckung), Klinkersockel, originale Haustür mit Gittern, Eingangsvorbau (Fachwerk, Klinkerausfachung), originale Außentreppe (Sandsteinstufen). | 08973823 |
| Weitere Bilder                          | Mietvilla mit Einfriedung und Toranlage | Rudolf-Breitscheid-Straße 9 (Karte) | Um 1890 | Zeittypischer Putzbau, schönes Zeugnis bürgerlichen Lebens im späten 19. Jahrhundert, baugeschichtlich von Bedeutung. - Villa: zweigeschossiger massiver Bau, Mansarddach (Schiefer), aufwändige Gewände, Putz später erneuert, Fenster erneuert, originale Haustür, darüber Reliefplatte, Dachhäuschen im Schweizer Stil, hölzerner Eingangsvorbau - Einfriedung: schmiedeeisernes Gitter auf Werkstein/Ziegelsockel, geputzte Torpfosten mit Sandsteinbekrönung, Tor mit Initialen („FL“), alte Einfriedung an Berufsschulstraße durch Jägerzaun ersetzt | 08973824 |
| Weitere Bilder                          | Wohn- und Verwaltungsgebäude eines Schlachthofes | Schlachthofstraße 1 (Karte) | Um 1895 | Zeittypische Klinkerfassade, architektonisch qualitätvolles Gebäude, schönes Zeugnis der Stadtentwicklung, baugeschichtlich und ortsgeschichtlich von Bedeutung. Zweigeschossiger massiver Ziegelbau, Ziegelgliederung, Werksteinsockel, originale Haustüren mit Gittern, originale Fenster, Kunststeingewände, Mansarddach mit Dachhäuschen, Biberschwanzdeckung erneuert, Freitreppe (Wangen gekachelt) mit Keramikrelief eines Agnus Dei. | 08973802 |
|                                         | Transformatorenstation | Schlachthofstraße 2 (bei) (Karte) | Um 1915 | Als frühes Transformatorenhaus ein Zeugnis von technikgeschichtlicher Bedeutung. Schlichter Klinkerbau mit Klinkergliederung, Walmdach mit Biberschwanzdeckung. | 08973803 |
|                                         | Niedermühle mit Mühlentechnik | Schmorlstraße 4 (Karte) | Bezeichnet mit 1870 (Mühle); 1912 (Mühlentechnik); 1950 nach Auskunft (Mühlentechnik) | Als Mühle mit Ausstattung an altem Mühlenstandort von ortsgeschichtlicher und technikgeschichtlicher Bedeutung. Viergeschossiger massiver Putzbau, komplette Mühlentechnik erhalten (1912 und 1950). | 08973495 |
|                                         | Ehemalige Klosterbäckerei, heute Wohnhaus in offener Bebauung | Schmorlstraße 6 (Karte) | Im Kern wohl 15. Jahrhundert | Gebäude mit einem in Oschatz seltenen Fachwerk-Obergeschoss, bauhistorischer Wert, mit mittelalterlichem Gewölbe als Rest der Klosterbäckerei, daher auch von ortsgeschichtlicher und wirtschaftsgeschichtlicher Bedeutung. Zweigeschossiges Gebäude, Erdgeschoss massiv, Krüppelwalmdach mit Biberschwanzdeckung, Haustüren und Fenster erneuert, Sandsteingewände erneuert. Innen: Kreuzgratgewölbe, Tonnengewölbe, Stützen mit abgefasten Ecken, Reste der mittelalterlichen Klosterbäckerei. | 08973496 |
| Weitere Bilder                          | Wohnhaus in geschlossener Bebauung und in Ecklage | Seminarstraße 1 (Karte) | Um 1842 oder später | Mit Läden, Putzbau mit Eck-Balkon, Teil der durch den Wiederaufbau nach dem Brand von 1842 geprägten Platzwand des Neumarktes, baugeschichtlich und städtebaulich von Bedeutung. Dreigeschossiger massiver Bau mit Gesimsgliederung und Konsolgesims, verbrochene Ecke, originales Balkongitter, Fassadengestaltung vereinfacht. | 08972739 |
| Direkt Bild zu diesem Denkmal hochladen | Wohnhaus in geschlossener Bebauung | Seminarstraße 10 (Karte) | Um 1850 | Mit Tordurchfahrt und Ladenzone, Putzbau mit Klinkergliederung im Erdgeschoss, qualitätvolle Neugestaltung der Fassade mit Art-déco-Elementen in den späteren 1920er Jahren, Gebäude selbst älter, baugeschichtlich von Bedeutung. Zweigeschossiger, massiver Bau, im Obergeschoss Klinkergliederung, Tor und Fenstergitter aus 1920er Jahren, Obergeschoss mit alten Fenstern, zeittypische, filigrane Verdachungen oberhalb der Fenster, Satteldach. | 08972707 |
| Direkt Bild zu diesem Denkmal hochladen | Wohnhaus in geschlossener Bebauung | Seminarstraße 13 (Karte) | Bezeichnet mit 1843 | Mit Ladeneinbau, Putzbau mit straßenbildprägendem, aufwändig gestaltetem Volutengiebel im Stil der Neorenaissance um 1900, Gebäude selbst älter, baugeschichtlich von Bedeutung. Zweigeschossig, Satteldach (altdeutsche Schieferdeckung), Putzfaschen, originale Haustür, massives Zwerchhaus mit Voluten, Zwillingsfenster und im Rundbogenabschluss Jugendstilrelief (Kopf). | 08974768 |
| Direkt Bild zu diesem Denkmal hochladen | Wohnhaus in ehemals offener Bebauung, mit Einfriedung und Pflaster im Eingangsbereich | Seminarstraße 35 (Karte) | 1895 | Reich gestaltete, historisierende Putzfassade, architektonisch qualitätvolles Gebäude in exponierter Lage an der Promenade, baugeschichtlich von Bedeutung. - Villa: zweigeschossiger, massiver Putzbau, mit Eckerker, Mansarddach (Schieferdeckung), Dachhäuschen, originale Putzgliederung und originale Verdachungen, Bleiglasfenster, originale Haustür - Einfriedung: Schmiedegitter auf geputztem Sockel, im Eckbereich nur Mauerwerk | 08972715 |
| Weitere Bilder                          | Wohnhaus in halboffener Bebauung, ehemals Wachgebäude, heute Sparkasse | Sporerstraße 1 (Karte) | Im Kern 1531–1532 (Wohnhaus); 1623–1625 (Wohnhaus) | Stattlicher Renaissancebau mit interessant gestaltetem Südgiebel, als Gebäude der Fleischbänke und als ehemalige Wache von besonderer ortsgeschichtlicher Bedeutung, seit 1927 Sparkasse, zugleich baugeschichtlich von Bedeutung. Dreigeschossiger massiver Putzbau, gegliederter Südgiebel, Eckquaderung, Sandsteingewände (teilweise original), Satteldach mit Biberschwanzdeckung. Von 1266 bis um 1850 Standort der Fleischbänke, 1676–1912 Hauptwache, im 19. Jahrhundert teilweise Wollmagazin der Tuchmacher. Sandsteinrelief der Frau des Merten Tietz (1532) ursprünglich an Vorderfront des Hauses, heute im Haus. | 08973479 |
| Weitere Bilder                          | Gasthaus „Zum Schwan“ in Ecklage und in geschlossener Bebauung | Sporerstraße 2 (Karte) | Im Kern wohl 15. Jahrhundert (Gasthaus); bezeichnet mit 1591, später überformt (Gasthaus) | Im Kern Renaissancegebäude mit wertvoller Ausstattung, marktbildprägend, als historisches Gasthaus an einem seit dem Mittelalter bezeugten Standort, von ortsgeschichtlicher, baugeschichtlicher und sozialgeschichtlicher Bedeutung. Zweigeschossiger massiver Putzbau, Fassade im 19. Jahrhundert verändert, im Obergeschoss originale profilierte Renaissancegewände, Satteldach mit neuer Biberschwanzdeckung, zweigeschossiges Dach mit neuen Schleppgauben, Fenster neu, Flachrelief mit Darstellung eines Schwans, originale Holzbalkendecke (1591), zwei gotische Steinsitze (um 1480). | 08972728 |
| Direkt Bild zu diesem Denkmal hochladen | Wohnhaus in halboffener Bebauung | Sporerstraße 3 (Karte) | Um 1617 und später, im Kern möglicherweise älter | Im Kern Renaissancebau, als alte Garküche von besonderer stadtgeschichtlicher und sozialgeschichtlicher Bedeutung. Dreigeschossiger massiver Putzbau, Satteldach mit erneuerter Biberschwanzdeckung, zweites Obergeschoss aufgestockt, erstes Obergeschoss originale Renaissancegewände, Erdgeschoss originale Ladeneinbauten, Sandsteingewände, Haustür und Ladentür erneuert. Von 1492 bis 1830 Standort einer Garküche, 1492 kaufte der Rat ein Bürgerhaus an der Sporergasse auf, um eine Garküche einzurichten, 1517 und 1576 wird sie durch zwei Nebengebäude vergrößert. | 08973484 |
| Direkt Bild zu diesem Denkmal hochladen | Wohn- und Geschäftshaus in geschlossener Bebauung | Sporerstraße 6 (Karte) | Um 1910, im Kern älter | Putzbau mit Erker, gut erhaltenes repräsentatives Gebäude in wichtiger Straßenlage zwischen Alt- und Neumarkt, Reformstil-Architektur der Zeit um 1910, im Kern wohl älter, baugeschichtlich von Bedeutung. Dreigeschossiger Putzbau, Mansarddach, Biberschwanzdeckung mit Dachgauben, Eckpilaster mit Putzornament, mittig zweigeschossiger Erker und abschließendes Zwerchhaus mit Ochsenauge, denkmalgerechte Fenster, neuerer Ladeneinbau und Haustür. Im Kern (nach Auskunft) 1531/1532, im Flur Tonnengewölbe mit halbrundem Relief des Merten Tiez von 1538 und zwei vollplastische Figuren. | 08974785 |
|                                         | Wohnhaus in geschlossener Bebauung | Sporerstraße 8 (Karte) | Um 1880 und später | Mit Laden, schmaler Putzbau mit Schweifgiebel, schönes Zeugnis der gründerzeitlichen Bebauung der Sporerstraße, baugeschichtlich von Bedeutung. Dreigeschossiger massiver Bau, Putz, Fenster und Ladentür erneuert, Ladeneinbau im Erdgeschoss weitgehend original erhalten, Sandsteingewände und Sandsteingesimse, Giebel später, Haustür erneuert. | 08972902 |
| Direkt Bild zu diesem Denkmal hochladen | Wohnhaus in halboffener Bebauung | Sporerstraße 9 (Karte) | Bezeichnet mit 1720, später überformt | Einfach gegliederter Putzbau mit Mansarddach, in markanter Lage am Zugang zum Kirchplatz, als repräsentatives Bürgerhaus von städtebaulicher, ortsgeschichtlicher und architekturgeschichtlicher Bedeutung. Zweigeschossiger massiver Bau, Putz und Putzgliederung erneuert, Sandsteingewände erneuert, Mansarddach mit erneuerter Biberschwanzdeckung, Zwerchgiebel, Putzspiegel, Dachhäuschen, jüngerer Eingangsvorbau, geohrtes Fenstergewände mit Wappenstein, alte Fenstergitter, Grundriss weitgehend verändert, Gebäude lieblos saniert. 1720 von Johann Heinrich errichtet, Bank ab 1895, ab 1910 Allgemeine deutsche Kreditanstalt. | 08973485 |
| Direkt Bild zu diesem Denkmal hochladen | Wohnhaus in geschlossener Bebauung und in Ecklage | Sporerstraße 16 (Karte) | Im Kern 2. Hälfte 16. Jahrhundert | Mit Ladeneinbau, einfacher Putzbau, im Kern ein Gebäude des 16. Jahrhunderts, platzbildprägende Lage am Altmarkt, von ortshistorischer und baugeschichtlicher Bedeutung. Dreigeschossig, Krüppelwalmdach, alte gefaste Fenstergewände (vermutlich Sandstein), Ladeneinbauten später. | 08974786 |
| Direkt Bild zu diesem Denkmal hochladen | Tor eines Wohnhauses | Strehlaer Straße 4 (Karte) | Um 1820 | Zweiflügeliges klassizistisches Tor von außergewöhnlicher Qualität, wohl Zweitverwendung, kunsthandwerksgeschichtliche Bedeutung | 08972869 |
| Direkt Bild zu diesem Denkmal hochladen | Mietshaus in geschlossener Bebauung | Strehlaer Straße 5 (Karte) | Um 1905 | Mit Laden, Putz-Klinker-Fassade, weitestgehend original erhaltenes, außergewöhnlich reich gestaltetes Jugendstilgebäude, straßenbildprägend und baugeschichtlich von Bedeutung. Dreigeschossiger massiver Bau, Granitsockel, Zwerchgiebel, Erdgeschoss geputzt mit Putzquaderung, originaler Ladeneinbau, Obergeschosse verklinkert (rot), Gliederung durch glasierte Klinker (weiß/grün), originale Haustür mit Oberlicht, Pressglas, Türgitter, Fenster denkmalgerecht erneuert, Kunststeingewände. | 08972864 |
| Direkt Bild zu diesem Denkmal hochladen | Wohnhaus in geschlossener Bebauung | Strehlaer Straße 10 (Karte) | Um 1880 | Mit Laden, weitgehend original erhaltenes Gebäude mit zeittypischer gründerzeitlicher Fassadengestaltung, baugeschichtlich von Bedeutung. Dreigeschossiger massiver Putzbau, Kunststeingewände, Putzgliederung vereinfacht, originaler Ladeneinbau, Haustür und Fenster erneuert. | 08972868 |
| Direkt Bild zu diesem Denkmal hochladen | Mietshaus in geschlossener Bebauung | Strehlaer Straße 16 (Karte) | Bezeichnet mit 1833 | Putzfassade mit Erker und Putzgliederung, mit außergewöhnlicher Fassadengestaltung im Stil der Neorenaissance der Zeit um 1900, bemerkenswertes Treppenhaus, älterer Kern vom Anfang des 19. Jahrhunderts (unter anderem das Portal), straßenbildprägend und baugeschichtlich von Bedeutung. Gebäude um 1900 verändert, Fassade mit Elementen der deutschen Neorenaissance, Haustür um 1900, hölzernes Treppenhaus im Stil der Neorenaissance, alte Fußbodenfliesen, im Eingangsbereich Kreuzgratgewölbe. | 08972866 |
| Direkt Bild zu diesem Denkmal hochladen | Geschäftshaus (mit zwei Hausnummern) in geschlossener Bebauung | Strehlaer Straße 18, 20 (Karte) | Um 1905 | In der Formensprache des Jugendstils und des Späthistorismus gestaltetes, außergewöhnlich repräsentatives Gebäude, straßenbildprägend und baugeschichtlich von Bedeutung. Dreigeschossiger massiver Bau, aufwändig gegliederte Sandsteinfassade mit Korbbogenabschluss, Wandvorlagen in Form von Jugendstilmasken, originale Fenster, Haustür erneuert, kannelierter Sandsteinsockel, originale Fenstergitter, zwei Dachhäuschen. | 08972867 |
| Direkt Bild zu diesem Denkmal hochladen | Reliefplatte an einem Wohnhaus | Strehlaer Straße 25 (Karte) | 1833 | Reliefplatte mit Motiv eines Stieres, singulär in Oschatz, als Kennzeichen wohl eines ehemaligen Fleischers von ortsgeschichtlicher Bedeutung | 08972865 |
| Direkt Bild zu diesem Denkmal hochladen | Wohnhaus in halboffener Bebauung, ehemaliges Torhaus eines Stadttores | Strehlaer Straße 37 (Karte) | Um 1830 und später | Als ehemaliges Torwächterhaus mit erhaltener Stube von ortshistorischer Bedeutung. Zweigeschossiger Putzbau, Satteldach, Torwächterstube im Inneren erhalten, Gebäude überformt. | 08974788 |
| Weitere Bilder                          | Freigut Striesa (Sachgesamtheit) | Striesa 1, 10, 12 (Karte) | 1783 (Herrenhaus) | Sachgesamtheit Freigut Striesa, mit folgenden Einzeldenkmalen: ehemaliges Herrenhaus (siehe Einzeldenkmal 08973513) und Gutspark (Gartendenkmal) sowie mit folgenden Sachgesamtheitsteilen: vier Wirtschaftsgebäude, ehemalige Brennerei des Freigutes und Reste der Gartenmauer; alte Ortslage Striesa, Herrenhaus ein stattlicher Putzbau mit Mansarddach und geschweiftem Giebel, ortshistorisch bedeutend. Gutspark südlich des Herrenhauses und westlich des Gutshofs. Südlich des Herrenhauses sind bereits im Anfang des 19. Jahrhunderts ein umfriedeter Garten sowie der Teich nachweisbar (vgl. Meilenblätter, 1823). Landschaftliche Anlage wohl nach 1900 entstanden, Reste der Gartenmauer entlang des von Süden kommenden Zufahrtsweges, Teich westlich des Herrenhauses, Wegesystem nur noch im Bereich des Teiches ablesbar, Altgehölzbestand aus u. a. Stiel-Eiche (Quercus robur), Linde (Tilia spec.), Spitz-Ahorn (Acer platanoides), Esche (Fraxinus excelsior), Rot-Buche (Fagus sylvatica) und Blut-Buche (Fagus sylvatica f. purpurea). | 09305856 |
| Weitere Bilder                          | Ehemaliges Herrenhaus eines Freigutes (Einzeldenkmal zu ID-Nr. 09305856) | Striesa 1 (Karte) | Bezeichnet mit 1783 | Einzeldenkmal der Sachgesamtheit Freigut Striesa; alte Ortslage Striesa, stattlicher Putzbau mit Mansarddach und geschweiftem Giebel, ortshistorisch bedeutend. Zweigeschossiger Putzbau mit Mansardwalmdach, Mittelrisalit, Zwerchhaus mit geschweiftem Giebel, früher mit Freitreppe, Eingang beim neobarocken Umbau an die Rückseite verlegt. | 08973513 |
|                                         | Villa mit Toreinfahrt | Stübelstraße 5 (Karte) | Um 1925 | Architektonisch qualitätvolles Gebäude im traditionalistischen Stil mit Art-déco-Elementen, baugeschichtlich von Bedeutung. - Villa: zweigeschossiger massiver Putzbau, hoher Werksteinsockel, originale Fenster und Haustür sowie Fenstergitter, Haustür mit Oberlicht und geschliffenen Scheiben, Obergeschoss mit originalen Fensterläden, Walmdach mit Dachhäuschen, Treppenaufgang mit originaler Lampe, originaler Seiteneingang, Bleiglasfenster, Dachpappe - Einfriedung: Pfosten aus Werksteinmauerwerk (ein Pfosten ersetzt), originale schmiedeeiserne Tore | 08973825 |
| Direkt Bild zu diesem Denkmal hochladen | Villa, mit Nebengebäude und Einfriedung (ehemalige Gärtnerei Pinkert) | Talstraße 1 (Karte) | Um 1880 | Alte Ortslage Zschöllau, architektonisch qualitätvolles und repräsentatives Gebäude, Putzbau mit Balkons, im Schweizerstil, baugeschichtlich von Bedeutung. - Villa: zweigeschossiger Putzbau, Gebäude im Schweizer Stil, vielgliedrige Dachlandschaft, teilweise originale Fenster, originale hölzerne Balkonbrüstungen, originale Knaggen, Reste geputzter Eckquaderung, originale Haustür, mittlerer Gebäudeteil mit Fachwerk, originale Fenster mit dreieckigem Abschluss - Seitengebäude: eingeschossiger massiver Putzbau, Satteldach, spitzbogige Fensteröffnungen, teilweise originale Fenster - Einfriedung: geputztes Bruchsteinmauerwerk mit Mauerpfeilern (Abschluss Sandsteinplatten) vormals schmiedeeiserne Gitter | 08973837 |
| Weitere Bilder                          | Herrenhaus des Rittergutes Altoschatz | Thalheimer Straße 1 (Karte) | 1826–1827; Umbau bezeichnet mit 1902 | Alte Ortslage Altoschatz, Putzbau mit Mansarddach, durch seine Lage straßenbildprägend, als ehemaliges Rittergut von ortshistorischer Bedeutung. - ehemaliges Rittergut: barocker, zweigeschossiger massiver Putzbau, Mansarddach mit Schopfwalm, überformt durch historistische und Jugendstilelemente (straßenseitiger Anbau bezeichnet mit 1902, hofseitiger Mittelteil) - Wirtschaftsgebäude (Flurstücke 604/1 und 605): zweigeschossiger Putzbau, Mansarddach mit Schopf (Hechtgauben, Dachhäuschen), Sandsteingewände, teilweise originale Fenster; vor 2015 abgebrochen | 08973851 |
| Direkt Bild zu diesem Denkmal hochladen | Wohnhaus, Scheune, Einfriedung und Toreinfahrt eines ehemaligen Dreiseithofes | Thalheimer Straße 16 (Karte) | Um 1820 (Wohnstallhaus); bezeichnet mit 1877 (Scheune) | Alte Ortslage Altoschatz, anschauliches Zeugnis kleinbäuerlichen Lebens vergangener Zeit, baugeschichtlich von Bedeutung. - Wohnhaus: zweigeschossiger Bau mit Krüppelwalmdach (Krempziegel), Anbau mit Satteldach, Erdgeschoss massiv, größtenteils Sandsteingewände, Obergeschoss weitgehend Fachwerk, überputzt, alte Haustür, jüngere Fenster, Rückseite Anbau mit Fachwerk im Obergeschoss - Scheune: massiv, verputzt, zwei Segmentbogentore (eins Garage), Satteldach, Speicherluken mit Sandsteingewänden - Einfriedung: verputzte Mauer, Pfeiler mit Kugelbekrönung und schmiedeeisernes Tor, erfasst unter der Anschrift Thalheimer Straße 14 | 08973853 |
| Weitere Bilder                          | Haltepunkt Körnerstraße der Schmalspurbahn Oschatz – Mügeln – Döbeln (Einzeldenkmal zu ID-Nr. 09305782) | Theodor-Körner-Straße (Karte) | Um 1930 | Einzeldenkmal der Sachgesamtheit Döllnitzbahn; als gut erhaltener Haltepunkt der Schmalspurbahn von ortshistorischer und verkehrsgeschichtlicher Bedeutung. Kleiner massiver Bau mit Ziegelsockel, Vordach auf Stützen mit quadratischem Grundriss, Walmdach mit Biberschwanzdeckung. | 08973795 |
|                                         | Wohnhaus in offener Bebauung | Theodor-Körner-Straße 5b (Karte) | Um 1890 | Historisierende Putzfassade, qualitätvolles Gebäude mit Elementen des Schweizer Stils in straßenbildprägender Lage, baugeschichtlich von Bedeutung. Zweigeschossiger massiver Bau, Mittelrisalite mit Vorgespärre im Schweizer Stil, Putzgliederung an Straßenseite erhalten, Putz und Fenster erneuert, Kunststeingewände, Dachhäuschen im Schweizer Stil, Deckung Schiefer bzw. Dachpappe, Sockel mit Kammputz. | 08972854 |
|                                         | Wohnhaus in halboffener Bebauung | Theodor-Körner-Straße 5c (Karte) | Um 1890 | Putz-Klinker-Fassade mit Balkon, Hälfte eines Doppelwohnhauses mit zeittypischen Gestaltungselementen in straßenbildprägender Lage, baugeschichtlich von Bedeutung. Zweigeschossiger massiver Bau, Erdgeschoss geputzt (Putz vereinfacht), Obergeschoss gelber Klinker, Kunststeingewände, originales Balkongitter, Fenster erneuert, originale Haustür, Granitsockel (Zyklopenmauerwerk), Schieferdeckung, Dachhäuschen im Schweizer Stil. | 08972856 |
|                                         | Wohnhaus in halboffener Bebauung | Theodor-Körner-Straße 5d (Karte) | Um 1890 | Putz-Klinker-Fassade mit Balkon, Hälfte eines Doppelwohnhauses mit zeittypischen Gestaltungselementen in straßenbildprägender Lage, baugeschichtlich von Bedeutung. Zweigeschossiger massiver Bau, Erdgeschoss geputzt (Putz vereinfacht), Obergeschoss gelber Klinker, Kunststeingewände, originales Balkongitter, Fenster erneuert, originale Haustür, Granitsockel (Zyklopenmauerwerk), Schieferdeckung, Dachhäuschen im Schweizer Stil. | 08972857 |
|                                         | Wohnhaus in offener Bebauung | Theodor-Körner-Straße 5e (Karte) | Um 1898 | Gründerzeitliches Gebäude mit vielen zeittypischen Details in straßenbildprägender Lage, baugeschichtlich von Bedeutung. Dreigeschossiger massiver Bau mit gelber Klinkerfassade, Granitsockel, Kunststeingewände, turmartiger Treppenhausvorbau, originale Haustür, Reliefplatte mit Initialen, dreigeschossiger Risalit mit Zwerchgiebel, originales Treppenhaus mit Holztreppe, Bleiglasfenster, im Erdgeschoss originale Wohnungstür mit Pressglas und Oberlicht, Fußbodenfliesen, originale Kellertür, Granitstufen, teilweise Parkett (unter Belag), originale Innentüren, Decke in Wohnung im Erdgeschoss um 1910, zwei vollständig erhaltene Bleiglasfenster, Holztreppenhaus, sehr viele Drückergarnituren, im Erdgeschoss Tür mit Bleiglasfenster, Dach neu gedeckt. | 08972855 |
|                                         | Reithalle | Theodor-Körner-Straße 6 (Karte) | Um 1895 | Eingeschossiger, langgestreckter Klinkerbau, als ehemalige Reithalle der Ulanen von ortshistorischer Bedeutung. Werksteinsockel, Klinkermischbauweise, flaches Walmdach, Sandsteinfenstergewände, Seitenrisalit, Stirnseite verändert. | 08974789 |
| Direkt Bild zu diesem Denkmal hochladen | Wohnhaus in Ecklage und in geschlossener Bebauung | Webergasse 2 (Karte) | Bezeichnet mit 1803 und später | Putzbau mit Segmentbogenportal, als Gebäude des frühen 19. Jahrhunderts Zeugnis der typischen, schlichten Bebauung in diesem Bereich des Brüderviertels, ortsentwicklungsgeschichtlich von Bedeutung. Zweigeschossiger Putzbau, Portal mit Schlussstein, Sandsteingewände, Fenster und eine Haustür erneuert, zweite Haustür mit Oberlicht (Mitte 19. Jahrhundert), Walmdach mit erneuerter Deckung. | 08972706 |
|                                         | Doppelmietshaus in geschlossener Bebauung | Wermsdorfer Straße 1a, 1b (Karte) | Um 1928 | Putzbau mit Klinkergliederung, Gebäude mit qualitätvoller, expressionistischer Fassadengestaltung, baugeschichtlich von Bedeutung. Dreigeschossiger massiver Bau, Klinkersockel, Klinkermischfassade, originaler Edelputz, Fenster denkmalgerecht erneuert, Haustüren erneuert, Satteldach mit breiter Schleppgaube, originales Treppenhaus, Fußbodenfliesen, Wohnungstüren, Windfangtüren. | 08972880 |
|                                         | Wohnhaus in geschlossener Bebauung | Wermsdorfer Straße 3 (Karte) | Um 1890 | Mit Tordurchfahrt, weitgehend original erhaltenes Gebäude mit zeittypischer Gründerzeitfassade in Klinkerbauweise, baugeschichtlich von Bedeutung. Zweigeschossiger massiver Bau, Sandsteinsockel, Fenstergitter, Klinkerfassade, Fenstergewände und Fensterverdachungen aus Kunststein, Seitenrisalit, originales Tor mit Fenstergittern, originaler Drückergarnitur und Oberlicht, darüber Aufschrift „Kurt Taubert/ Schlossermeister“, Dacheindeckung und Fenster erneuert. | 08972881 |
|                                         | Wohnhaus in geschlossener Bebauung | Wermsdorfer Straße 5 (Karte) | Um 1885 | Architektonisch qualitätvolles und zeittypisches Gebäude, historisierende Putzfassade, baugeschichtlich von Bedeutung. Zweigeschossiger, massiver Putzbau mit Bruchsteinsockel, Gewände aus Sandstein, Sandsteinverdachungen im Obergeschoss, Stuckbaluster, Sandsteingesimse, Eckrisalit, Dachhäuschen, originale Haustür mit Gittern und Oberlicht, über Fenstern im Erdgeschoss Agraffen, originale Putzgliederung abgängig, Risalit mit Stuckreliefs, originales Treppenhaus. | 08972749 |
|                                         | Wohnhaus in offener Bebauung | Wermsdorfer Straße 13 (Karte) | Um 1880 | Zeittypisches Gebäude mit weitgehend erhaltener, aufwändiger Putzgliederung, baugeschichtlich von Bedeutung. Zweigeschossiger massiver Putzbau, hoher Werksteinsockel, Sandsteingewände, Fenster erneuert, Satteldach mit Zwerchgiebel, entstellender Anbau, originale Haustür mit Drückergarnitur, alte Innentüren. | 08972756 |
| Weitere Bilder                          | Doppelwohnhaus in offener Bebauung | Wettinstraße 3, 5 (Karte) | Um 1895 | Aufgrund ihres weitgehend erhaltenen Originalzustandes ein anschauliches Zeugnis städtischer Erweiterung aus der Zeit um 1900, baugeschichtlich von Bedeutung. Zweigeschossiger massiver Putzbau, hohe Sockelzone (Werkstein, steinsichtig), ein Risalit nicht mittig, Dachhäuschen, Loggien, Putzgliederung. | 08974716 |
| Weitere Bilder                          | Wohnhaus in offener Bebauung, mit Einfriedung und Garage | Wettinstraße 9 (Karte) | 1941 | Architektonisch qualitätvolle Anlage in zeittypischer Gestaltung, durch Ecklage Wettinstraße straßenbildprägend, baugeschichtlich von Bedeutung. - Wohnhaus: eingeschossiger, massiver Putzbau, Werksteinsockel (Granit), originale Fenster, Satteldach mit Schieferdeckung und Schleppgauben teilweise originale Rollläden - Einfriedung: Werkstein und Holzzaun - Garage: Werkstein, bündig mit Einfriedung | 08972755 |
| Weitere Bilder                          | Drei Mehrfamilienhäuser einer Wohnanlage, mit Torbogen zum Hof und Garage | Wettinstraße 14, 16, 18 (Karte) | Bezeichnet mit 1938 | Architektonisch qualitätvolle und zeittypische Wohnanlage im traditionalistischen Stil der 1920er/1930er Jahre, baugeschichtlich von Bedeutung. Dreigeschossige, massive Putzbauten mit Werksteinsockel, Torbogen und Portalen aus Werkstein, originaler Putz und Putzornamente im Treppenhausbereich, Fenster und Haustüren erneuert, Walmdächer mit erneuerter Biberschwanzdeckung, teilweise neue Gauben, Garagen mit originalen Toren. | 08972748 |

### Ehemaliges Denkmal (Oschatz)
| Bild | Bezeichnung                                                                                        | Lage                    | Datierung           | Beschreibung | ID       |
| ---- | -------------------------------------------------------------------------------------------------- | ----------------------- | ------------------- | --- | -------- |
|      | Wohnhaus, Hofpflasterung, Einfriedungsmauer und Reste der Scheune eines Stadtgutes (Rotes Vorwerk) | Bahnhofstraße 1 (Karte) | 1543; 1795 erneuert | Wohngebäude schlichter Putzbau mit zwei Korbbogenportalen, als ehemaliges Stadtgut mit im Kern sehr alter Bausubstanz, von ortshistorischer, sozial- und baugeschichtlicher Bedeutung; 2017 abgerissen. - Wohnhaus: zweigeschossiger Bruchsteinbau, Halbwalmdach mit Kronendeckung, hofseitig zwei Korbbogenportale (eines mit Schlussstein), Wandöffnungen teilweise vergrößert, jüngere Fenster, Haustüren später erneuert - Seitengebäude: zweigeschossiger massiver Putzbau, Satteldach (Kronendeckung), Sandsteingewände im Erdgeschoss, Holzgewände im Obergeschoss, jüngere Fenster und Türen, Wandöffnungen teilweise verändert - Scheune: Bruchsteinmauerwerk, veränderte Wandöffnungen, Mansarddach mit Schopf (Dachsteine, Dachpappe) - Hofpflaster: unregelmäßiges Kopfsteinpflaster (um 1900) - Einfriedung: geputztes Ziegelmauerwerk (um 1900) - Wirtschaftsgebäude auf Hof: eingeschossiger Bau, zwei Seiten massiv, zwei Seiten Fachwerk mit Auflattung, ursprüngliche Nutzung unklar, Walmdach (Kronendeckung/Dachsteine) (19. Jahrhundert) - Seitengebäude, Scheune und Wirtschaftsgebäude vor 2011 abgebrochen. | 08973788 |

## Fliegerhorst
| Bild           | Bezeichnung                                                      | Lage                                      | Datierung    | Beschreibung | ID       |
| -------------- | ---------------------------------------------------------------- | ----------------------------------------- | ------------ | --- | -------- |
|                | Zwei Wachgebäude einer ehemaligen Kaserne (Fliegerhorst Oschatz) | Alte Wache 3 (Karte)                      | 1936         | An der Wermsdorfer Straße gelegen, im traditionalistischen Stil der 1930er Jahre, ehemals Teil eines Militärflughafens, ortsgeschichtliche und militärgeschichtliche Bedeutung | 09305844 |
|                | Offizierskasino einer ehemaligen Kaserne                         | Am Forsthaus 34 (Karte)                   | 1935-1936    | Im traditionalistischen Stil der 1930er Jahre, ehemals Teil eines Militärflughafens, ortsgeschichtliche und militärgeschichtliche Bedeutung. Eingeschossiger massiver Putzbau mit Granitsockel, Granitstützen, vielgliedrige Dachlandschaft mit Biberschwanzdeckung, originale Fenster, originale Eingangstür, teilweise Fenstergitter, Theatersaal teilweise mit Parkett, Holzdecke, teilweise originale Bodenfliesen, originales Treppenhaus. | 08972913 |
| Weitere Bilder | Schlossruine des Wüsten Schlosses Osterland                      | Am Wüsten Schloß (Karte)                  | Um 1210/1212 | Als ehemaliges Schloss des Markgrafen von Meißen von regionalgeschichtlicher Bedeutung. Ehemalige Vierflügelanlage mit Wasserhaus, 1210/1212 für Dietrich den Bedrängten, Markgraf von Meißen, erbaut, seit 1379 als wüst bezeichnet, heute teilweise noch als aufgehendes Mauerwerk erhalten. | 08973833 |
|                | Hangar einer ehemaligen Kaserne                                  | Otto-Lilienthal-Straße 20 (Karte)         | Nach 1935    | Als Flugzeughalle des ehemaligen Militärflughafens von ortsgeschichtlicher und militärhistorischer Bedeutung. Eingeschossig, breit gelagerte Halle mit flachem Satteldach, Traufe und Giebel umlaufendes Fensterband, seitlich Anbauten, vordere Giebelseite komplett erneuert, Tore nicht mehr vorhanden. | 08973742 |
|                | Hangar einer ehemaligen Kaserne                                  | Otto-Lilienthal-Straße 23 (neben) (Karte) | Nach 1935    | Als Flugzeughalle des ehemaligen Militärflughafens von ortsgeschichtlicher und militärhistorischer Bedeutung. Halle mit flachem Satteldach, seitliche Anbauten (östlich zweigeschossig), originale Schiebetore. | 08973831 |

### Ehemaliges Denkmal (Fliegerhorst)
| Bild | Bezeichnung                         | Lage                              | Datierung | Beschreibung | ID       |
| ---- | ----------------------------------- | --------------------------------- | --------- | --- | -------- |
|      | Wagenhalle einer ehemaligen Kaserne | Otto-Lilienthal-Straße 23 (Karte) | Nach 1935 | Als Wagenhalle der Flugplatzfeuerwehr des ehemaligen Militärflughafens von ortsgeschichtlicher und militärhistorischer Bedeutung. Vierundzwanzigachsige Halle aus Beton, Metalltore, über Halle bewachsene Erdschicht als Tarnung, ehemalige Flugplatzfeuerwehr. Zwischen 2020 und 2024 aus der Denkmalliste gestrichen. | 08973832 |

## Leuben
| Bild           | Bezeichnung | Lage                                     | Datierung                                                         | Beschreibung | ID       |
| -------------- | --- | ---------------------------------------- | ----------------------------------------------------------------- | --- | -------- |
| Weitere Bilder | Schloss und Rittergut Leuben (Sachgesamtheit) | Hofstraße 1, 2, 3, 4, 5, 6, 7, 8 (Karte) | Um 1770 und später                                                | Sachgesamtheit Schloss und Rittergut Leuben, mit folgenden Einzeldenkmalen: Schloss und Mauern des Wassergrabens (siehe Hofstraße 5, Einzeldenkmaldokument 08973599), ehemaliges Gesindehaus und Wirtschaftsgebäude, mit Erdkeller an der Zufahrtsstraße und Einfriedung an der Straße (siehe Einzeldenkmal 08973604, Hofstraße 1, 2), ehemaliges Gutsverwalterhaus (siehe Einzeldenkmal 08973602, Hofstraße 6), Straßenbrücke über den Mühlgraben und Toranlage (siehe Einzeldenkmal 08973605, Hofstraße, ohne Nr.), Scheune (siehe Einzeldenkmal 08973601, Hofstraße, ohne Nr.) sowie Gutspark einschließlich Schlossgarten (mit Wassergraben des Schlosses, Gartendenkmal) und weiteren Wirtschafts- und Nebengebäude eines ehemaligen Rittergutes (darunter Hofstraße 3, 4 und 8), Störelement: Wohnhaus Hofstraße 7; aufgrund seiner ursprünglichen Funktion ortshistorisch wertvoll, architektonisch bemerkenswertes Rokokoschloss, baugeschichtlich von Bedeutung. - Schlossgarten: Barockgarten auf der Insel direkt am Schloss, durch den Schlossgraben begrenzt, im Osten und Westen des Schlosses jeweils eine Terrasse, von der eine Freitreppe zum Schloss führt, Wegesystem nicht mehr ablesbar, Baumpaar aus zwei Sommer-Linden östlich des Schlosses, geschnittene Hainbuchen-Hecke (Carpinus betulus) begrenzt die westliche Terrasse, Schlossinsel und südwestlicher Grabenrand durch Ufermauern eingefasst, ursprünglich führten zwei Brücken zum Schloss, östliche Brücke nicht mehr vorhanden, westliche Brücke in schlechtem baulichen Zustand, von der östlichen Brücke aus führte ehemals eine Lindenallee nach Osten weit in die Landschaft hinaus (vgl. Äquidistantenkarte, Blatt 30, von 1880) - Gutspark: landschaftliche Anlage, zwischen Döllnitz und Mühlgraben gelegen, Wegesystem nicht mehr ablesbar, Altgehölzbestand aus u. a. Winter-Linden (Tilia cordata), Sommer-Linden (Tilia platyphyllos), Stiel-Eichen (Quercus robur), Rot-Eichen (Quercus rubra), Rot-Buche (Fagus sylvatica), Berg-Ahorn (Acer pseudoplatanus), Esche (Fraxinus excelsior) und Flatter-Ulme (Ulmus laevis) - Straßenbrücke über die Döllnitz (Hofstraße, ohne Nummer, Objekt 08973600): Neubau 2005 | 09303774 |
|                | Straßenbrücke über den Mühlgraben zum Schlossareal und Toranlage (Einzeldenkmale zu ID-Nr. 09303774)                                                                              | Hofstraße (Karte)                        | Ende 18. Jahrhundert                                              | Einzeldenkmale der Sachgesamtheit Schloss und Rittergut Leuben; architektonisch qualitätvoller, spätbarocker Zugang zum Schloss, baugeschichtlich und ortsgeschichtlich von Bedeutung. - Einbogenbrücke: Zufahrt zum Schlossbereich von Süden, Sandstein, Brückenwangen zum Teil verputzt, horizontaler Abschluss durch Sandsteinplatten (seitlich scharriert), steinerner Wasserablauf, Brücke zum Teil erneuert - Torpfosten: profilierte Sandsteinpfosten, Vasen als Bekrönung | 08973605 |
|                | Scheune eines ehemaligen Rittergutes (Einzeldenkmal zu ID-Nr. 09303774) | Hofstraße (Karte)                        | Um 1820                                                           | Einzeldenkmal der Sachgesamtheit Schloss und Rittergut Leuben; als weitestgehend original erhaltener Teil einer großen Scheune des Schlosses von orts- und wirtschaftsgeschichtlicher Bedeutung. Hälfte einer großen Scheune mit Halbwalmdach, Bruchsteinsockel, Hofseite Fachwerk (Holzstaken mit Lehmputz), Giebel- und Rückseite Bruchsteinmauerwerk, Holztor. | 08973601 |
|                | Ehemaliges Gesindehaus und Wirtschaftsgebäude eines ehemaligen Rittergutes, mit Erdkeller an der Zufahrtsstraße und Einfriedung an der Straße (Einzeldenkmale zu ID-Nr. 09303774) | Hofstraße 1, 2 (Karte)                   | Um 1895 und später (Gesindehaus); bezeichnet mit 1817 (Erdkeller) | Einzeldenkmale der Sachgesamtheit Schloss und Rittergut Leuben; als weitgehend original erhaltenes Gesindehaus des Schlosses von besonderer ortshistorischer Bedeutung. - Gesindehaus: zweigeschossiger massiver Bau mit Satteldach, schlichte Fassadengliederung durch Klinkergesims, Erdgeschoss Bruchsteinmauerwerk mit Backsteinelementen, Fenstergewände aus Sandstein, im Obergeschoss verputztes Bruchsteinmauerwerk, Sandsteingewände, überwiegend neue Fenster, Haustür neu, Giebel mit Drillingsfenster, darunter spätbarocker Wappenstein in Zweitverwendung - Einfriedung (zu Nummer 2): Bruchsteinmauer (verputzt), spitz zulaufender Abschluss, Torpfosten mit gestufter Klinkerbekrönung - Erdkeller (zu Nummer 2): Bruchstein mit scharriertem Türgewände, Schlussstein (bezeichnet mit 1817), weiterer Erdkeller (zu 3) | 08973604 |
|                | Schloss Leuben und Mauern des Wassergrabens (Einzeldenkmale zu ID-Nr. 09303774)                                                                                                   | Hofstraße 5 (Karte)                      | Um 1770                                                           | Einzeldenkmale der Sachgesamtheit Schloss und Rittergut Leuben; aufgrund seiner ursprünglichen Funktion ortshistorisch sehr wichtig, architektonisch bemerkenswertes, wohlproportioniertes Rokokoschloss, baugeschichtlich von Bedeutung. - Schloss: Rokokoschloss der Familie von Thielau, von Wassergraben umgeben, zweigeschossiger Putzbau mit Lisenengliederung und hohem Walmdach, Mittelrisalite an Hof- und Rückseite, Bau von einer zweistufigen Terrasse umgeben, vier Schornsteine - Mauer: Begrenzung des Wassergrabens, zum Teil Bruchsteinmauerwerk | 08973599 |
|                | Ehemaliges Gutsverwalterhaus (Einzeldenkmal zu ID-Nr. 09303774) | Hofstraße 6 (Karte)                      | Bezeichnet mit 1819                                               | Einzeldenkmal der Sachgesamtheit Schloss und Rittergut Leuben; durch seine frühere Funktion Gebäude von ortshistorischer Bedeutung. Zweigeschossiger massiver Putzbau mit Krüppelwalmdach (Deckung erneuert, Krempziegel), Öffnungen im Erdgeschoss zum Teil verändert, Putz später erneuert, Sandsteinportal mit Schlussstein (bezeichnet mit 1819). | 08973602 |
|                | Straßenbrücke über einen Mühlgraben | Naundorfer Straße (Karte)                | Um 1893 und später                                                | Aufgrund ihres weitestgehend erhaltenen Originalzustandes ein schönes Bauwerk mit verkehrstechnischer Bedeutung. Einbogenbrücke aus Bruchstein, Bogenlaibung aus axial angeordneten Bruchsteinen, Sandsteinplattenabschluss, Seite der Brücke zur Mühle hin verändert, Sandsteinplatten als Bekrönung, keine Brüstungsfelder. | 08973597 |
|                | Mühle mit Mühlentechnik, daran angebautes Müllerwohnhaus, Mühlgraben, Hofpflaster und Einfriedung                                                                                 | Naundorfer Straße 2 (Karte)              | Bezeichnet mit 1893                                               | Aufgrund ihrer ursprünglichen Funktion ist die Wassermühle an der Döllnitz von ortshistorischer Bedeutung. - Wohnhaus: Massivbau mit Satteldach, Bruchstein/Klinkersockel, profilierte Fenstergewände, Portal mit Name „F. M. Kern“, bezeichnet mit 1893, Putz erneuert - Mühlengebäude: viergeschossiger massiver Putzbau, Sohlbänke und Entlastungsbögen aus Backstein, bis 1965 in Betrieb, alte Mühlentechnik - Einfriedung: Holzlattenzaun mit Holztor mit Riegel, massive Torpfosten (verputzt) - Hofpflaster: Pflastersteine aus Granit, Mühlgraben mit Bruchsteinmauer | 08973596 |
|                | Backhaus | Naundorfer Straße 4 (bei) (Karte)        | Um 1800                                                           | Als ehemaliges Backhaus des Rittergutes von ortsgeschichtlicher Bedeutung. Eingeschossiger Putzbau mit Krüppelwalmdach (Biberschwanzdeckung), Backsteinschornstein, straßenseitige Traufseite Bruchsteinmauerwerk, hofseitige Giebelseite Lehmziegel, rückwärtige Giebelseite Fachwerk mit Holzstaken und Lehmputz im Giebel. | 08973609 |
|                | Kriegerdenkmal für die Gefallenen des Ersten Weltkrieges | Naundorfer Straße 15 (neben) (Karte)     | Bezeichnet mit 1921                                               | Von ortshistorischer Bedeutung. Natursteinplatte mit Inschrift, Eichenlaub und Strahlen, Postament aus Naturstein, umgeben von bepflanztem Oval, seitlich gestaffelt aufgestellte Natursteine. | 08973598 |
|                | Wegestein | Naundorfer Straße 18 (gegenüber) (Karte) | Mitte 19. Jahrhundert                                             | An einer Straßenkreuzung, von verkehrsgeschichtlicher Bedeutung. Sandsteinpfeiler, Richtungsangaben Limbach, Naundorf, Saalhausen. | 08973595 |
|                | Wohnhaus | Waldstraße 13 (Karte)                    | Um 1820                                                           | Mit Fachwerkobergeschoss, aufgrund seines weitgehend erhaltenen Originalzustandes ein anschauliches Zeugnis kleinbäuerlicher Bauweise, mit straßenbildprägender Wirkung, baugeschichtlich von Bedeutung. Zweigeschossiger Bau mit Satteldach (Schieferdeckung), Erdgeschoss massiv (erneuert), Fenster im Erdgeschoss neu, Obergeschoss an rückwärtiger Seite Fachwerk mit alten Winterfenstern, Hofseite angeschleppt, massiv (erneuert), Giebelseite (straßenseitig) massiv, Giebel verbrettert, Fensteröffnungen im Erdgeschoss vergrößert, rückwärtige Giebelseite im Erdgeschoss massiv. | 08973594 |
|                | Schafstall mit Scheune | Wiesenstraße 1 (Karte)                   | Ende 18. Jahrhundert                                              | Imposantes Wirtschaftsgebäude des Rittergutes, weitestgehend original erhalten, ortsgeschichtlich von Bedeutung. Eingeschossiger Bau (Bruchstein) mit Krüppelwalmdach (Biberschwanzdeckung, Hechtgauben), Nordgiebel nachträglich Backstein, Südgiebel mit Fachwerk, nachträglich mit Ziegelsteinen ausgefacht, repräsentative Maueröffnungen mit Sandsteingewänden (Segmentbogen, gekuppelte, für einen Stall relativ große Öffnungen) und Klinkerbändern. Innen: Reste eines früheren Gewölbes (Gewölbeanfänger), Gebäude später zweigeteilt. | 08973608 |

## Limbach
| Bild           | Bezeichnung | Lage                           | Datierung                                                       | Beschreibung | ID       |
| -------------- | --- | ------------------------------ | --------------------------------------------------------------- | --- | -------- |
| Weitere Bilder | Kirche (mit Ausstattung), Kirchhof mit Einfriedung und Kriegerdenkmal für die Gefallenen des Ersten Weltkrieges                       | Hauptstraße (Karte)            | Im Kern um 1200; um 1460 und später; nach 1918 (Kriegerdenkmal) | Lang gestreckte Saalkirche mit turmartigem Dachreiter und Lindenpaar, im Kern mittelalterliches Gebäude, ortshistorisch und baugeschichtlich bedeutend. - Kirche: lang gestreckte Saalkirche mit turmartigem Dachreiter im Westen des Gebäudes, südwestlich der Kirche Baumpaar aus zwei Winter-Linden (Tilia cordata) als Torbäume - Einfriedung: Bruchstein- und Backsteinmauer, verputzt, nach oben spitz zulaufend, schlichte Torpfosten - Kriegerdenkmal: nach oben spitz zulaufende Stele (Porphyrtuff), Kugel und Kreuz als Bekrönung, schlichter Sockel, im oberen Drittel Gesims mit Eichblättern und Band, oberhalb Helm mit gekreuzten Schwertern, unterhalb des Gesimses Inschrift (ausgewittert) | 08973612 |
|                | Seitengebäude (Torhaus) eines Bauernhofes                                                                                             | Hauptstraße 20 (Karte)         | Bezeichnet mit 1854                                             | Obergeschoss hofseitig Fachwerk, weitgehend original erhaltenes Gebäude mit Tordurchfahrt, ein anschauliches Zeugnis dörflicher Bauweise, baugeschichtlich von Bedeutung. Zweigeschossiger Bau mit Tordurchfahrt zur Straße, mit Satteldach (Krempziegel). Hofseite: Erdgeschoss massiv, Holzgewände, Obergeschoss Fachwerk (nicht neben dem Tor). Straßenseite: Erdgeschoss massiv, Obergeschoss Fachwerk, verputzt, alte Fenster, kleine hölzerne Schiebefenster, Tordurchfahrt mit Balkendecke, Taubenkästen, Giebelseiten massiv. | 08973613 |
| Weitere Bilder | Erdkeller einer ehemaligen Schäferei                                                                                                  | Kleiner Weg 2 (bei) (Karte)    | Um 1885 oder älter                                              | Sehr altes Gebäude, am Standort einer früheren Wasserburg, ortsgeschichtlich von Bedeutung. Erdkeller unter einem künstlichen Hügel, ursprünglich umgeben von Wassergraben. Eingang: Backsteinmauer, Öffnung vermauert. | 08973616 |
|                | Ehemaliges Pfarrhaus, später Schule, heute Wohnhaus, mit Einfriedung und Toranlage                                                    | Kleiner Weg 4 (Karte)          | 1866                                                            | Weitestgehend original erhaltenes, qualitätvolles Gebäude, durch seine frühere Funktion von ortshistorischer Bedeutung. - Pfarrhaus/Schule: zweigeschossiger massiver Putzbau mit Satteldach, schlichte Putzgliederung, alte Fenster, kleiner hölzerner Eingangsvorbau an östlicher Giebelseite, alte Windfangtür, spätklassizistische Haustür - Einfriedung: Bruchsteinmauerwerk, verputzt, Torpfosten (Backstein, verputzt) mit spitz zulaufender Bekrönung | 08973615 |
| Weitere Bilder | Ehemaliges Herrenhaus sowie Gutsverwalterhaus des Vorwerks Haida, mit Terrassenbrüstung zum Park und Toranlage zum Park an der Straße | Lampersdorfer Straße 4 (Karte) | Um 1910                                                         | Weitgehend original erhaltene Gebäude, Reformstil-Architektur, von ortshistorischer und baugeschichtlicher Bedeutung. - Herrenhaus: dreigeschossiger massiver Putzbau mit Walmdach (mittige Dachhäuser mit Dreiecksgiebel), steinsichtiger Bruchsteinsockel, schlichte Putzgliederung, flacher Altan in der Mitte von Vorder- und Rückseite, neo-barocke Terrassen-Brüstung vor dem Gebäude am Übergang zum Park, originale Fenster (Bleiglas an der Fensterinnenseite), originale Haustür, Balkongeländer, innen: Stuckdecken - Torpfosten: verputzte Backsteinpfosten, schlichte Putzgliederung, Bekrönungen fehlen vermutlich - Gutsverwalterhaus (erfasst unter der Anschrift Lampersdorfer Straße 6): zweigeschossiger massiver Putzbau mit Bruchsteinsockel, Mansardwalmdach, schlichte Putzgliederung, im Erdgeschoss alte Fenster, eingeschossiger Eingangsvorbau mit korbbogenförmigen Wandöffnungen (in Ecke zwischen Gebäude und Anbau des Herrenhauses) | 08973617 |

## Lonnewitz
| Bild                                    | Bezeichnung | Lage                                    | Datierung | Beschreibung | ID       |
| --------------------------------------- | --- | --------------------------------------- | --- | --- | -------- |
| Weitere Bilder                          | Meilenstein | (Flurstück 358) (Karte)                 | 19. Jahrhundert | Königlich-Sächsischer Meilenstein, von verkehrsgeschichtlicher Bedeutung. Sandstein, bogenförmiger Abschluss. | 08972771 |
| Weitere Bilder                          | Kirche (mit Ausstattung), Kirchhof mit Einfriedung, Kriegerdenkmal für die Gefallenen des Ersten Weltkrieges, Grabstein und Leichenhalle | Am Volksplatz (Karte)                   | Anfang 13. Jahrhundert und später (Kirche); um 1800 (Grabstein); bezeichnet mit 1893 (Einfriedung); nach 1918 (Kriegerdenkmal) | Saalkirche romanischen Ursprungs mit kräftigem Dachreiter, Sakralbau bildet mit dem Kirchhof ein Ensemble von baugeschichtlicher und ortshistorischer Bedeutung. - Kirche: Saalkirche mit Sakristei an Nordseite, romanischer Ursprung, 1653 angebaute Westvorhalle und Dachreiter, gerade geschlossener Chor und Apsis, verputzter Bruchsteinbau - Kriegerdenkmal: Kunststeinplatte auf Kunststeinsockel, Inschrift „In treuer Dankbarkeit...“, Ecken abgefast mit vertikal laufendem Perlstab, geschwungene Bekrönung - Grabstein aus Sandstein, Baumstammform mit Gedenkplatte und am Stamm lehnender weiblicher Figur - Einfriedung: bezeichnet mit 1893, um 1930 erneuert, verputzte Mauer mit Backsteinbekrönung - Leichenhalle: kleiner Putzbau mit Satteldach | 08973512 |
|                                         | Scheune eines Gasthofes und Einfriedungsmauer zum Garten                                                                                 | Dresdener Straße 106 (Karte)            | Um 1800 | Durchfahrtsscheune aufgrund des weitgehend erhaltenen Originalzustandes ein anschauliches Zeugnis ländlicher Bauweise vergangener Zeiten, baugeschichtlich und wirtschaftsgeschichtlich von Bedeutung. - Scheune: verputzter Massivbau (Bruchstein) mit Halbwalmdach, Öffnungen verändert, schlichte Putzgliederung, im ersten Obergeschoss Fenster mit Holzgewänden, eine Tordurchfahrt mit Korbbogen und Schlussstein, Rückseite: Tor verändert, ein Tor mit Korbbogen und Schlussstein - Mauer: Bruchstein, verputzt, Bekrönung läuft spitz zu | 08973583 |
| Direkt Bild zu diesem Denkmal hochladen | Selbstbedienungsgaststätte (ehemalige HO-Raststätte Lonnewitz)                                                                           | Dresdener Straße 108 (Karte)            | 1969 | Errichtet als Gaststätte der staatlichen Handelsorganisation (HO) der DDR, Schalenkonstruktion als hyperbolisches Paraboloid, neben dem Ruderzentrum Dresden-Blasewitz wohl der einzige erhaltene Bau des bedeutenden Architekten-Ingenieurs Ulrich Müther in Sachsen, dessen experimentelle Objekte Besonderheiten der DDR-Architektur darstellen, von besonderer baugeschichtlicher Bedeutung. Gesamte Anlage der Raststätte unter Einbeziehung alter Gebäude (keine Denkmale) nach Entwurf des Kollektivs Ingo Schönrock als Komplex für Schulspeisung, kulturelle Nutzung und Selbstbedienungsgaststätte entwickelt. Die Selbstbedienungsgaststätte von Müther hat sich noch original erhalten. Die 1972 bis 1973 errichtete Großgaststätte in Döbeln, ebenfalls ein Bau von Müther, wurde nach der Wende abgebrochen. | 09300535 |
| Direkt Bild zu diesem Denkmal hochladen | Wohnstallhaus eines Dreiseithofes | Ernst-Thälmann-Straße 15 (Karte)        | Um 1800 | Weitgehend original erhaltenes ländliches Gebäude, durch seine Größe imposantes, straßenbildprägendes Haus mit erhaltener, verputzter Fachwerkkonstruktion im Obergeschoss, baugeschichtlich von Bedeutung. Zweigeschossiger Putzbau mit Krüppelwalmdach (Krempziegel) - hofseitige Traufseite und straßenseitige Giebelseite: Obergeschoss Fachwerk (unter Putz), Erdgeschoss Sandsteingewände, Sandsteinportal mit Schlussstein, Haustür und Fenster erneuert - selten gewordenes Taubenhaus im Hof abgebrochen: war viereckiger Bau mit Krüppelwalmdach (alte Biberschwanzdeckung) auf Pfeilersockel (Bruchsteine mit zwei Sandsteinplatten) | 08973508 |
|                                         | Wohnhaus (Nr. 4) mit winkelförmigem Anbau, Seitengebäude (Nr. 4a) und ehemalige Scheune (Nr. 4b) eines Bauernhofes (Landrichtergut)      | Thomas-Müntzer-Straße 4, 4a, 4b (Karte) | Um 1890 (Bauernhaus); um 1900 (Seitengebäude); bezeichnet mit 1901 (Scheune)                                                   | Ein in seinen Ausmaßen äußerst repräsentativer Hof, ehemals Landrichtergut, auffallend aufgrund der städtisch wirkenden Fassadengestaltung des Wohnhauses, baugeschichtlich und ortsgeschichtlich von Bedeutung. - Bauernhaus: zweigeschossiger Putzbau (Backstein, Bruchstein) mit Drempelzone, flaches Mansarddach, Bruchsteinsockel, Putzgliederung angelehnt an städtische Architektur, repräsentativer Eingangsbereich mit je einer Nische zu beiden Seiten des Portals, Fenster erneuert, Haustür original, zum Teil Sandsteinfenstergewände, Ausstattung: Reste des originalen Treppenhauses, originale Fliesen - Scheune: verputzter Massivbau (Bruchstein) mit Satteldach, Klinkerentlastungsbögen, originale gusseiserne, runde Lüftungsfenster, eine Toröffnung zugemauert, Kunststeingewände - Stall: zweigeschossiger Massivbau (Klinker), Entlastungsbögen im Erdgeschoss Klinker, schlichte Putzgliederung, Kunststeingewände, ein Gebäude abgerissen | 08973593 |
| Direkt Bild zu diesem Denkmal hochladen | Auszugshaus und Scheune eines Dreiseithofes                                                                                              | Thomas-Müntzer-Straße 18 (Karte)        | Bezeichnet mit 1814 | Seitengebäude (Auszugshaus) mit Fachwerk-Obergeschoss und Korbbogenportal, Fachwerk-Scheune, aufgrund ihres weitgehend erhaltenen Originalzustandes ein anschauliches Zeugnis dörflicher Bauweise ihrer Zeit, baugeschichtlich von Bedeutung. - Seitengebäude: Erdgeschoss massiv, Obergeschoss Fachwerk (fast durchgängig), Giebelseiten massiv, Portal mit Schlussstein, Fenster und Türen neu - Scheune: Fachwerkbau mit Satteldach, südwestlicher Giebel mit Wellplatten verkleidet, großes Tor in der Mitte, in den Napoleonischen Kriegen war die gesamte Straßenseite abgebrannt | 08973510 |
| Direkt Bild zu diesem Denkmal hochladen | Seitengebäude eines Dreiseithofes | Thomas-Müntzer-Straße 24 (Karte)        | Um 1820 | Obergeschoss Fachwerk, weitestgehender Originalzustand, zeittypisches Zeugnis der dörflichen Bebauung im frühen 19. Jahrhundert, baugeschichtlich von Bedeutung. Zweigeschossiger Bau mit Satteldach (Krempziegel). Erdgeschoss: Sandsteingewände um Fenster und Tür, zwei Tore, eine Tür nachträglich eingebrochen. Obergeschoss: Fachwerk, straßenseitige Giebelseite massiv, verputzt, zum Teil alte Fenster, Lehmputz. | 08973509 |

## Mannschatz
| Bild           | Bezeichnung                           | Lage                         | Datierung                 | Beschreibung | ID       |
| -------------- | ------------------------------------- | ---------------------------- | ------------------------- | --- | -------- |
| Weitere Bilder | Herrenhaus des ehemaligen Rittergutes | Straße der Zukunft 6 (Karte) | Um 1800, später überformt | Stattlicher Putzbau mit Mansarddach, architektonisch qualitätvolles Gebäude, baugeschichtlicher Wert, als ehemaliges Herrenhaus von besonderer ortshistorischer Bedeutung. Zweigeschossiger massiver Putzbau (Bruchstein, Klinker) mit Mansarddach mit Schopf (Kronendeckung), in Mittelachse repräsentativer zweigeschossiger Eingangsvorbau (Stützen mit neoromanischen Kapitellen), Fenster- und Türgewände Kunststein, Haustür und Fenster um 1895 (Bleiverglasung in Oberlichten), Putz zum Teil abgefallen, zum Teil noch hölzerne Dachhäuschen, späterer Anbau, Rückseite: originales Portal und Fenstergewände aus Sandstein (um 1800), mit umgebender Baumgruppe. | 08973497 |

## Merkwitz
| Bild           | Bezeichnung | Lage                    | Datierung | Beschreibung | ID       |
| -------------- | --- | ----------------------- | --- | --- | -------- |
| Weitere Bilder | Pfarrhaus, zwei Seitengebäude, Wegepflaster zum Kirchhof, Einfriedung und Toreinfahrt eines Pfarrhofes                                             | Hangstraße 3 (Karte)    | Um 1800 und später | Pfarrhaus Obergeschoss Fachwerk verputzt, westliches Seitengebäude hofseitig mit verputztem Fachwerk-Obergeschoss, Anlage von ortshistorischer Bedeutung. - Pfarrhaus: zweigeschossiger Putzbau, Krüppelwalmdach, Obergeschoss hofseitig Fachwerk (überputzt), teilweise Sandsteingewände, ein originales Fenster, neue Haustür - Stall: eingeschossiger massiver Putzbau, Satteldach, im Süden abgewalmt, Schleppgaube, hölzerne Fenster- und Türgewände - Wohnstallhaus: zweigeschossiger Putzbau, Krüppelwalmdach, überwiegend Sandsteingewände, neue Fenster, neue Haustür - Einfriedung: Bruchsteinmauer, verputzt, schlichte Torpfosten (Bruchstein), verputzt mit spitz zulaufender Backsteinbekrönung | 08973856 |
| Weitere Bilder | Kirche (mit Ausstattung), Kirchhof mit Kriegerdenkmal für die Gefallenen des Ersten Weltkrieges, Einfriedung, Geräteschuppen und einigen Grabmalen | Hangstraße 5 (Karte)    | Im Kern 13. Jahrhundert (Kirche); 1713 (Kirche); 1811 (Kirchturm); 19./20. Jahrhundert (Grabmale); nach 1918 (Kriegerdenkmal) | Im Kern romanische Saalkirche mit eingezogenem Chor und Apsis sowie Westturm, Kirche barock überformt, westlich der Kirche zwei Linden als Torbäume, Anlage von baugeschichtlicher und ortshistorischer Bedeutung. - Saalkirche, von George Hauptmann umgestaltet, verputzter Bruchsteinbau, gerade geschlossener Chor mit Apsis, Korbbogenfenster - Kriegerdenkmal: grob behauene, hohe Granitplatte mit glatter Fläche für Namen der Gefallenen, Relief eines Kreuzes, westlich der Kirche den Eingang flankierendes Paar Winter-Linden als Torbäume - historistische und neoklassizistische Grabmale: an südöstlicher Begrenzung des Friedhofes Anlagen der Familien Schroth, Rütke, H. Zschernig - Wegepflaster: unregelmäßig behauene Granitquader - Einfriedung: Bruchsteinmauer mit spitz zulaufender Bekrönung, verputzt, schlichte Torpfosten (Backstein), Aufsätze aus Kunststein - Geräteschuppen: schlichter eingeschossiger, massiver Putzbau (Bruchstein), Satteldach (Biberschwanzdeckung), Putz an südwestlicher Ecke des Friedhofes weitgehend abgefallen | 08973857 |
| Weitere Bilder | Wohnstallhaus, Auszugshaus und Hofmauer eines Dreiseithofes                                                                                        | Lindenstraße 11 (Karte) | Um 1820 und später (Wohnstallhaus); um 1860 (Auszugshaus)                                                                     | Seitengebäude (Auszugshaus) mit verputztem Fachwerk-Obergeschoss, Wohnstallhaus zum Teil Fachwerk-Obergeschoss unter Putz noch erhalten, einer der letzten Fachwerk-Bauernhöfe von Merkwitz, baugeschichtlich von Bedeutung. - Bauernhaus: zweigeschossiger Bau, Krüppelwalmdach (Kronendeckung), Erdgeschoss massiv, Erdgeschoss Sandsteingewände, neue Haustür, spätere Fenster, Obergeschoss Fachwerk (bis auf weite Teile der rückwärtigen Traufseite überputzt) - Auszugshaus: zweigeschossiger Bau, Krüppelwalmdach, Erdgeschoss massiv, Sandsteingewände, weitgehend Fachwerk im Obergeschoss (überputzt), spätere Fenster, hofseitig zum Teil noch originale Fenster, originale Haustür - Einfriedung: massives Mauerwerk, verputzt, schlichte Torpfosten, späterer Toreinbau | 08973859 |
| Weitere Bilder | Wohnstallhaus und Auszugshaus eines ehemaligen Dreiseithofes                                                                                       | Lindenstraße 15 (Karte) | Bezeichnet mit 1820 (Bauernhaus); um 1860 (Auszugshaus)                                                                       | Wohnstallhaus Obergeschoss Fachwerk, als gut erhaltene Gebäude anschauliche Zeugnisse dörflicher Bauweise ihrer Zeit, baugeschichtlich von Bedeutung. - Bauernhaus: zweigeschossiger Bau mit Krüppelwalmdach (Krempziegel), Erdgeschoss verputzt, Sandsteingewände, (hinterer Teil Stall, zu Wohnzwecken umgebaut), Obergeschoss Fachwerk mit Lehmausfachung, Giebelseite Fachwerk (verputzt) Fenster im hinteren Teil alt, Stall mit Gewölb - Auszugshaus: zweigeschossiger massiver Putzbau (Bruchstein), Satteldach, Fenstergewände weitgehend aus Holz, späterer Anbau an rückwärtiger Giebelseite (Backstein, verputzt) | 08973589 |
|                | Wohnhaus und Einfriedung des Vorgartens eines Bauernhofes                                                                                          | Lindenstraße 19 (Karte) | Um 1860 | Weitgehend original erhaltenes Bauernhaus mit zeittypischer Putzfassade, baugeschichtlich von Bedeutung. - Bauernhaus: zweigeschossiger massiver Putzbau mit Drempelzone, Satteldach, schlicht profilierte Sandsteingewände, straßenseitig originaler Putz, alte Fenster - Einfriedung: massiver Sockel, schmiedeeiserner Zaun | 08973860 |

## Schmorkau
| Bild           | Bezeichnung                                                                                      | Lage                           | Datierung                                                                                                | Beschreibung | ID       |
| -------------- | ------------------------------------------------------------------------------------------------ | ------------------------------ | --- | --- | -------- |
|                | Ehemaliges Gutsverwalterhaus des Rittergutes                                                     | Platz der Jugend 4 (Karte)     | Um 1880                                                                                                  | Putzbau mit Zwillingsfenster im Giebel, klassizistisch wirkendes Türportal, durch seine frühere Funktion von ortsgeschichtlicher und sozialgeschichtlicher Bedeutung. Zweigeschossiger Putzbau mit Satteldach, Hechtgaube an Rückseite, zum Teil noch Sandsteingewände, Fensteröffnungen im Erdgeschoss verändert, alte Fenster, Giebelseite: Zwillingsfenster im ersten Obergeschoss und im Giebel, ehemals Küche und Speiseraum für das Gesinde, zum Teil Gewölbe im Erdgeschoss. | 08973502 |
|                | Mühle mit Anbau                                                                                  | Straße des Friedens 11 (Karte) | Bezeichnet mit 1806                                                                                      | Weitgehend original erhaltener Bau, durch seine Kubatur von straßenbildprägender Wirkung, aufgrund seiner ursprünglichen Funktion als Wassermühle von ortshistorischer Bedeutung. Zweigeschossiger Putzbau mit Mansarddach mit Schopf (Kronendeckung), eingeschossiger Anbau, Portal (Sandstein) mit Schlussstein (bezeichnet mit 1806), Fenster, Haustür und Putz erneuert. | 08973504 |
| Weitere Bilder | Kirche (mit Ausstattung), Kirchhof mit Einfriedung, Kirchhofstor und Treppe sowie Grabmal Trebst | Straße des Friedens 23 (Karte) | Vor 1266 und später (Kirche); 1688 (Kirchturm); bezeichnet mit 1870 (Treppe); 19. Jahrhundert (Grabmale) | Romanische Chorturmkirche, barock überformt, Anlage von baugeschichtlicher, ortsbildprägender und ortsgeschichtlicher Bedeutung. - Chorturmkirche, romanischer Saal, verputzter Bruchsteinbau, oktogonales Glockengeschoss, flachgeschweifte Haube mit Laterne - Grabmal: Herm. Ferdinand Trebst., Rittergutspächter zu Schmorkau, geboren 1838, gestorben 1888, mit schmiedeeiserner Einfriedung - Treppe: bezeichnet mit 1870, Sandsteinstufen, dazwischen Feldsteine - Einfriedung: Bruchsteinmauerwerk, zum Teil neu verputzt, Torpfosten aus Ziegelsteinen, zwei klassizistische Bekrönungen eines Grabmals aus Sandstein | 08973506 |

## Thalheim
| Bild | Bezeichnung                                              | Lage                                    | Datierung                 | Beschreibung | ID       |
| ---- | -------------------------------------------------------- | --------------------------------------- | ------------------------- | --- | -------- |
|      | Erdkeller                                                | Kreischaer Straße 1 (gegenüber) (Karte) | 2. Hälfte 19. Jahrhundert | Alte Ortslage Kreischa, Teil einer topographisch bedingten Abfolge von Erdkellern, ortsbildprägend und wirtschaftsgeschichtlich von Bedeutung | 08973623 |
|      | Erdkeller                                                | Kreischaer Straße 2 (neben) (Karte)     | 2. Hälfte 19. Jahrhundert | Alte Ortslage Kreischa, Teil einer topographisch bedingten Abfolge von Erdkellern, ortsbildprägend und wirtschaftsgeschichtlich von Bedeutung. Horizontaler Abschluss mit Backstein, verputzt, Putz auf einer Seite abgefallen, alte Holztür.                                                                                       | 08973622 |
|      | Erdkeller                                                | Kreischaer Straße 5 (gegenüber) (Karte) | Um 1870                   | Alte Ortslage Kreischa, Teil einer topographisch bedingten Abfolge von Erdkellern, ortsbildprägend und wirtschaftsgeschichtlich von Bedeutung. Bruchsteinmauer steinsichtig mit horizontalem Abschluss, Sandsteingewände um Fenster, Türgewände fehlt, alte Holztür, Fenster und Tür ähnlich dem Keller Kreischaer Straße Nummer 6. | 08973621 |
|      | Erdkeller                                                | Kreischaer Straße 6 (gegenüber) (Karte) | Um 1870 oder später       | Alte Ortslage Kreischa, Teil einer topographisch bedingten Abfolge von Erdkellern, ortsbildprägend und wirtschaftsgeschichtlich von Bedeutung. Verputzte Mauer mit geschwungenem Abschluss um die Tür, Tür mittig, zu beiden Seiten schmale querrechteckige Fensteröffnungen. Innen: Tonnengewölbe, neue Tür.                       | 08973620 |
|      | Kriegerdenkmal für die Gefallenen des Ersten Weltkrieges | Zum Weißen Stein 25 (neben) (Karte)     | Nach 1918                 | Von ortsgeschichtlicher Bedeutung. Erhöhte Anlage, Einfriedung Granitmauer, hochrechteckiger Granitstein mit Relief (Eisernes Kreuz, Eichenlaub, Helm, Schwert), eingemeißelte Namen der Gefallenen, zu beiden Seiten flankierende kleinere Granitsteine, Rhododendren.                                                             | 08973845 |

## Zöschau
| Bild           | Bezeichnung                                                                                         | Lage                              | Datierung                                                                | Beschreibung | ID       |
| -------------- | --------------------------------------------------------------------------------------------------- | --------------------------------- | ------------------------------------------------------------------------ | --- | -------- |
| Weitere Bilder | Kirche (mit Ausstattung), Kirchhof mit Erbbegräbnis und Einfriedung und Lindenreihe (Gartendenkmal) | Salbitzer Straße (Karte)          | Um 1150 (Kirche); 17. Jahrhundert (Kirchturm); 19. Jahrhundert (Grabmal) | Romanische Chorturmkirche, aufgrund ihrer erhöhten Lage an der alten Durchgangsstraße ortsbildprägend, von baugeschichtlicher und ortshistorischer Bedeutung. - Kirche: verputzter Bruchsteinbau mit eingezogenem Chorturm und Apsis, Sakristei an Nordseite - Einfriedung: Bruchsteinmauer (unverfugt) nur teilweise verputzt - Reste von Grabsteinen: scharrierter Sandsteinsockel, gusseisernes Kreuz in Astform mit Inschrift, Reste eines Erbbegräbnisses der Gutsbesitzer (Sandsteinsockel mit schmiedeeiserner Einfriedung), Reste einer Sandsteinplatte (größtenteils in Boden eingesunken) - Lindenreihe: Baumreihe aus Kopf-Linden (Tilia spec.) entlang der nördlichen Kirchhofmauer | 08973518 |
|                | Leichenhalle, Einfriedung und Allee                                                                 | Salbitzer Straße (Karte)          | Mitte 19. Jahrhundert                                                    | In äußerst straßenbildprägender Lage etwas abseits des Ortes an bewaldetem Hügel, ortshistorisch bedeutend. - Leichenhalle: schlichter massiver Putzbau (Ziegel) mit Satteldach, Tür mit originaler Drückergarnitur - Einfriedung: verputzte Bruchsteinmauer, Abdeckung durch Handstrichziegel, schlichte klassizistische Torpfosten - Allee aus Winter-Linden (Tilia cordata) entlang des Hauptweges vom westlich gelegenen Tor zu Leichenhalle im Osten, Winter-Linde südlich der Leichenhalle und nördliches Gegenstück als Stubben | 08973514 |
|                | Pfarrhaus                                                                                           | Salbitzer Straße 2 (Karte)        | Um 1780                                                                  | Stattlicher Putzbau mit Krüppelwalmdach, äußerst gut erhaltenes Gebäude, straßenbildprägend durch seine erhöhte Lage an der Straße, von ortsgeschichtlicher Bedeutung. Zweigeschossiger massiver Bau, Sandsteingewände, alte Fenster und alte Haustür. | 08974473 |
|                | Ehemaliges Gutsverwalterhaus (mit Stallanbau) des Rittergutes                                       | Salbitzer Straße 11 (Karte)       | Um 1880 und später                                                       | Zeittypischer Putzbau mit Drillingsfenster im Giebel, von baugeschichtlicher und ortshistorischer Bedeutung. - Bauernhaus: zweigeschossiger Putzbau (Bruchstein) mit Satteldach, Sandsteinbekrönungen über Fenstern im ersten Obergeschoss, im Giebel Drillingsfenster mit Sandsteingewänden - Erdgeschoss: Haustür neu, Türgewände fehlen - erstes Obergeschoss: Sandsteintafel (überputzt), neue Fenster - Stallanbau: an Traufseite des Bauernhauses Giebelseite des Stalles angebaut, Bruchstein mit Klinkerelementen, Putz zum Teil abgängig, Satteldach - Wohnstallhaus/Wirtschaftsgebäude (Anschrift: Salbitzer Straße 13; Abbruch vor 2015): zweigeschossiger großer Putzbau, Satteldach mit Fledermausgauben (alte Biberschwanzdeckung), schlichte Putzgliederung, zum Teil alte Fenster, rundbogenförmige Zwillingsfenster im Giebel | 08973587 |
|                | Wegestein                                                                                           | Salbitzer Straße 23 (bei) (Karte) | Bezeichnet mit 1849                                                      | Verkehrsgeschichtlich von Bedeutung. Sandstein, scharriert, Schrift ausgewittert (Lonnewitz...) | 08973517 |
|                | Gasthaus mit Saalanbau                                                                              | Salbitzer Straße 35 (Karte)       | Um 1895                                                                  | Zeittypische schlichte Putzfassade, architektonisch aufwändig gestalteter Saalbau, in seiner ursprünglichen Funktion von ortshistorischer Bedeutung. - Gasthaus: zweigeschossiger Putzbau mit Satteldach, Kunststeingewände, schlichte Putzgliederung - Saalgebäude: Massivbau (Ziegel) mit großen Rundbogenfenstern, Satteldach, kleines angebautes Toilettenhaus, aufwändige Ausstattung mit farbig gefasster Voutenstuckdecke und Säulen mit korinthisierenden Kapitellen, schlechter Erhaltungszustand | 08973516 |

## Tabellenlegende
- Bild: Bild des Kulturdenkmals, ggf. zusätzlich mit einem Link zu weiteren Fotos des Kulturdenkmals im Medienarchiv Wikimedia Commons. Wenn man auf das Kamerasymbol klickt, können Fotos zu Kulturdenkmalen aus dieser Liste hochgeladen werden:
- Bezeichnung: Denkmalgeschützte Objekte und ggf. Bauwerksname des Kulturdenkmals
- Lage: Straßenname und Hausnummer oder Flurstücknummer des Kulturdenkmals. Die Grundsortierung der Liste erfolgt nach dieser Adresse. Der Link (Karte) führt zu verschiedenen Kartendiensten mit der Position des Kulturdenkmals. Fehlt dieser Link, wurden die Koordinaten noch nicht eingetragen. Sind diese bekannt, können sie über ein Tool mit einer Kartenansicht einfach nachgetragen werden. In dieser Kartenansicht sind Kulturdenkmale ohne Koordinaten mit einem roten bzw. orangen Marker dargestellt und können durch Verschieben auf die richtige Position in der Karte mit Koordinaten versehen werden. Kulturdenkmale ohne Bild sind an einem blauen bzw. roten Marker erkennbar.
- Datierung: Baubeginn, Fertigstellung, Datum der Erstnennung oder grobe zeitliche Einordnung entsprechend des Eintrags in der sächsischen Denkmaldatenbank
- Beschreibung: Kurzcharakteristik des Kulturdenkmals entsprechend des Eintrags in der sächsischen Denkmaldatenbank, ggf. ergänzt durch die dort nur selten veröffentlichten Erfassungstexte oder zusätzliche Informationen
- ID: Vom Landesamt für Denkmalpflege Sachsen vergebene, das Kulturdenkmal eindeutig identifizierende Objekt-Nummer. Der Link führt zum PDF-Denkmaldokument des Landesamtes für Denkmalpflege Sachsen. Bei ehemaligen Kulturdenkmalen können die Objektnummern unbekannt sein und deshalb fehlen bzw. die Links von aus der Datenbank entfernten Objektnummern ins Leere führen. Ein ggf. vorhandenes Icon  führt zu den Angaben des Kulturdenkmals bei Wikidata.

## Ausführliche Denkmaltexte
1. ↑  Einzeldenkmale der Sachgesamtheit Friedhof Oschatz mit Friedhofskirche St. Georg:
  - Friedhofskirche St. Georg: Saalkirche, Putzbau mit 3/8-Schluss und Dachreiter, spitzbogige Maßwerkfenster, Emporen, Grabmäler des 16. und 17. Jahrhundert
  - Einfriedung: geputztes Bruchsteinmauerwerk mit Sandsteinabdeckung, Zufahrtstor mit profilierten Sandsteinpfeilern und zweiflügligem Ziergittertor sowie Pforte mit Sandsteinpfeilern und einflügligem Ziergittertor im Westen
  - Soldatenfriedhof der Gefallenen des Ersten Weltkrieges: verschieden gestaltete Grabsteine aus Kunststein vor Arkadenwand mit Gedenktafel für weitere Gefallene (um 1920), von vier Winter-Linden (Tilia cordata) gerahmt
  - Soldatenfriedhof der Gefallenen des Zweiten Weltkrieges: Gedenkstein aus Naturstein in der Mitte eines Rondells mit drei Stufen, von vier Stiel-Eichen (Quercus robur) umstanden, konzentrisch um das Rondell angeordnete Gräber mit Holzkreuzen
  - Grabstätten:
    - Grabstätte Höhne, Trauernde in Aedikula aus Kunststein (um 1971)
    - Grabstätte Kirsten: kniehende Frau mit Rosenschale aus Rochlitzer Porphyrtuff (um 1950)
    - Grabstätte Familie Pankonin / Tesch: Trauernde mit Rosengebinde,
    - Grabstein, Blumenschalen aus Rochlitzer Porphyrtuff (um 1950)
    - Grabstätte Wolf / Adam: Trauernde aus Kunststein (um 1950)
    - Grabstätte Gessner: Aedikula mit Relief eines Arbeiters vor Industriekulisse, Kunststein (um 1925)
    - Grabstätte Lochmann: Trauernde (Bronze) vor Kalksteinwand (um 1900)
    - Grabstätte Ambrosius Marthaus: Bronzerelief an Granitstele (um 1890)
    - Grabstätte Familie Herrmann Guhse: Stein aus schwarzem Marmor, um 1910
2. ↑  Stadtpark Oschatz:
Bereits 1879 hatte die Stadt Oschatz das Gelände zwischen Kleinforst und dem Naundorfer Weg vom Rittergut Altoschatz durch Tausch durch erworben. 1883 überließ die Stadt Parzellen in der Nähe der schiefen Brücke dem Verschönerungsverein zur Bepflanzung und erwarb 1885 das Bergesche Haus mit Feld, um auf diesen Flächen einen Stadtpark zu errichten. Dort wurden aus städtischen Mitteln bis an den Naundorfer Weg heran gepflanzt, zwei große Wiesen und ein kleiner Teich sowie ein Springbrunnen angelegt. 1888 kaufte die Stadt das zum Weinberg gehörige, auf der Höhe gelegene Feld und eine kleine daran grenzende Feldparzelle, welche der Verschönerungsverein bepflanzte. Den größeren Teil des Tales bei Kleinforst bepflanzte die Stadt. Die Anlage wurde hauptsächlich nach Plänen und unter der Leitung des städtischen Bauverwalters A. Richter und des Gärtner Streubel sen. ausgeführt.
Die beiden durch den Naundorfer Weg getrennten Parkteile sind aufgrund ihrer Entstehungs- und Gestaltungsgeschichte als Gesamtheit zu betrachten. Auf historischen Plänen aus den 80er Jahren des 19. Jahrhunderts ist abzulesen, dass nicht nur der nördliche Parkteil Bestandteil der Gestaltungskonzeption A. Richters war, sondern auch die Bereiche des ehemaligen Weinberges. Ein Aufmaß von 1910 zeigt, dass die Pläne zu großen Teilen realisiert wurden. Der heutige Bestand entspricht mit geringen Abweichungen noch diesem Aufmaß.
Gestalterisch haben die beiden Teile einen unterschiedlichen Charakter. Der südlich gelegene Bereich ist aufgrund seiner intensiveren Nutzung als offener, landschaftlicher Parkbereich gestaltet. Der nördliche Teil ist ebenfalls landschaftlich gestaltet, besitzt aber Waldparkcharakter.
Die Denkmaleigenschaft des Parks liegt insbesondere in seiner stadtgeschichtlichen, städtebaulichen und landschaftsgestalterischen Bedeutung für die Stadt Oschatz begründet.